# Stephansdom

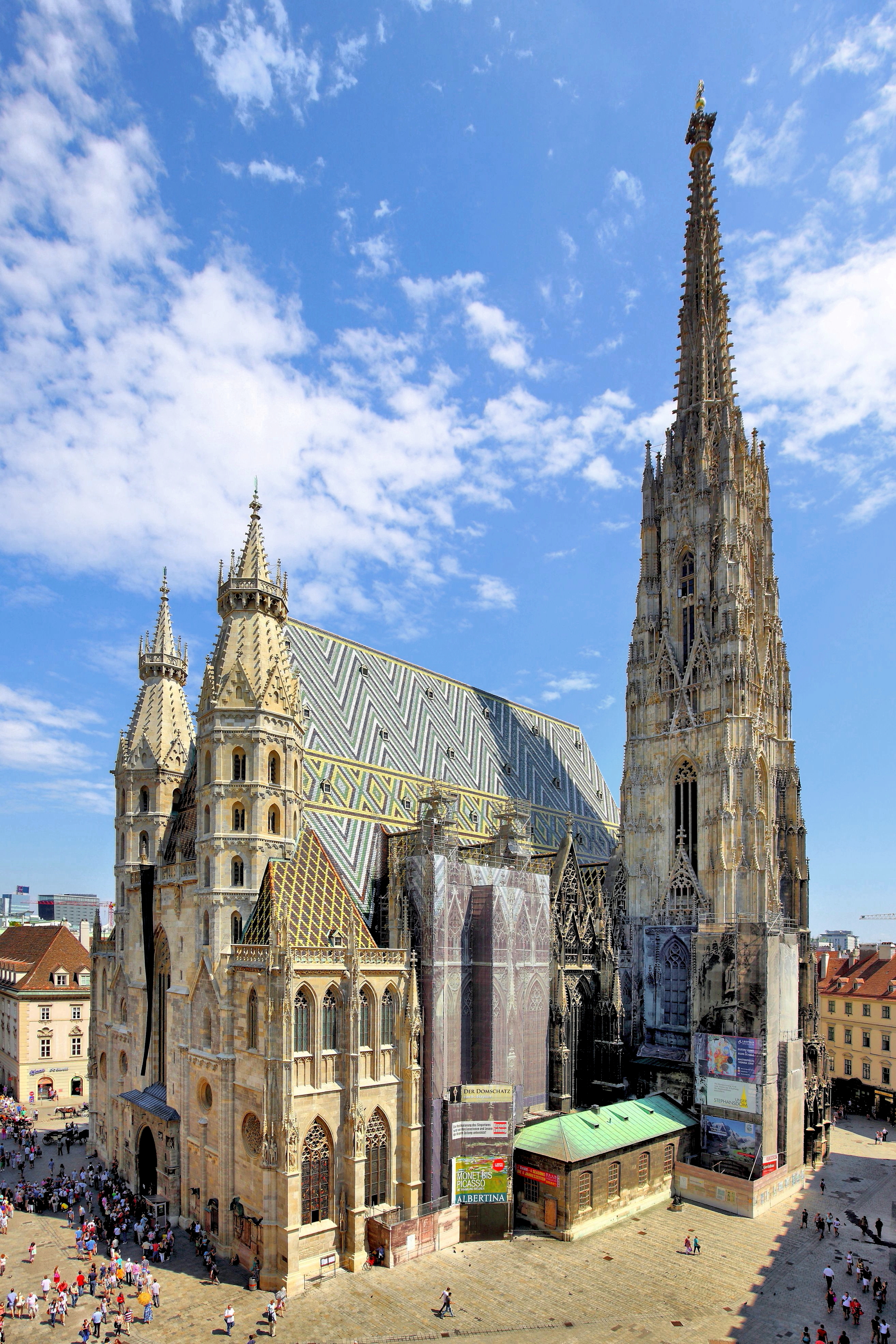
Stephansdom (Westansicht)

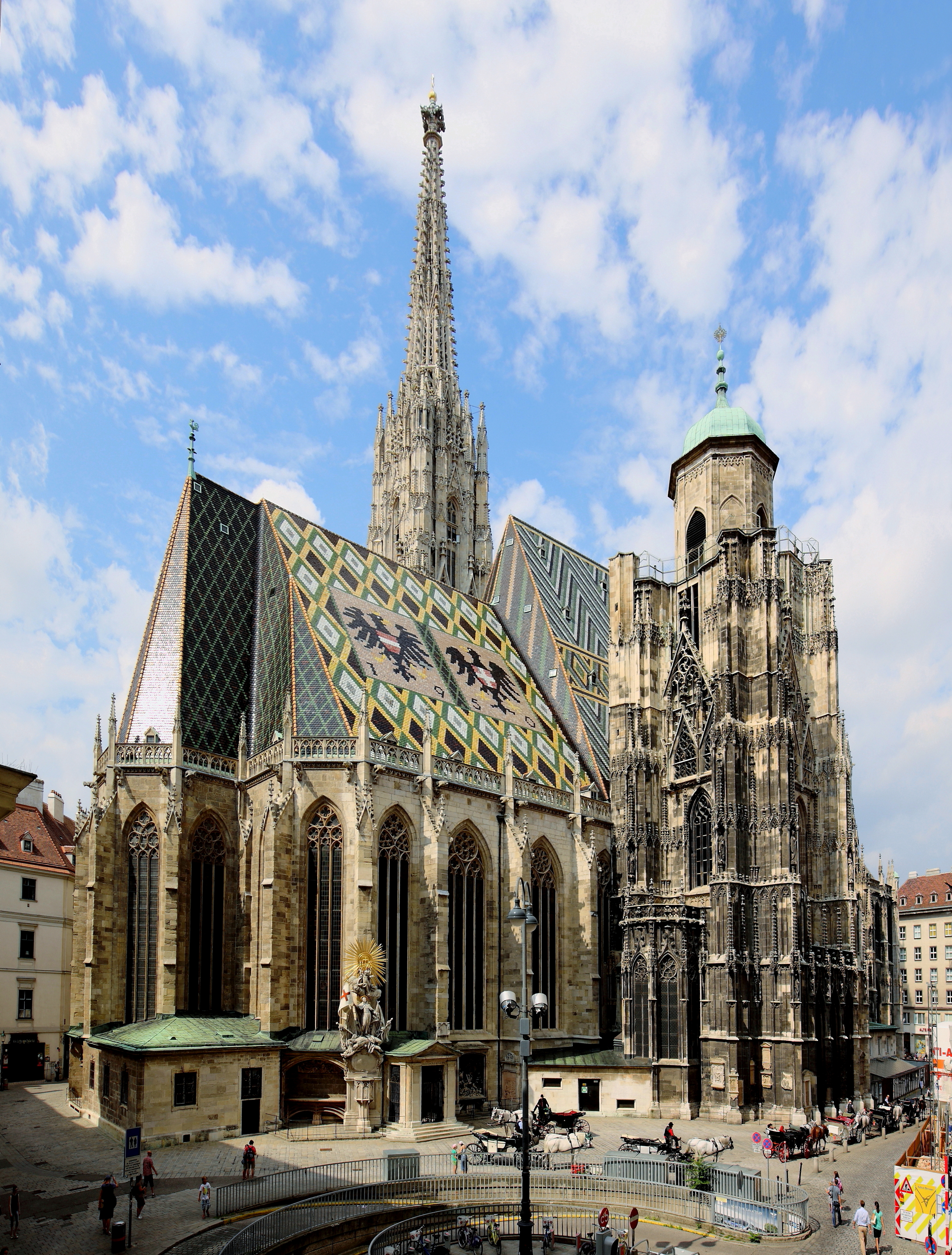
Ostansicht mit dem Albertinischen Chor und dem nicht fertiggestellten Nordturm

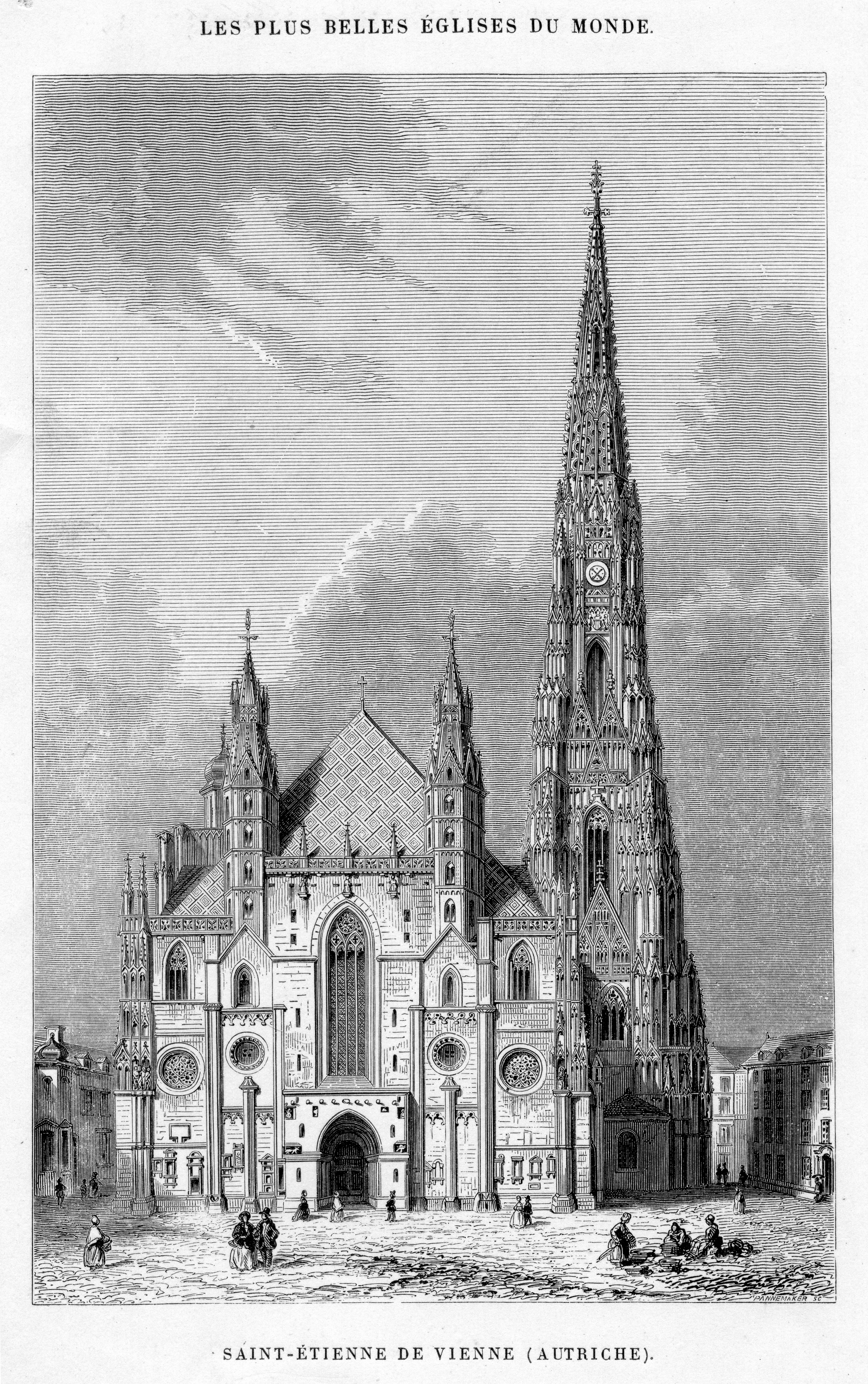
Stephansdom, Lithografie 1857

10 Eurocent

Der Stephansdom (eigentlich Dom- und Metropolitankirche zu St. Stephan und allen Heiligen) am Wiener Stephansplatz (Bezirk Innere Stadt) ist seit 1365 Domkirche und Sitz einer Priestergemeinschaft (Allerheiligenkapitel), seit 1469/1479 Kathedrale (Bischofssitz mit Domkapitel) und seit 1723 Metropolitankirche des Erzbischofs von Wien. Er ist auch die Pfarrkirche der Dompfarre St. Stephan in der Wiener Innenstadt.
Der von den Wienern kurz Steffl genannte römisch-katholische Dom gilt als Wahrzeichen Wiens und wird mitunter auch als österreichisches Nationalheiligtum bezeichnet. Namensgeber ist der heilige Stephanus, der als erster christlicher Märtyrer gilt. Das zweite Patrozinium ist Allerheiligen.
Das Bauwerk ist 109 Meter lang und 72 Meter breit. Der Dom ist eines der wichtigsten gotischen Bauwerke in Österreich. Teile des spätromanischen Vorgängerbaues von 1230/40 bis 1263 sind noch erhalten und bilden die Westfassade, flankiert von den beiden Heidentürmen, die etwa 65 Meter hoch sind. Insgesamt besitzt der Stephansdom vier Türme: Mit 136,4 Metern ist der Südturm der höchste, der Nordturm wurde nicht fertiggestellt und ist nur 68 Meter hoch. Im ehemaligen Österreich-Ungarn durfte keine Kirche höher als der Südturm des Stephansdoms erbaut werden. So wurde beispielsweise der Mariä-Empfängnis-Dom in Linz um zwei Meter niedriger gebaut.
Der Südturm ist ein architektonisches Meisterwerk der damaligen Zeit; trotz seiner bemerkenswerten Höhe ist das Fundament weniger als vier Meter tief. Bei seiner Fertigstellung war der Turm für über 50 Jahre das höchste freistehende Bauwerk Europas. Im Südturm befinden sich insgesamt 13 Glocken, wovon elf das Hauptgeläut des Stephansdoms bilden. Die Pummerin, die drittgrößte freischwingend geläutete Kirchenglocke Europas, befindet sich seit 1957 im Nordturm unter einer Turmhaube aus der Renaissance.

## Geschichte

Die Baugeschichte des Doms im Grundriss (grün: das Riesentor; rotorange: romanischer Dom, 1430 abgerissen; rosa: Albertinischer Chor; blau: das gotische Langhaus)

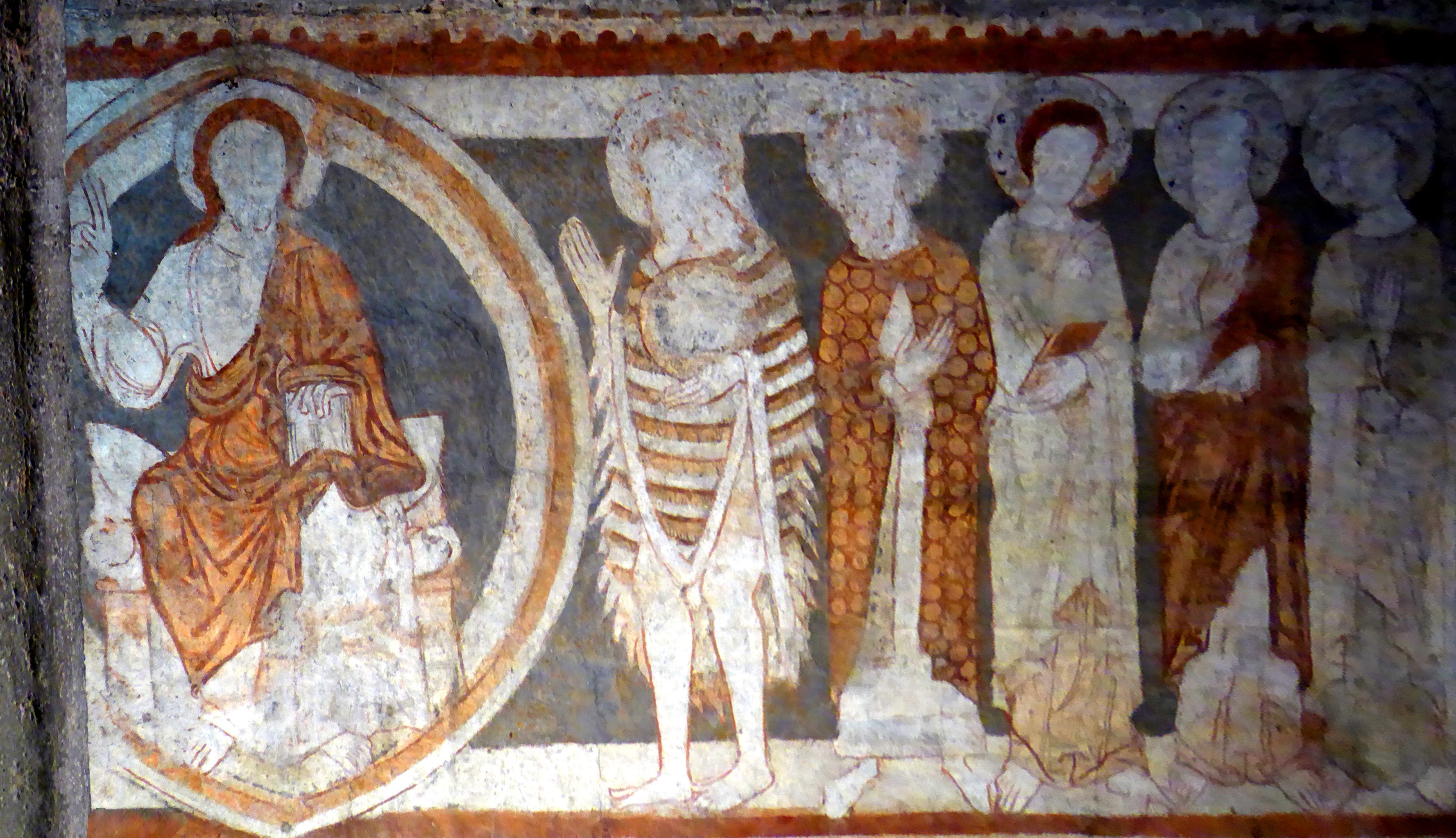
Christus mit Johannes und weiteren Heiligen, Riesentor um 1240

### 12. und 13. Jahrhundert
Das Areal, welches später vom Stephansdom eingenommen wurde, lag östlich des römischen Legionslagers Vindobona im Bereich der canabae legiones, der Lagervorstadt. Das Lager war vom ersten bis zum dritten Jahrhundert von Gebäuden und Straßen umschlossen, die jedoch im dritten und vierten Jahrhundert von Gräbern und Grabbauten abgelöst wurden. Im Bereich des Stock-im-Eisen-Platzes wurden seit 1690 immer wieder Grabfunde gemacht.
Die Anfänge des Doms gehen auf das Jahr 1137 zurück, aus dem der Tauschvertrag von Mautern zwischen Markgraf Leopold IV. von Österreich und dem Bischof Reginmar von Passau überliefert ist. Dabei wurden Güter, aber auch Pfarrrechte ausgetauscht, um es dem Bischof zu ermöglichen, außerhalb der damaligen Stadt eine Kirche zu bauen, die dem Patrozinium des heiligen Stephanus unterstellt werden sollte, dem Patron der Bischofskirche von Passau. Die Pfarrrechte der bereits bestehenden Kirche St. Peter sollten in die Zuständigkeit des neuen Wiener Pfarrers fallen. Die anderen Kirchen im damaligen Wien (neben der Kirche Maria am Gestade), die Ruprechtskirche und die Peterskirche, waren nach Salzburger Heiligen benannt; das Patrozinium der Kirche war also ein politisches Signal. Die erste Kirche wurde 1147 fertiggestellt und im selben Jahr um oder knapp vor Pfingsten (8. Juni 1147) vom Passauer Bischof Reginbert von Hagenau geweiht (Patronat nach der Mutterkirche Passau), als erster Pfarrer ist der Passauer Kleriker Eberger aus dem Gefolge des Bischofs genannt. Die Kirche war für die damalige Stadt völlig überdimensioniert – es könnte also damals schon Bestrebungen gegeben haben, sie in eine Bischofskirche zu verwandeln. Geostet ist die Kirche auf den Sonnenaufgang des 26. Dezember 1137.
Ein Blitz traf bereits 1149 den Südturm und ließ ihn ausbrennen.
Von 1230 bis 1245 entstand unter Herzog Friedrich II. dem Streitbaren von Österreich ein weiterer spätromanischer Bau, von dem an der Westfassade noch einiges erhalten ist. Sie besteht aus den beiden Heidentürmen und dem Riesentor. Der Ursprung beider Namen ist nicht völlig geklärt. Der Name: Heidentürme kommt eventuell von den Steinen, die von altrömischen Ruinen stammten, möglicherweise aber auch von den beiden Darstellungen der nichtchristlichen Fruchtbarkeitssymbole Phallus und Vulva (Bilder unten), welche die beiden Blendsäulen in der Westwand unterhalb der Türme krönen. Die Assoziation mit Minaretten stammt aus späterer Zeit. Allerdings könnte die Bezeichnung „heidnisch“ auch einfach ein Synonym für „uralt“ sein. Der Name Riesentor geht der Legende nach auf einen riesigen, über dem Tor aufgehängten Mammutknochen oder einen beim Bau helfenden Riesen zurück; tatsächlich dürfte die Bezeichnung aber auf das mittelhochdeutsche Wort risen (sinken, fallen) zurückgehen und sich auf die Trichterform des Portals beziehen. Oberhalb des Tores befand sich eine Herzogsempore, ähnlich dem Kaiserstuhl Karls des Großen in Aachen und den Westemporen der Kaiserdome.
Nach einem Brand im Jahr 1258 wurde der Bau unter dem neuen Landesherrn Ottokar II. Přemysl abgeschlossen und 1263 unter dem Pfarrer Gerhard von Siebenbürgen neu geweiht. Vom 10. bis 12. Mai 1267 war der Dom Schauplatz des sog. „Wiener Provinzialkonzils“, einer Synode der gesamten Kirchenprovinz Salzburg (Wien wurde erst 1722 eine eigene Kirchenprovinz). Diese Synode behandelte neben organisatorischen Fragen auch das Verhältnis zwischen Christen und Juden, das bereits damals belastet war und für das eine fast vollständige Trennung beider Lebensbereiche angestrebt wurde.
Die Obergeschoße der Heidentürme wurden erst danach gebaut. Die beiden Türme sind durch einen spätgotischen Schwibbogen verbunden, der die Aufgabe hat, die beiden Türme gegeneinander abzustützen. Setzungen und Verschiebungen im Bereich des Westwerkes werden durch diese mittelalterliche Sanierungsmaßnahme verhindert. Der Schwibbogen wird in der Regel durch die Orgel verdeckt, war aber 2018 im Rahmen der Orgelrenovierung sichtbar. 1276 brach erneut ein Brand aus, der zwar den Chor beschädigte, jedoch die westliche Fassade und die Westempore wie die anschließenden Räume in den Heidentürmen nicht betraf.

### 14. und 15. Jahrhundert
Unter den Habsburgern, seit 1282 Herzöge von Österreich, begann die gotische Bauperiode. Dabei wurden unter den Herzögen Albrecht I. und Albrecht II. von Österreich nicht nur die Brandschäden beseitigt, sondern es wurde zwischen 1304 und 1340 ein vergrößerter Chor im gotischen Stil gebaut, der nach ihnen als Albertinischer Chor bezeichnet wird. Am 23. April 1340 fand die Chorweihe statt, und der Hallenchor war weitgehend vollendet. Nach 1340 war der Chor, wie die Urkunden zur Liturgie, zum Lettner und zu den Altären zeigen, schon für liturgische Handlungen nutzbar.
Die Regierungszeit von Herzog Rudolf IV., genannt „der Stifter“, war bedeutsam für die Kirche: Am 7. April 1359 legte er den Grundstein für den Südturm und den gotischen Erweiterungsbau der Kirche, – eine Quelle spricht konkret vom Chor, für den entsprechend im Jahr 1365 eine Neuweihe belegt ist. In der Absicht, die Hauptkirche seiner Residenzstadt aufzuwerten, verlegte Rudolf – der seit 1358/59 den Titel „Pfalzerzherzog“ beanspruchte – im Jahre 1365 das von ihm 1358 in der Allerheiligenkapelle in der Hofburg errichtete Kollegiatstift in die Stephanskirche, verlieh dessen Propst den Titel „Erzkanzler von Österreich“ und ernannte ihn zum Kanzler (Rektor) der neuen Universität in Wien. Diese Priestergemeinschaft war noch nicht das Domkapitel im heutigen Sinn. In der Gründungsurkunde wurde dieses neue Allerheiligenkapitel zu St. Stephan ausdrücklich Rom unterstellt und von Salzburg und Passau unabhängig (exemt) erklärt (der Dom selbst hatte eine solche Exemtion noch nicht). Seitdem ist das für den Chor geltende Allerheiligenpatrozinium das zweite Patrozinium des Doms. Auch die bedeutende Sammlung von Reliquien und die Gründung der Herzogsgruft gehen auf Rudolf IV. zurück. Als Rudolf 1365 unerwartet verstarb, wurde er entsprechend im Chor bestattet. Auf Rudolf geht auch der Bau der beiden westlichen Langhauskapellen wie auch der beiden offensichtlich mit ihnen in Verbindung stehenden Fürstenportale zurück.
Die wichtigste Baumaßnahme Rudolfs am Stephansdom stellt der Baubeginn des südlichen Hochturms dar, auch wenn in den sieben Jahren seiner Herrschaft wenig mehr als Teile der erst 1391 geweihten Katharinenkapelle zur Ausführung kam. Die Frage, auf wen die Konzeption und Planung des gotischen Baus zurückgeht, ist offen. Erst 1368 wird erstmals ein Magister operum ad St. Stephanum (Baumeister zu St. Stephan) namens Seyfried genannt. Ein wesentlicher Einfluss auf die Planung wurde in der älteren Forschung der Herzogen Baumeister Michael Knab zugeschrieben, doch lässt sich seine Tätigkeit als Wiener Dombaumeister konkret ausschließen.
Bis 1407 war der Turmunterbau bis zur Höhe des Kirchendachs fortgeschritten, als entscheidende Korrekturen vorgenommen wurden, da, wie Thomas Ebendorfer überliefert, „in der Kunst erfahrene und in unseren Tagen berühmte Baumeister im Aufbau des genannten Turms derart vom Originalplan abgewichen waren, dass alles, was in mehreren Jahren kostspielig an ihm gebaut worden war, umgekehrt wieder bis dahin, wo der erste Baumeister ihn hinterlassen habe, abgetragen worden ist“. Damit ist offensichtlich der frühere Prager Dombaumeister Wenzel Parler gemeint, der von 1403 bis 1404 Dombaumeister in Wien war. Vollendet wurde der Turm anschließend mit Abänderungen 1433 von Peter und Hans von Prachatitz, wobei dieser Turm mit 136 Metern bis zur Vollendung des Straßburger Münsterturms im Jahre 1439 der höchste Turm Europas war.
Im unmittelbaren Anschluss an den Turmunterbau wurde der mit reichen Maßwerkformen dekorierte Bau des gotischen Langhauses auf seiner Südseite begonnen und bis 1430 so weit vorangetrieben, dass die dem Ausbau im Weg stehenden letzten Reste des frühgotischen Langhauses abgebrochen werden konnten. Unter Dombaumeister Mathes Helbling wurde dann bis 1440 (Inschrift am Kranzgesims) der westliche Teil der Nordmauer vollendet, anschließend wurde mit der Errichtung der Freipfeiler der Hallenkirche begonnen. Unter Hans Puchsbaum wurde das Domlanghaus zur Pseudobasilika ausgebaut und auch die Einwölbung vorbereitet, die in ihrer reichen Ausformung mit Bogenrippen aber erst unter seinem Nachfolger Laurenz Spenning vollendet wurde. Als einziger der Maßwerkgiebel des Außenbaus wurde im Mittelalter der auf Kaiser Friedrich III. verweisende Friedrichsgiebel über dem Südwestjoch errichtet. Eine (heute verlorene) Inschrifttafel von 1474 bezeichnete das Vollendungsdatum des Kirchenbaus, wenngleich noch ohne den gerade erst begonnenen Nordturm. Kurz zuvor, im Jahre 1469, war Wien zudem zum Bistum und damit der Stephansdom zur Kathedrale erhoben worden, wobei auch das von Rudolf IV. begründete Kollegiatstift zum Domkapitel wurde. Der Stephansdom wurde in dieser Zeit auch für öffentliche Reden vor der Wiener Gemeinde genutzt, wie das Beispiel Erzherzog Albrechts VI. zeigt.
1450 legte Friedrich III. den Grundstein für den Nordturm (früher fälschlicherweise auch Albertinischer Turm genannt) und wurde unter dem Dombaumeister Hans Puchsbaum das Fundament des Nordturms ausgemauert, wobei auf kaiserliche Anordnung hin der als ungenießbar eingestufte Wein dieses Jahrgangs als Bindemittel verwendet wurde. Nach langer, durch die politischen Spannungen zwischen Stadt und Kaiser bedingter Unterbrechung erfolgte jedoch erst 1467 unter Dombaumeister Laurenz Spenning der eigentliche Baubeginn des Nordturms nach neuen Plänen. Von den beiden von ihm vorgelegten alternativen Turmplanungen stellte die erste eine Überarbeitung des bestehenden Hochturms dar, die zweite eine um etwa 20 Meter höhere Neuplanung, die zugleich die Turmbauprojekte des Straßburger und Ulmer Münsters übertreffen sollte. Unter ihm wurde bis 1477 das Portalgeschoß vollendet, unter seinem Nachfolger Simon Achleitner das Doppelfenstergeschoß, unter Jörg Kling und Jörg Öchsl das nachfolgende Freigeschoß.

### 16. bis 19. Jahrhundert
1513 wurde nach knapp einem halben Jahrhundert Bautätigkeit der Weiterbau des Nordturms eingestellt. Noch 1523 wurde der Entschluss zur Turmvollendung gefasst, aber nicht mehr umgesetzt. In derselben Geschwindigkeit weitergebaut, hätte der Nordturm um 1560 vollendet sein können, doch verhinderten die kriegerischen Umstände der Zeit, welche die Erneuerung der Festungswerke notwendig machten (Erste Wiener Türkenbelagerung 1529), den Weiterbau. 1578 wurde auf den Turmstumpf ein einfaches Glockengeschoß mit einer Renaissance-Haube gesetzt, die nach dem Baumeister Hans Saphoy Saphoy’sche Haube heißt.

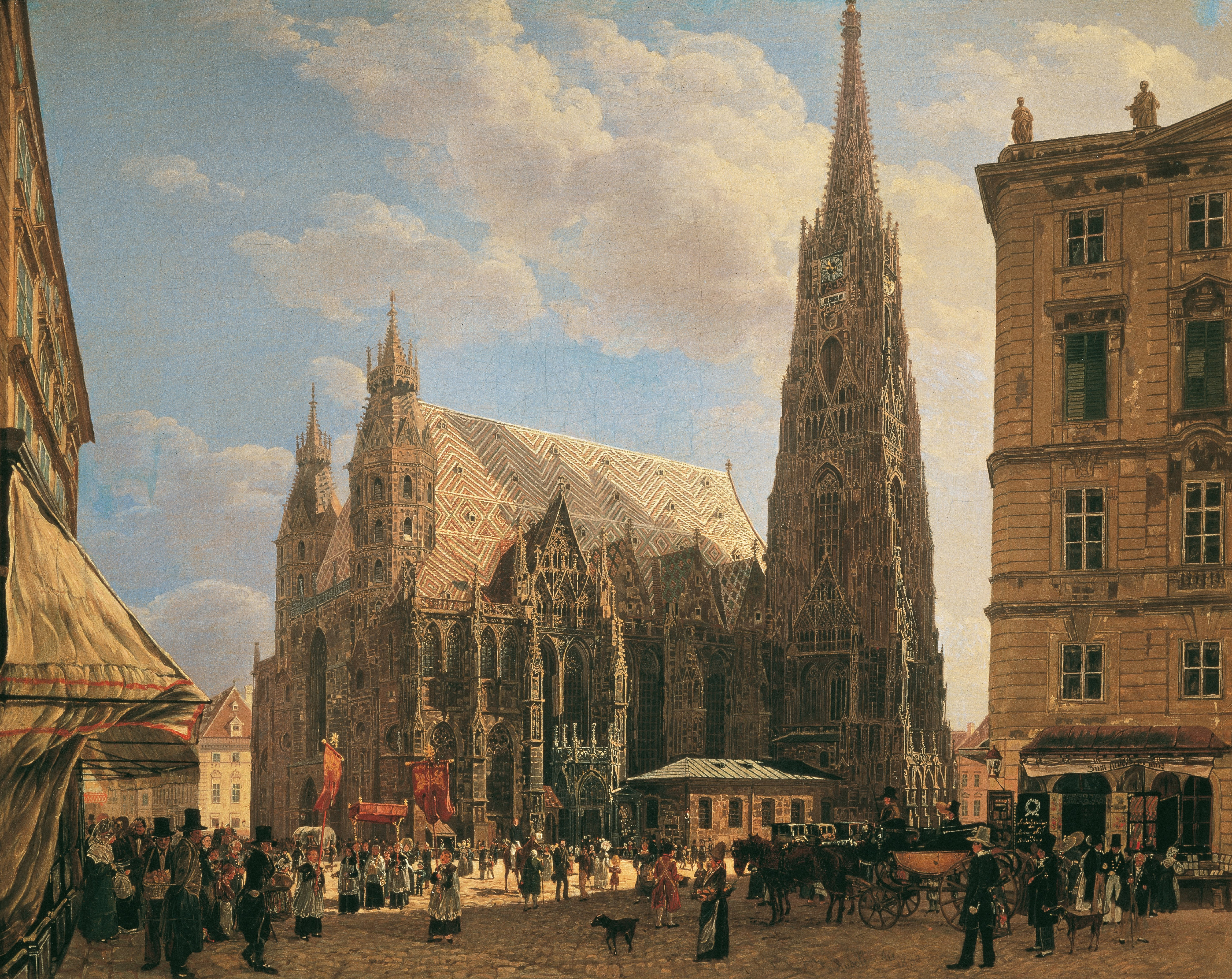
Rudolf von Alt: Stephansdom vom Stock-im-Eisen-Platz (1832)

Von 1511 bis 1515 übernahm der Bildhauer und Baumeister Anton Pilgram die Leitung der Bauhütte, er vollendete den Orgelfuß und war unter anderem an der Ausführung der Domkanzel beteiligt, der dortige Fenstergucker wurde traditionell für sein Selbstbildnis gehalten. Unter Hans Herstorffer, der von 1637 bis 1650 als Dombaumeister wirkte, wurde 1647 die Innenausstattung barockisiert, vor allem der Hochaltar des Bildhauers Johann Jacob Pock und seines Bruders, des Malers Tobias Pock, stammt aus dieser Zeit. Während der Türkenbelagerung 1683 wurde der Dom durch türkische Kanonenkugeln beschädigt. Aus den Kanonen der Belagerer wurde danach die große Glocke (die Pummerin) gegossen. 1713, gleich zu Beginn der Amtszeit von Dombaumeister Johann Carl Trumler, leistete Kaiser Karl VI. im Dom das Gelöbnis, eine Kirche zu stiften, wenn die Pest ausklinge. Rund drei Jahre später wurde mit dem Bau der Karlskirche begonnen.

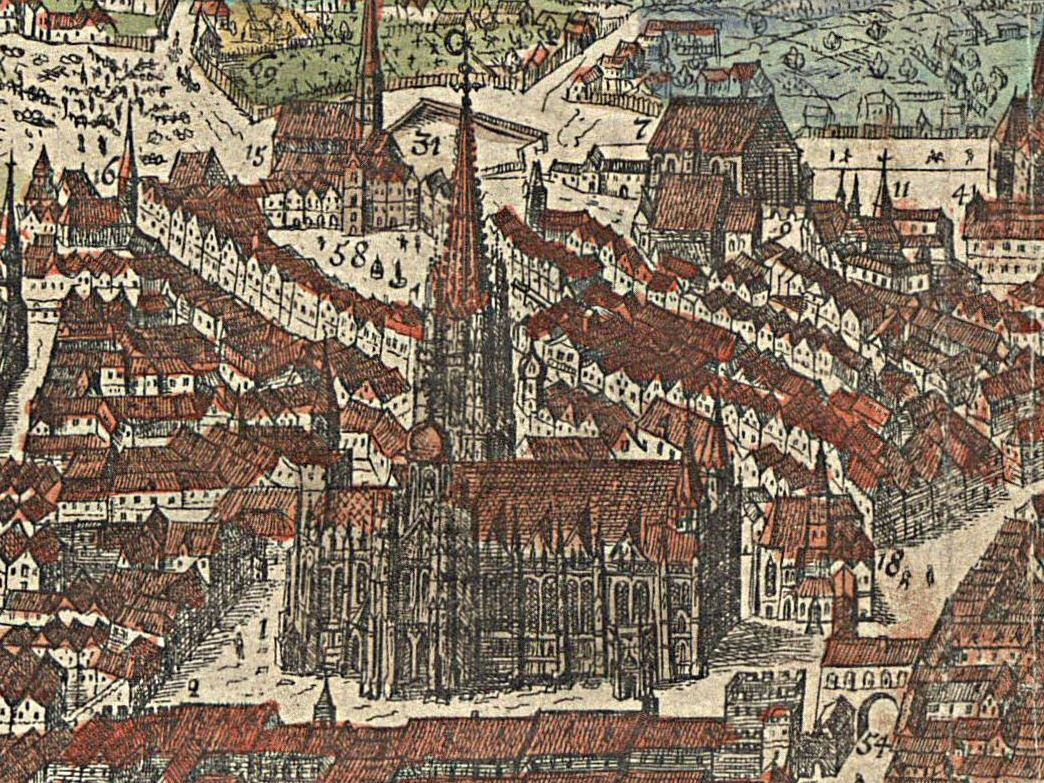
Vogelschau auf den Stephansdom von Norden von Jacob Hoefnagel (1609). Erkennbar ist rechts die Magdalenenkapelle, das Leihbahr-, Messner- und Cantorhaus sowie der Heiltumstuhl.

Seit den Renovierungen im 19. Jahrhundert wird auf dem südlichen Dach des Stephansdoms der Reichsadler des Kaisertums Österreich in bunten Ziegeln ausgelegt. Im Brustschild dieses Adlers steht das Monogramm Kaiser Franz’ I. Mit dem Wiederaufbau des Dachstuhls nach dem Brand am Ende des Zweiten Weltkriegs wurden auf der Nordseite des Daches in gleicher Weise der österreichische Bundesadler, der allerdings heraldisch in die falsche Richtung blickt, und das Wiener Wappen angebracht.

### Zerstörungen im Zweiten Weltkrieg und Wiederaufbau
Die Bombenangriffe während des Zweiten Weltkriegs sowie die Kämpfe im Stadtgebiet überstand der Stephansdom ohne größere Schäden. Am 6. April durchschlug jedoch eine Bombe das Gewölbe des südlichen Seitenschiffes. Als am 10. April 1945 vom Turm eine weiße Fahne gehisst wurde, verweigerte der Wehrmachtshauptmann Gerhard Klinkicht (1915–2000) den Befehl des Stadtkommandanten Sepp Dietrich, den „… Dom zunächst mit 100 Granaten in Schutt und Asche zu legen.“ Eine Gedenktafel am Dom erinnert an Klinkichts Befehlsverweigerung.
In der Nacht zum 12. April 1945 brannten der Lärchenholz-Dachstuhl und der Glockenturm des Stephansdomes vollständig ab bzw. aus. Während danach über Jahrzehnte die Erzählung verbreitet war, „die Russen“ hätten den Dom in Brand geschossen, daneben auch, es wäre deutscher Beschuss gewesen, ist aus Augenzeugenberichten bekannt, dass das Feuer von umliegenden Gebäuden, in denen Plünderer Feuer gelegt hatten, auf den Dom übergriff. Durch die vorangegangenen Gefechte waren Löcher im Domdach entstanden; der Funkenflug konnte durch diese in den Dachstuhl gelangen und ihn entzünden. Die Kampfhandlungen während der Schlacht um Wien verhinderten effektive Löscharbeiten. Zudem waren die beiden großen Wasserleitungen des Doms bei einem amerikanischen Bombenangriff am 12. März 1945 zerstört worden. In der Nacht auf den 12. April 1945 stürzte die im Nordturm hängende Halbpummerin ins Querhaus. Das dort befindliche Wimpassinger Kreuz verbrannte. Der brennende Glockenstuhl mit der Pummerin brach am 12. April nachmittags zusammen. Die Glocke zerschellte auf der Gewölbeöffnung im Boden der Glockenstube, der Großteil ihrer Bruchstücke fiel durch die Öffnung in die Turmhalle und zerschlug dort das Türkenbefreiungsdenkmal. Auch die Zwölferin oder Fürstenglocke und die Viertelpummerin, die beiden Glocken im südlichen Heidenturm, stürzten ab. Die wertvolle Walcker-Orgel von 1886 verbrannte, nachdem Glut aus dem Dachstuhl durch eine Öffnung im Gewölbe in sie hineinfiel. In den Morgenstunden des 13. April stürzte eine 16 m hohe Stützwand im Dachstuhl ein und zerschlug dabei mehrere Gewölbe des Mittel- und Südchores. Die Empore mit der Chororgel, die Kaiserloge und das wertvolle gotische Chorgestühl wurden dabei von den Schuttmassen zertrümmert und von den brennenden Dachbalken entzündet. Das Grabmal Friedrichs III. blieb dank einer Einmauerung fast unbeschädigt. Im November 1947 stürzten die bis dahin erhalten gebliebenen Gewölbe des südlichen Chorraums ein.
Der Wiederaufbau des Stephansdoms, der unter anderem durch zahlreiche Spenden aus der Bevölkerung finanziert wurde (siehe Stephansgroschen), begann sofort nach dem Kriegsende. Der Stahl-Dachstuhl wurde 1950 fertiggestellt. Die feierliche Wiedereröffnung erfolgte 1952 mit dem Einzug der neu gegossenen Pummerin. Eine Gedenktafel erinnert an das Spendenaufkommen aller österreichischen Bundesländer:

„Die dich in dieses Gotteshaus ruft, DIE GLOCKE, spendete das Land Oberösterreich, Das dir den Dom erschließt, DAS TOR, das Land Steiermark, Der deinen Schritt trägt, DEN STEINBODEN, das Land Niederösterreich, In der du betend kniest, DIE BANK, das Land Vorarlberg, Durch die das Himmelslicht quillt, DIE FENSTER, das Land Tirol, Die in friedlicher Helle erstrahlen, DIE KRONLEUCHTER, das Land Kärnten, An der du den Leib des Herrn empfängst, DIE KOMMUNIONBANK, das Burgenland, Vor dem die Seele sich in Andacht neigt, DAS TABERNAKEL, das Land Salzburg, Das die heiligste Stätte des Landes behüte, DAS DACH, spendete im Verein mit vielen hilfreichen Händen die Stadt Wien.“

### 21. Jahrhundert
Unter Dompfarrer Anton Faber wurde der Stephansdom wiederholt mit künstlerischen Installationen in Szene gesetzt. 2020 erregten ein überdimensionaler violetter Pullover, das Fastentuch von Erwin Wurm, sowie die beleuchtete Himmelsleiter von Billi Thanner mediale Aufmerksamkeit. Im August 2021, während der COVID-19-Pandemie in Österreich, weihten Kardinal Schönborn und der Wiener Bürgermeister Michael Ludwig in der Barbara-Kapelle des Doms eine Impfstraße ein, die innerkirchlich umstritten als Verletzung der Sakralität des Gotteshauses empfunden wurde.
Am 16. März 2022, 02.11 Uhr startete laut Dompfarrer Toni Faber ein Hackerangriff das computergesteuerte Festgeläut. Nach etwa 20 Minuten nächtlichen Läutens stoppte er die Glocken.

## Äußeres

### Westfassade

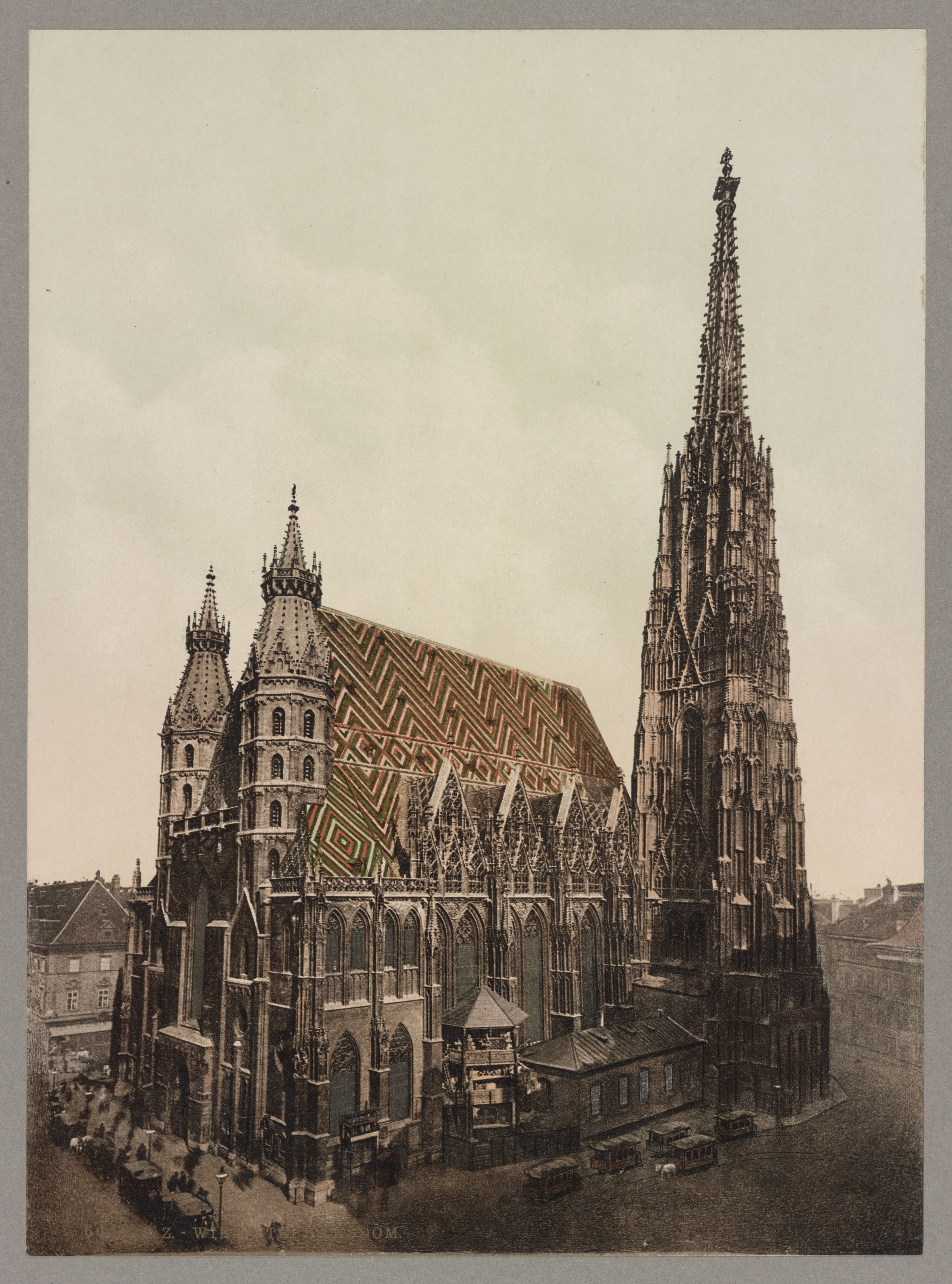
Historische Außenansicht des Stephansdoms (1890)

Die Westfassade enthält die ältesten sichtbaren Elemente des Doms und stammt in dieser Form aus dem 14. und 15. Jahrhundert. In diese gotische Westanlage wurden bewusst ältere Bauteile aus dem 13. Jahrhundert (Riesentor, Heidentürme, Westempore) integriert. Im 14. Jahrhundert wurde die Fassade durch den Anbau der dahinterliegenden Kapellen erweitert. Um 1420 wurde in die romanische Westmauer das gotische Mittelfenster eingebrochen, etwa gleichzeitig wurden die Heidentürme durch eine Stirnmauer als oberster Fassadenschluss verbunden. Diese wird von einer Brüstung mit Maßwerk begrenzt, an der Wasserspeier und drei Fialen mit darunterstehenden Figuren, die an die Frontwand anschließen, angebracht sind (Hl. Laurentius, Hl. Stephanus, Erzengel Michael). Die jetzigen Figuren sind Kopien aus den 1870ern, die Originale (nunmehr im Wien Museum) stammen aus der Zeit um 1430. Die Torhalle tritt leicht hervor und ist durch ein schmales Vordach vom Mittelfenster abgegrenzt. Sonst ist die Fassade plan und nur durch vertikale Lisenen und horizontale Gesimse gegliedert, in der Vertikale entstehen dadurch fünf Abschnitte. Der Vorbau des Riesentores hat seitliche Fensterschlitze für die dahinterliegenden Treppen und rechteckige Mauernischen für Figuren, die aber nur vage einer Symmetrie folgen. Die übereckgestellten Lisenen in den Achsen der Heidentürme bezeichnen die Kanten der Vorgängerkirche, unterhalb davon befindet sich jeweils ein spätromanisches Rundbogenfenster mit reich skulptierten Laibungen. In diesen Achsen befinden sich auch zwei Simse mit Zahnschnitt- und Kleeblattfriesen, die der dahinterstehenden Gliederung (die drei Untergeschoße der Heidentürme) entsprechen.

#### Heidentürme

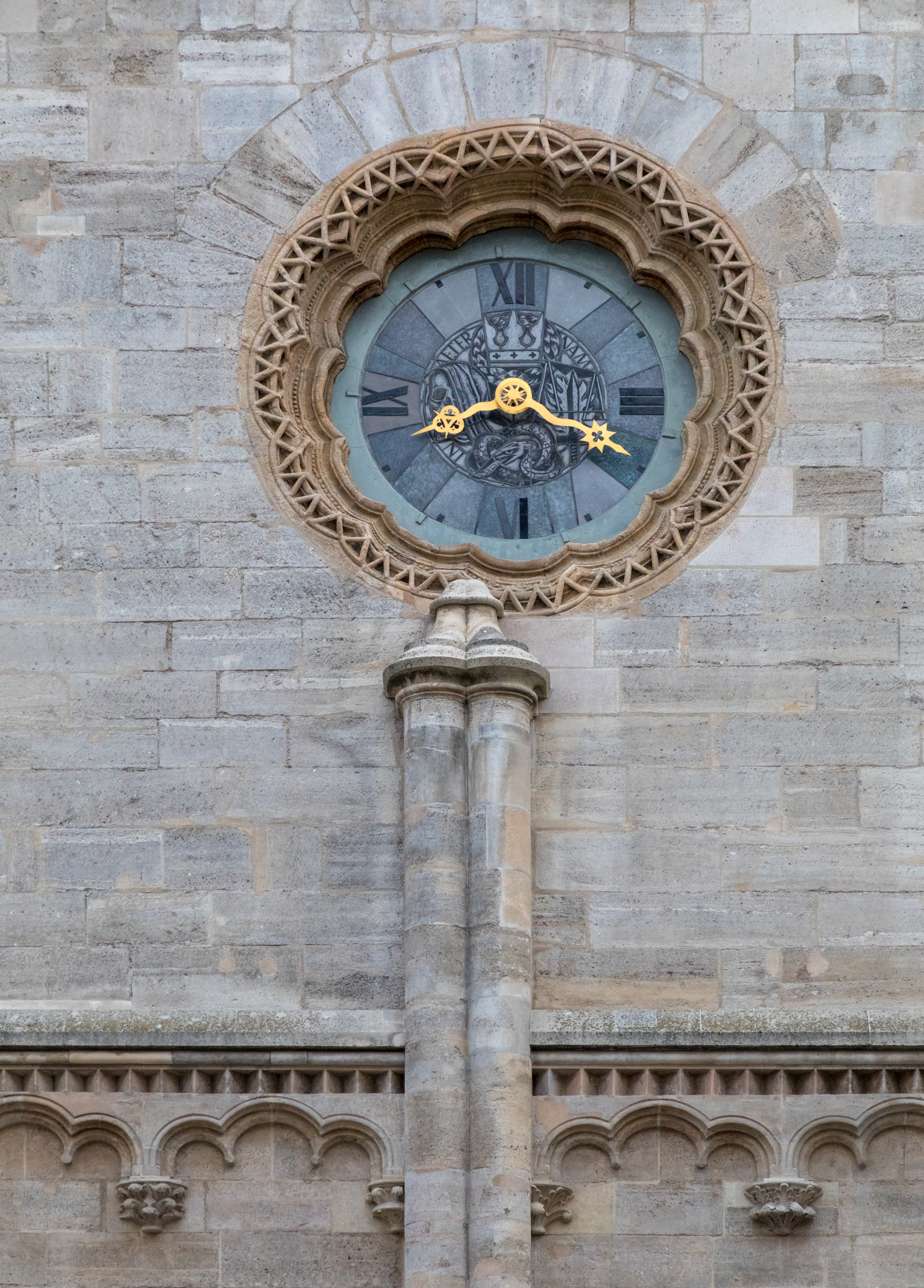
Nördliches Rundbogenfenster mit „Phallus“

Die beiden Türme sind in der heutigen Form frühgotisch, die Untergeschoße wurden im 12. Jahrhundert erbaut, die Obergeschoße im 13. Jahrhundert, wohl nach dem Brand im Jahr  1256. Die hinter der Fassade liegenden Untergeschoße sind quadratisch, während die vier Obergeschoße oktogonal sind. Sie werden durch rundumlaufende Zahnschnittfriese und Zwergbogengesimse, die an den Eckvorlagen verkröpft sind, voneinander abgehoben. Auf den Pyramidenhelmen mit Krabben und Giebelkränzen, die auf halber Höhe eine maßwerkverzierte Dachgalerie aufweisen, befanden sich ursprünglich ebenso wie beim Dach des Domes glasierte Ziegel. An den Spitzen der Heidentürme befinden sich als Turmbekrönung Abbildungen des Hl. Laurentius (mit Rost, südlicher Heidenturm) und des Hl. Stephanus (nördl. Heidenturm).
Die beiden Türme sind nicht völlig gleich gebaut, sie unterscheiden sich in der Anzahl der Geschoße und haben einen Breitenunterschied von einem Meter. An den Außenseiten sind ihnen je zwei übereinander liegende Kapellen angebaut: im Norden die Prinz-Eugen-Kapelle und darüber die Valentinskapelle, im Süden die Eligiuskapelle und darüber die Bartholomäuskapelle.

### Südturm

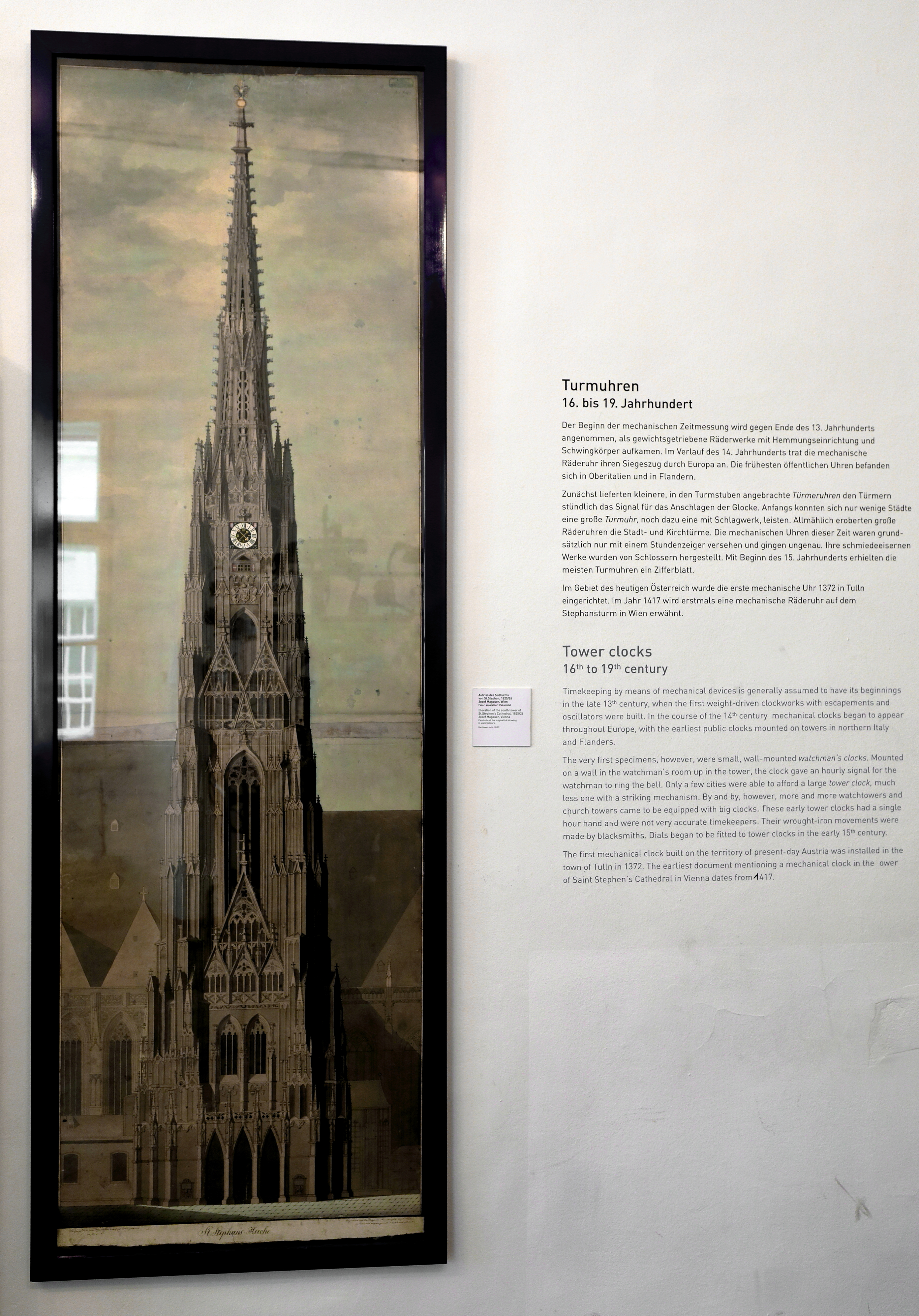
Aufrisszeichnung des Südturmes (1825/26) – noch mit Turmuhr

Der Südturm ist als Hauptturm 136,4 Meter hoch und hat einen quadratischen Grundriss, der durch ein raffiniertes Arrangement von Giebeln allmählich in ein Achteck überführt wird. Unterhalb der Spitze ragen zwölf Fialtürmchen empor. Bis auf eine Höhe von 72 Metern ist er für die Öffentlichkeit zugänglich, dort befindet sich die sogenannte Türmerstube. Das Besteigen der Turmspitze ist ausschließlich Mitarbeitern des Dombauamtes vorbehalten. Dazu verlässt man das Turminnere in einer Höhe von etwa 110 m. Ab dort kann man auf einer außen angebrachten Eisenleiter und durch die Kreuzblume hindurch bis auf diese steigen.
Der südliche Hochturm von St. Stephan kann als eine der monumentalsten Lösungen, die im Mittelalter vollendet wurden, gelten. Er verbindet sich nicht mit dem Kirchenbau (wie beim Kölner Dom als Zweiturmfassade, am Ulmer Münster als Westeinturm oder am Mailänder Dom als Vierungsturm), um seine Baumasse in einem zentralen Aufsatz kulminieren zu lassen, sondern ist ihm als ein zusätzliches Element seitlich angefügt. Die Sonderstellung des Wiener Turms verdeutlicht sich heute noch dadurch, dass sein nördliches Gegenstück nur mehr teilweise zur Ausführung kam und daher in der Gesamterscheinung des Bauwerks nicht mitspricht, ohne dass der Eindruck des Unvollendeten aufkommen müsste. Die Turmspitze wird heute durch ein von einem Doppeladler getragenes Doppelkreuz (Erzbischofskreuz) gebildet. Ursprünglich hatte die Turmspitze eine Bekrönung, die Sonne und Mond (für die geistliche und die weltliche Macht) darstellte. Nach der Türkenbelagerung 1529 verlangten Wiener Bürger 1530, diese Symbole zu ersetzen, da sie zu sehr an die türkischen Zeichen (Stern und Halbmond) erinnerten. Zu einem Austausch kam es allerdings erst zum Fest Kreuzerhöhung (14. September) 1686.
Die Gesamtdauer der knapp fünfundsiebzigjährigen Bauzeit des Turmes, die zwischenzeitliche Planänderungen wahrscheinlich macht, wird durch die überlieferten Eckdaten festgelegt, welche die Grundsteinlegung vom 12. Juli 1359 durch Herzog Rudolf IV. und seine Gemahlin Katharina von Luxemburg und das Versetzen der abschließenden Kreuzblume für 1433 angeben.
Dazwischen liegt ein Planwechsel, der zunächst die Einführung des Doppelfenstergeschoßes und dann dessen Reduktion bewirkte. Dieses war in der ersten Konzeption erheblich bis über die Traufhöhe hinaufgeführt worden, wurde dann aber wieder bis knapp oberhalb der Fensterscheitel reduziert, so dass die bereits ausgeführte Wanddekoration mit Fialenbaldachinen für die hier vorgesehenen Statuen verlorenging. Der gesamte Turmbereich oberhalb der Traufhöhe des Kirchbaus wurde gänzlich nach dem Konzept des Peter von Prachatitz errichtet und stellte keine Rückkehr zu einem vermeintlichen Erstplan dar. Aber selbst hier noch lassen sich zwischen den einzelnen Geschoßabschnitten weitere Plankorrekturen feststellen, die vor allem im Übergang zum Helmbereich mit dem überlieferten Meisterwechsel von Peter zu Hans von Prachatitz zusammenfallen.
Die entscheidende Planänderung zwischen Unterbau und Freigeschoßen betraf zugleich die Bestimmung des Turms als gemeinschaftsstiftendes Zeichen. Begonnen von Rudolf IV. und fortgeführt von seinen Brüdern, hatte der Turm ausschließlich als kommemoratives Denkmal des Stifters dienen sollen, doch mit der Übernahme durch die Stadt zu Beginn des 15. Jahrhunderts stand er nicht mehr für Partikularinteressen, sondern für den Zusammenhalt aller Gruppen der Gesellschaft unter habsburgischer Krone. Zu demselben Zeitpunkt, als aufgrund der hussitischen Unruhen in Böhmen der südliche Hochturm des Prager Veitsdomes unvollendet liegenblieb, gelang in Wien die Fertigstellung eines Turmbaus mit einem ständig erhöhten Anspruch. Der vollendete Turmbau gab durch seine beherrschende Stellung unmissverständlich zu erkennen, dass Wien inzwischen in architektonischer Hinsicht an die Stelle Prags getreten war, aber auch bereit war, dessen Funktion als „des reiches houptstat“ zu übernehmen.
Der Südturm hatte seit dem Beginn des 15. Jahrhunderts eine mechanische Schlaguhr. Seit 1861 ist der Südturm ohne Turmuhr, nachdem diese im Zuge der Turmrestaurierung ersatzlos entfernt worden war.
Ab 1534 verrichtete ein Türmer in 72 m Höhe die Funktion eines Feuerbeobachters. 1551 brachte man acht Hirschgeweihe im Aberglauben, dass diese den Dom vor Blitzen schützen, am Südturm an.

#### 1800 bis Heute
Von 1810 bis 1815 erfolgten unter dem Hofarchitekt Johann Nepomuk Amann wesentliche Ausbesserungen der Kriegsschäden, die 1809 unter Napoleon entstanden waren.

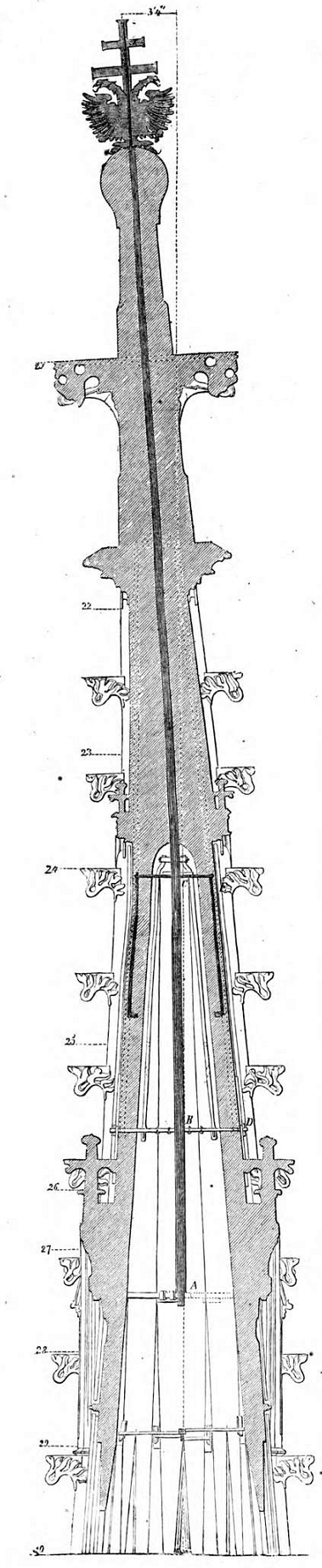
Vertikal-
schnitt der um 3 Fuß und 4 Zoll geneigten Turmspitze, publiziert 1843

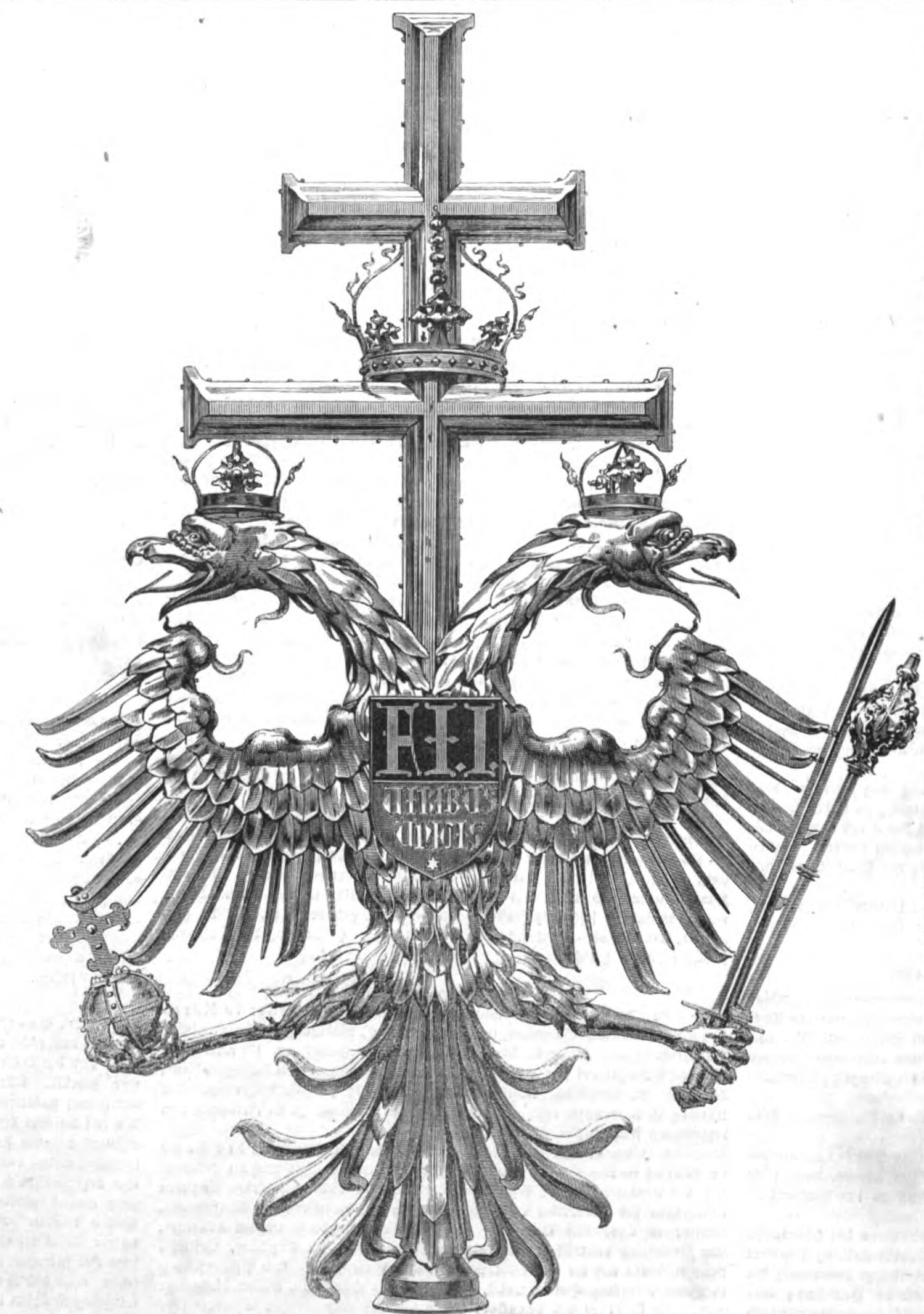
Turmspitze des Südturms mit dem von einem Doppeladler getragenen Doppelkreuz, publiziert 1864

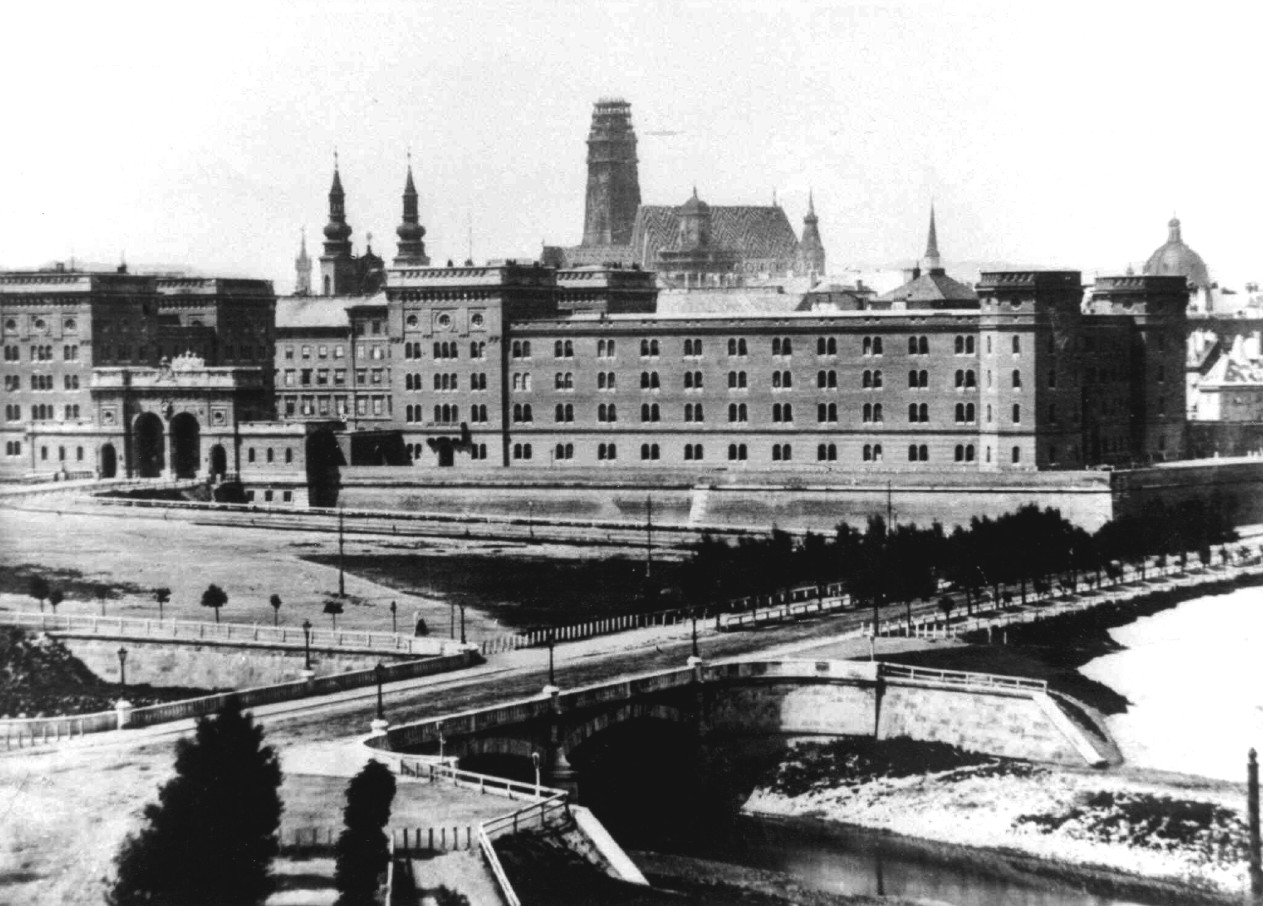
Der Stephansdom im Jahr 1861 mit abgetragener Südturmspitze

In den Jahren 1839–1842 wurden die obersten 17 Meter der baufälligen Spitze des Südturmes, die sich nach Norden neigte, durch Paul Sprenger abgenommen; die Steinornamente wurden an einen Kern aus Eisen angefügt. Das Eisen erwies sich jedoch nicht als rostbeständig, sodass aufgrund von Rostsprengungen etliche Steine zerbrachen. Ab 1850 verwendete Dombaumeister Leopold Ernst daher mit Zement vergossene Steindübel und „ersetzte dabei einen Fehler durch zwei andere“, da das Treiben des Zements ebenfalls zu schweren Schäden führte. Deshalb wurden 1861 die obersten 40 Meter von Leopold Ernst wieder abgetragen und von 1862 bis 1864 von dem 1863 zum Dombaumeister bestellten Friedrich von Schmidt in mittelalterlicher Steintechnik möglichst originalgetreu neu errichtet. Mehrere Phasen dieses Vorganges sind auf Aquarellen von Rudolf von Alt zu sehen.
Schmidt leitete über Jahrzehnte die Restaurierung des Doms, wobei auch „verbessernde“ Eingriffe im Sinne der Neugotik und Viollet-le-Ducs unternommen wurden (etwa im Giebelbereich der Südfenster des Doms). Am 18. August 1864, dem Geburtstag des Kaisers, wurde im Zuge der Turmrenovierung ein neues Kreuz und ein drei Zentner schwerer Adler auf die fertiggestellte Turmspitze aufgesetzt. 1870 wurden die Figuren der Eltern und Schwiegereltern Rudolf des Stifters aus der Zeit um 1365 (somit älter als der Turmbau selbst), die sich an den Eckpfeilern des Südturms befanden, durch Kopien ersetzt. Die Originale befinden sich im Wien Museum.
Seit April 2014 werden an den beiden Blitzableitern durch Sensoren, die 20 m über der Türmerstube installiert sind, die Parameter der dort einschlagenden Blitze erfasst und sollen über das österreichweite Projekt ALDIS wissenschaftlich ausgewertet werden.
Im Maßwerk der Westfassade des Südturmes wurde 2014 eine Portraitbüste des Unternehmers Carl Manner zum Dank für die jahrzehntelange Unterstützung der Dombauhütte angebracht. Über 40 Jahre arbeitete ein Mitarbeiter der Bauhütte in einem Overall in den Firmenfarben auf Kosten des Unternehmens Manner am Dom. Diese Büste blickt in Richtung der Hernalser Manner-Fabrik.
Die aktuell laufenden Renovierungsarbeiten am Südturm begannen 1997, als eine große Fiale abzustürzen drohte. Dieser Bauteil befand sich in ca. 90 m Höhe und wog ca. 14 t. In den Jahren danach wurde auch die Südfassade des Doms (mit den Giebeln) und die Westfassade des Südturms bearbeitet, ab 2021 wird die Ostseite des Turmes bearbeitet. Da diese Seite wettergeschützt ist, befinden sich an ihr viele Details aus dem 14. und 15. Jahrhundert, auch eine Fläche mit dem dunkelgrauen Anstrich aus dem Mittelalter ist dort noch vorhanden. Im Lauf der Renovierungsarbeiten werden an stark beanspruchten Stellen Stahlstäbe zur Aufnahme der Zug- und Presskräfte eingebohrt. Sie sollen verhindern, dass der Stein unter der hohen Belastung Risse erhält, die Belastung wird dadurch über den ganzen Querschnitt der Konstruktion der Pfeiler verteilt.
Der Südturm ist durch sein hohes Gewicht im Lauf der Zeit um ungefähr 30 cm eingesunken. Diese Bewegung hat seit längerer Zeit aufgehört, es werden keine neuen Spannungen und Risse verzeichnet und die Stabilität des Baues ist gewährleistet. Die Katharinenkapelle zwischen den Pfeilern des Südturmes wurde bereits im 19. Jhdt. und danach ab 1945 renoviert, wobei das ursprüngliche Ziegeldach aus Brandschutzgründen durch ein Betondach ersetzt wurde (auch mit dem Motiv, eine Plattform für Arbeiten oder zum Aufstellen von Bauaufzügen zu erhalten). Die Primtorhalle, deren absturzgefährdete Fialen teilweise abgebaut wurden, wird bis 2025 erneuert und die Fialen wieder gesichert aufgestellt. Damit werden voraussichtlich die letzten Bauabschnitte am Südturm abgeschlossen werden können.

### Nordturm
Mit dem Nordturm sollte der Dom in seinem äußeren Erscheinungsbild vollendet werden. Die Bauarbeiten an diesem Turm begannen im Jahre 1467 und dauerten bis 1511. Sie wurden jedoch wegen wirtschaftlicher Schwierigkeiten, religiöser Wirren – Wien war um 1520 eine protestantische Stadt geworden, während die Niederösterreichischen Stände gegen die Protestanten vorgingen und lutherische Gottesdienste in den Bürgerhäusern verboten wurden – und wegen der nahenden Türkengefahr nicht weiter fortgeführt, sodass der Nordturm unvollendet blieb.
Unter Hans Saphoy von Salmansweiler († 1578 in Wien), der von 1556 bis 1578 Dombaumeister von St. Stephan war, gab es Überlegungen, den Steinstumpf auszubauen, die jedoch wieder fallen gelassen wurden. Es blieb bei der Errichtung eines Turmdaches im Stil der Renaissance durch die Brüder Hans und Caspar Saphoy. Es handelt sich dabei um ein kleines achteckiges Glockentürmchen, die so genannte „Saphoysche“ oder „Welsche Haube“, auf dessen Spitze der Doppeladler des Hauses Österreich thront, weshalb der Nordturm auch „Adlerturm“ genannt wird. Der Nordturm ist insgesamt 68,3 Meter hoch.

#### Legenden um den unfertigen Nordturm
Es gibt etliche Geschichten und Legenden, welche die Unfertigkeit des Nordturms des Stephansdoms zu erklären versuchen. Die bekannteste Legende besagt, dass der Baumeister Puchsbaum zur Entstehungszeit nur ein Gehilfe des Baumeisters war und mit dem Teufel einen Pakt schloss, um den Nordturm innerhalb eines Jahres fertigzustellen. Dadurch würde Puchsbaum die Bedingung des Baumeisters, seine Tochter ausführen zu dürfen, erfüllen. Puchsbaum konnte allerdings seinen Pakt mit dem Teufel nicht einhalten, da er – durch die Namensgebung der Tochter Maria bedingt – es nicht schaffte, ein Jahr lang weder den Namen des Herrn noch eines anderen Heiligen auszusprechen.

### Dach
Am auffälligsten neben den Türmen ist das Dach. Es erhebt sich 37,5 Meter über dem Langhaus und 25,3 Meter über dem Chor mit einer Länge von 110 Metern. Es ist mit rund 250.000 Dachziegeln bedeckt, die im Langhausbereich in einem Zickzack-Muster arrangiert sind und in insgesamt zehn Farbtönen von den Ziegelbrennereien in Unterthemenau (Poštorná) hergestellt wurden. Jeder dieser Ziegel wiegt 2,5 kg, ist mit zwei Kupfernägeln an die Dachsparren angenagelt und zusätzlich noch in Mörtel gebettet.

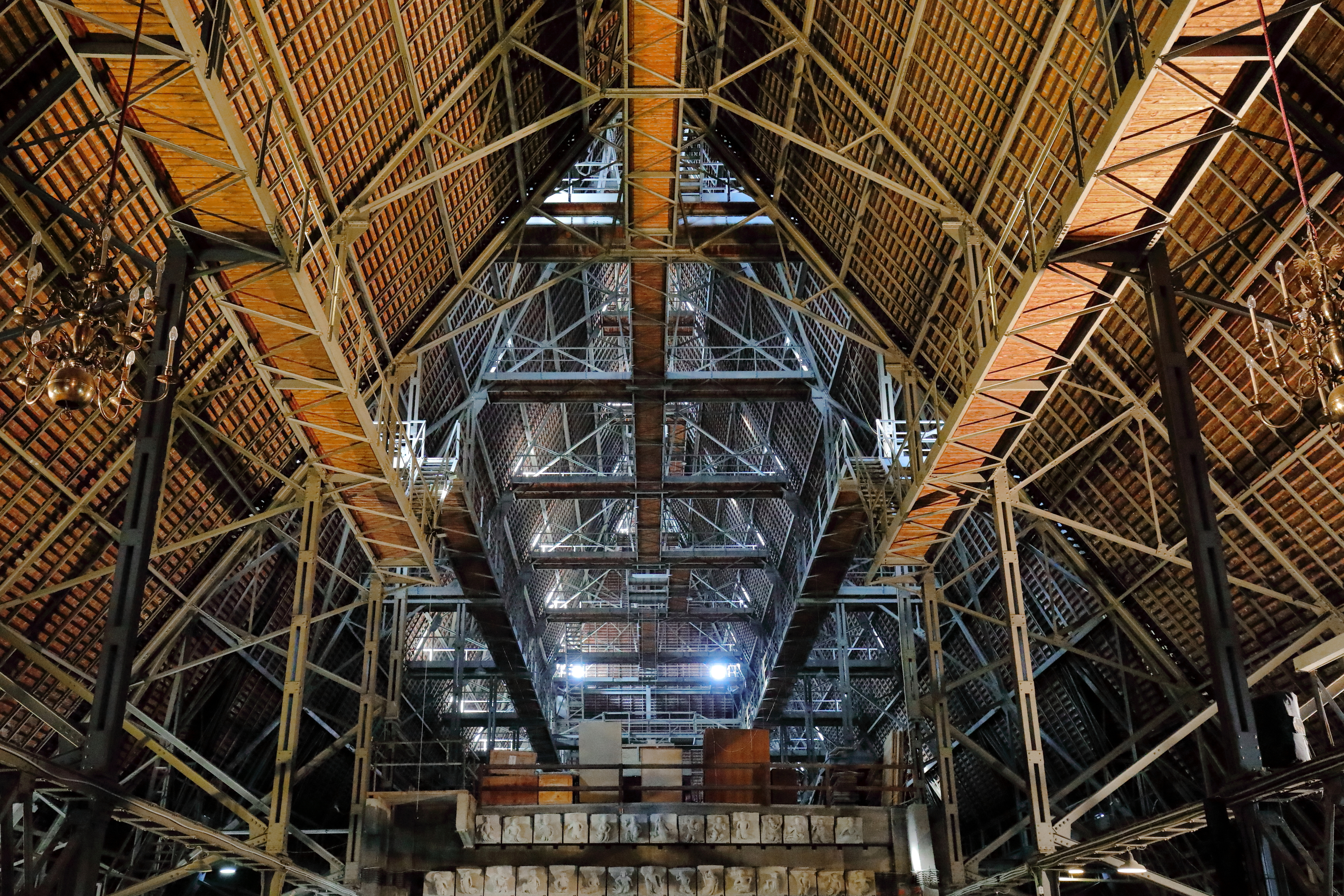
Der Dachstuhl des Doms im Bereich des Überganges Chor/Langhaus mit Blickrichtung Empore

Über dem Chor ist auf der Südseite das Wappen des österreichischen Kaisertums mit dem Monogramm von Kaiser Franz I. und der Jahreszahl 1831 (Neueindeckung des Daches) dargestellt, auf der Nordseite das Wappen der Stadt Wien und das Wappen der Republik Österreich, unten mit der Jahreszahl 1950 (Abschluss der Dachdeckung nach der Zerstörung im II. WK).
Der Dachstuhl ist eine rund 600 Tonnen schwere Stahlkonstruktion, die den Lärchenholz-Dachstuhl aus dem 15. Jahrhundert ersetzte, der 1945 zur Gänze abgebrannt war. Bei seiner Wiederinstandsetzung wurde zusätzlich vorab über den Gewölben eine Betondecke eingezogen (1946 über dem Langhaus mit dem leicht erhöhten Mittelschiff und 1948 über dem Chor), um einerseits das Innere des Doms bis zur Fertigstellung des Daches zu schützen und anderseits eine Arbeits- und Lagerfläche für den Wiederaufbau des Daches zu haben. Dieser Wiederaufbau, der weitestgehend in der gleichen Form des ursprünglichen Daches erfolgte, wurde im November 1950 abgeschlossen.
Die erste Lieferung von Dachziegeln erfolgte am 6. April 1949. Die Dombauleitung hatte für die Lieferungen spezielle Transportkisten für je ca. 540 Stück Ziegel anfertigen lassen. Diese Kisten wurden per Kran direkt zur Gleisanlage im Dach gehoben und dort nach Bedarf händisch verschoben. Nach einem Transportunfall am 7. November 1949 entstand das Gerücht, dass ein Stadeldach in Poysdorf mit den Resten der beschädigten Dachziegel-Lieferung für den Stephansdom gedeckt worden sei. Das war nicht richtig. 2023 konnte bestätigt werden, dass die Ziegel dieses Daches zwar aus demselben Ziegelwerk stammten, aber nicht mit den Maßen und Farben der Dachziegel des Domes übereinstimmten und das Stadeldach auch bereits um 1942 gedeckt worden war.

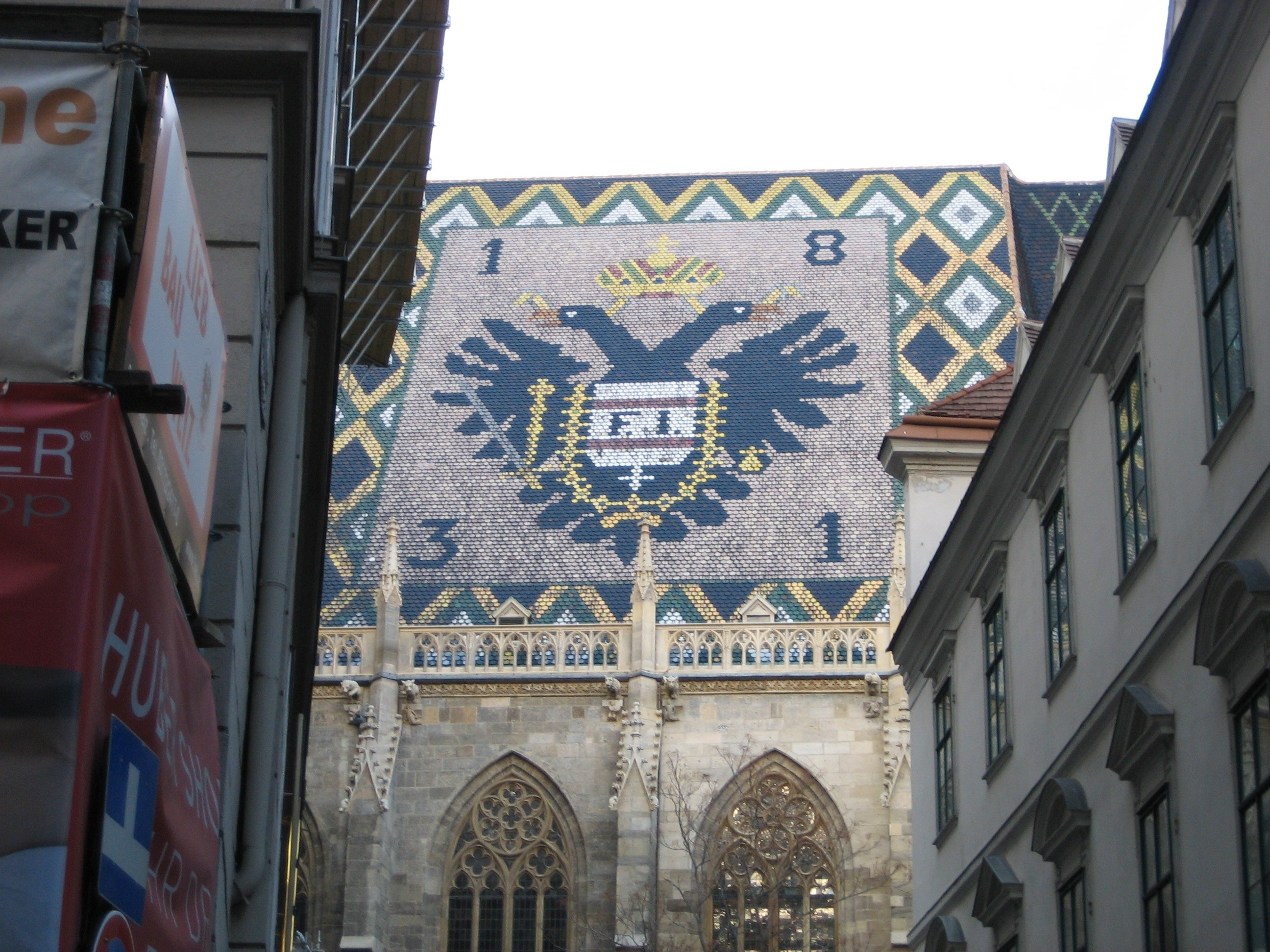
Seitenansicht
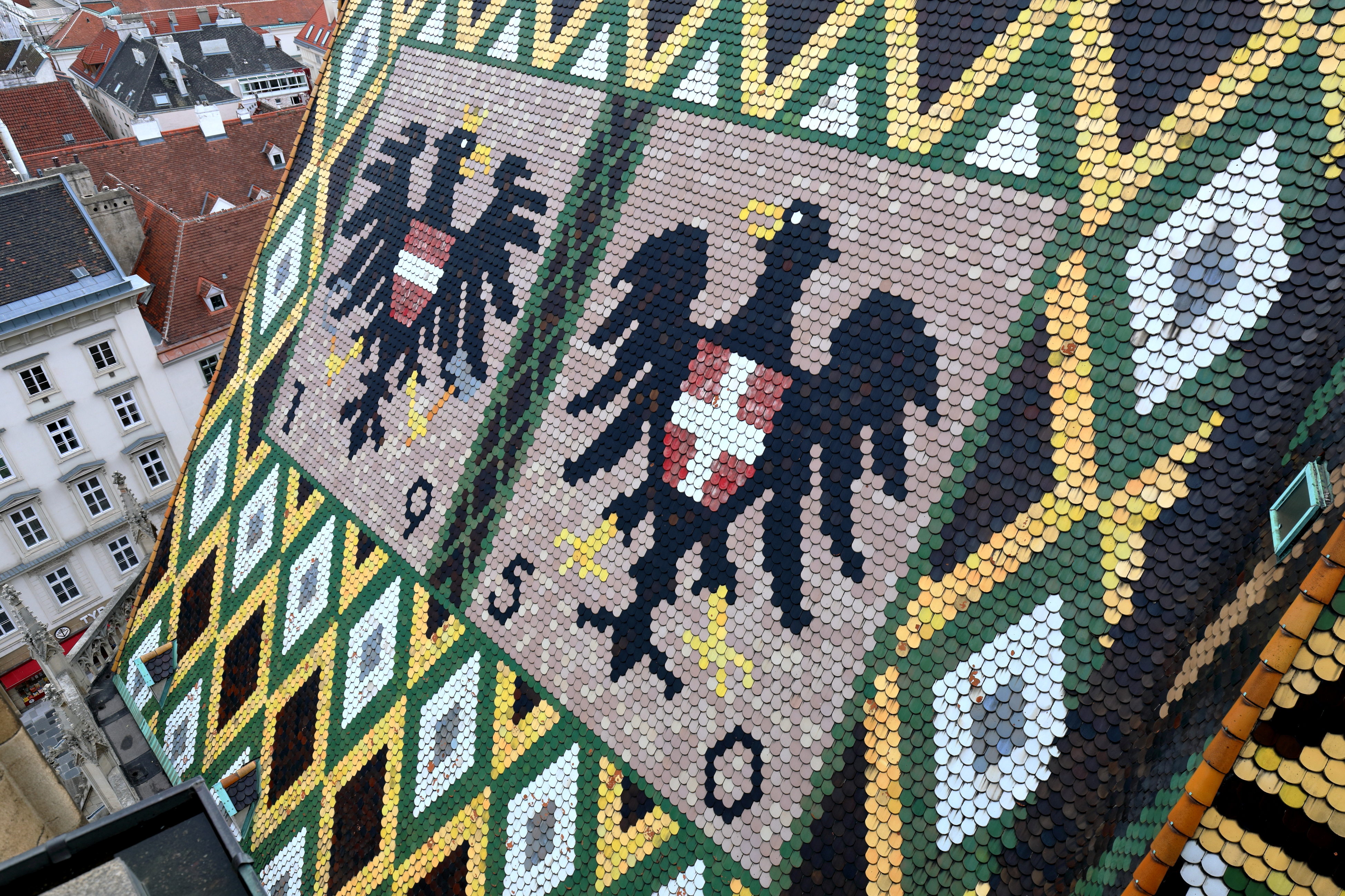
Die Wappen der Republik Österreich und der Stadt Wien am Albertinischen Chordach des Stephansdoms
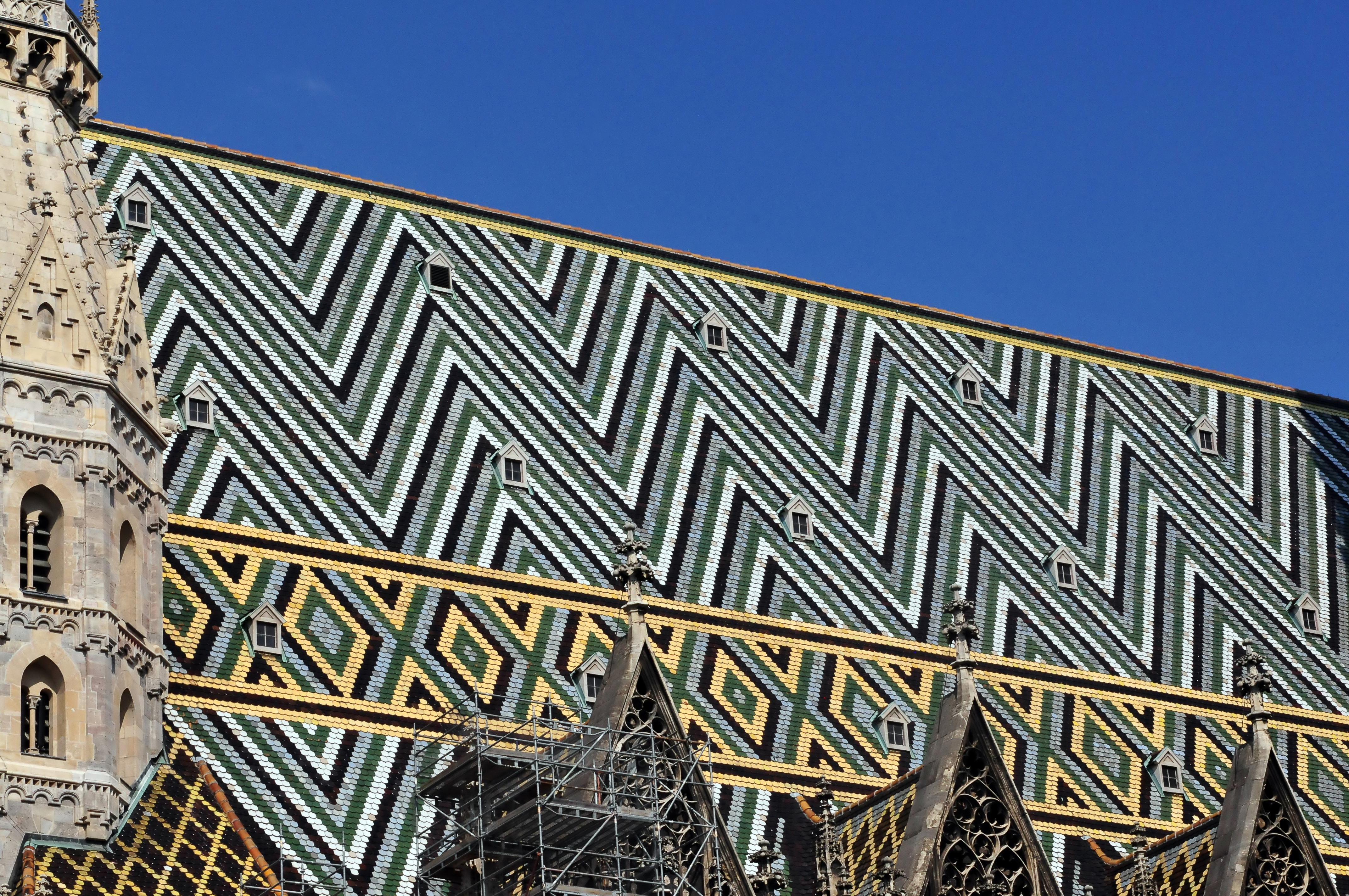
Zickzackmuster des Daches

In den Hochsommermonaten ist in den späten Nachmittagsstunden von den Weinbergen um Grinzing aus eine Reflexion des Daches zu sehen, die vage an eine Frauengestalt erinnert und den Spitznamen Jausenfee hat.

### Tore

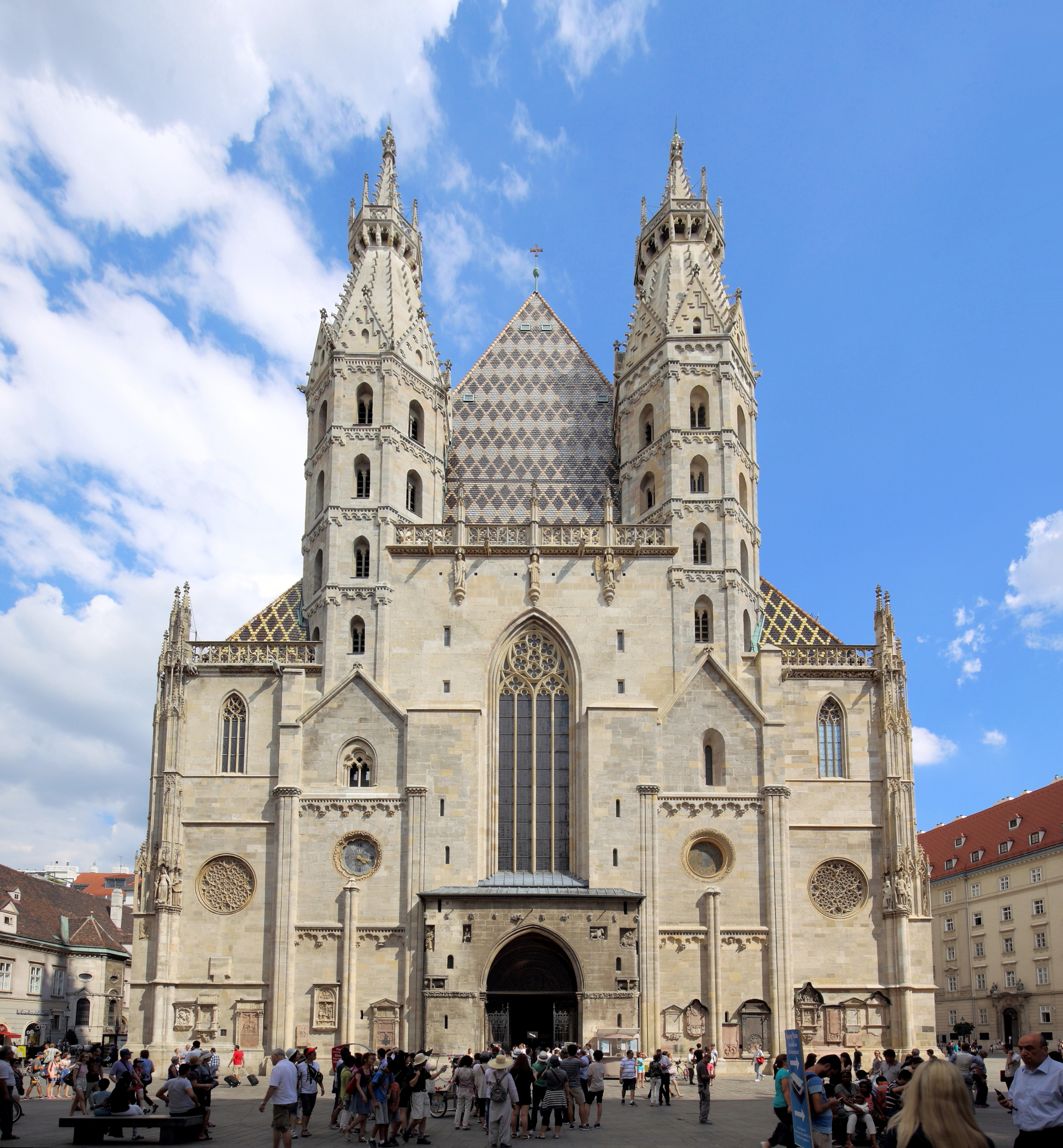
Nordwestansicht mit dem Hauptportal, dem romanischen Riesentor, und den beiden etwa 65 Meter hohen Heidentürmen

#### Riesentor
Das Hauptportal, das so genannte „Riesentor“, befindet sich im Bereich der westlichen Außenmauer des Doms, zwischen den beiden „Heidentürmen“. Es wurde zwischen 1230 und 1250 in romanischem Stil erbaut und anlässlich eines Besuches von Kaiser Friedrich II. (aus dem Haus der Staufer, † 1250) in ein reich gegliedertes Trichterportal umgestaltet. Es zählt mit dem gesamten Westwerk zum ältesten und bedeutendsten Bestand der Kathedrale. Die Herkunft des Namens ist ungewiss, er leitet sich entweder davon ab, dass über dem Tor lange Zeit ein Mammutknochen angebracht war, der als Knochen eines Riesen angesehen wurde, oder geht auf das mittelhochdeutsche Wort risen (sinken, fallen) zurück, das sich auf die Trichterform des Portals beziehen könnte.
In der Außenmauer sind in kleinen Nischen mehrere Steinfiguren zu sehen, unter anderem zwei Löwen; ein Greif und eine sitzende Figur in eigenartiger Haltung, die vermutlich einen Richter darstellt, jedoch im Volksmund als der Dornauszieher bezeichnet wird.
Das Portal selbst wird auf jeder Seite von sieben trichterförmigen Säulen begrenzt, die mit gewundenen Pflanzenmustern geschmückt sind. Auf den Kapitellen befinden sich Figuren von Aposteln und Heiligen, aber teils auch schwer deutbare Szenen. Über den Kapitellen erheben sich reich gegliederte Bögen, die das Tympanonfeld umrunden, auf dem Christus als Pantokrator (Christus als Weltenherrscher) in einer Mandorla dargestellt ist, dessen Haupt mit einem Kreuznimbus umgeben ist, wobei ein Knie der Statue frei ist. Die Bedeutung dieser Symbolik ist unklar, sie wird mit Aufnahmezeremonien in Bauhütten in Verbindung gebracht.

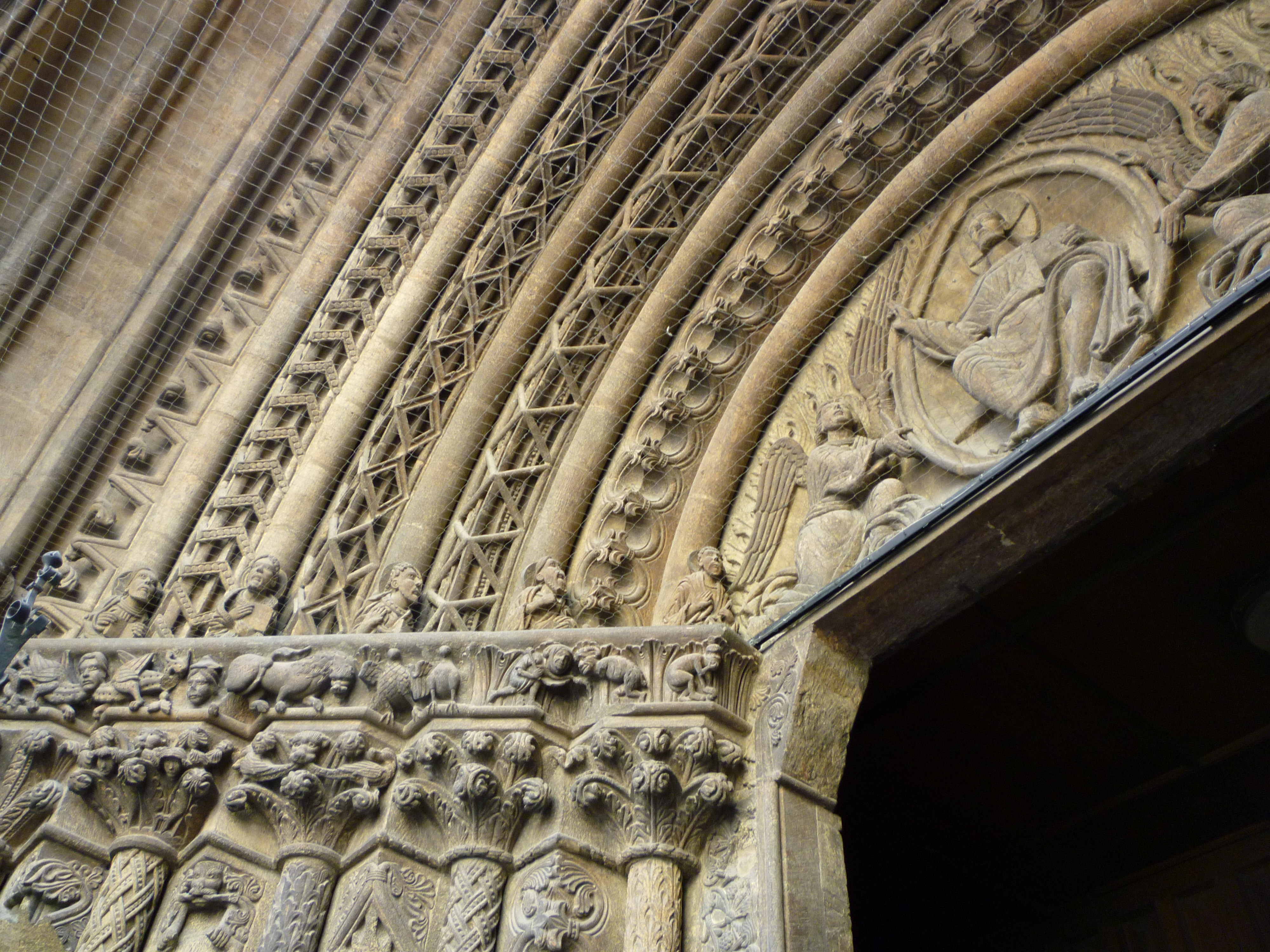
Laibung und Tympanon des Riesentores
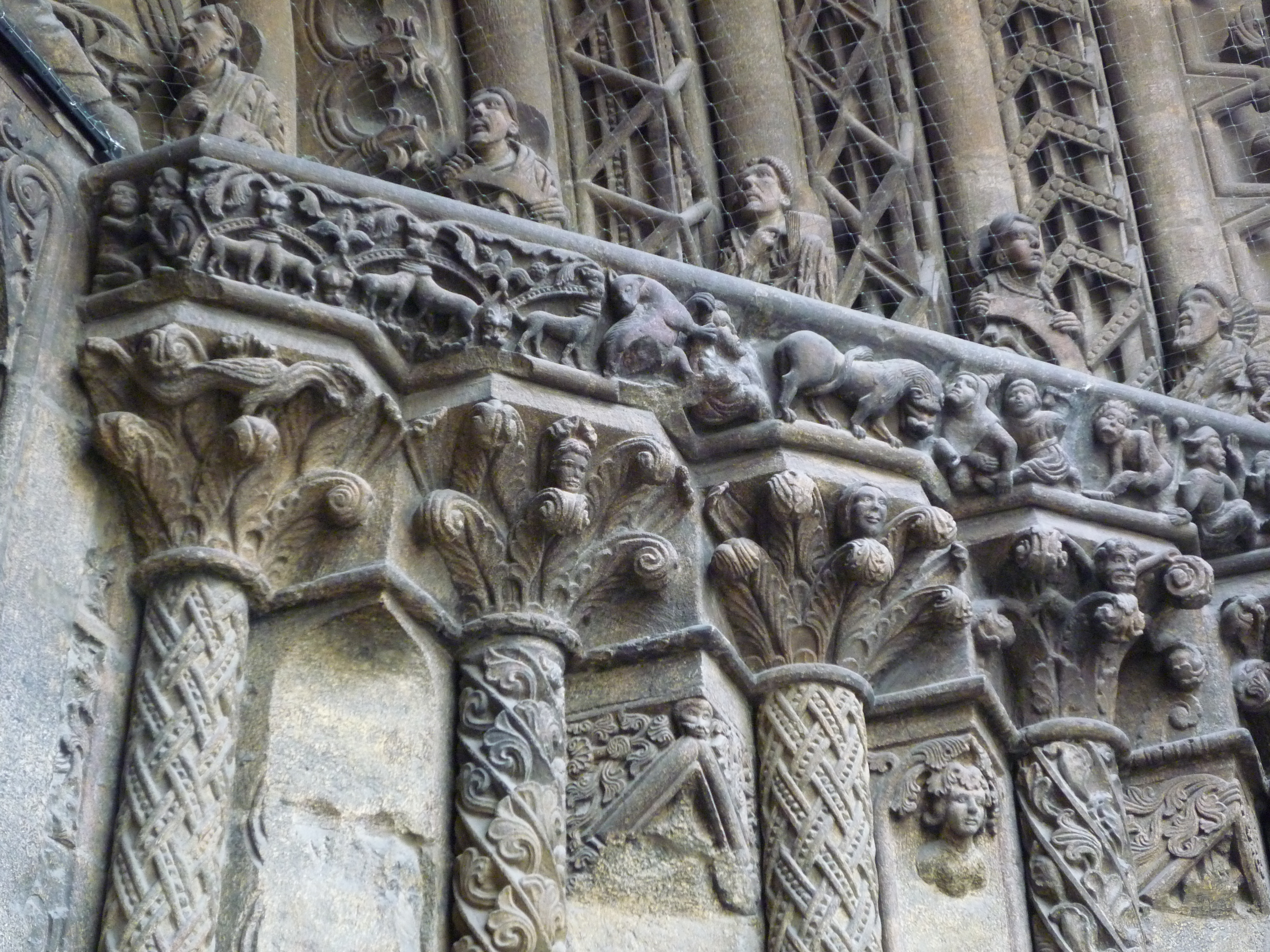
Gewände und Kapitelle des Riesentores

#### Singertor
Rechts von Riesentor befindet sich auf der südlichen Seite des Doms am Beginn des Langhauses das Singertor, das als das bedeutendste gotische Kunstwerk des Doms gilt. Es hat seinen Namen davon, dass es den Sängern des Chores als Eingangstor diente. Zugleich war es aber auch der übliche Eingang für die Männer. Es ist um 1360 entstanden und in Form eines Spitzbogens arrangiert, wobei im Gewände Apostelfiguren stehen. Das prachtvolle Tympanon zeigt die Lebensgeschichte des heiligen Paulus. Bedeutsam ist auch die Darstellung der Stifter des gotischen Neubaus, Herzog Rudolf IV. von Österreich rechts und seine Gemahlin Katharina von Böhmen links im Gewände, jeweils begleitet von Wappenträgern. Das Tor wurde 2022 restauriert, wobei unter dem Fußboden Gebeine aus dem alten Stephansfriedhof gefunden wurden, und die Tore geöffnet. Um die Betenden beim Maria-Pötsch-Altar nicht zu stören, wird das Tor aber nur als möglicher Fluchtweg zur Verfügung stehen. Der Raum des Singertores wird für Informations- und Verkaufszwecke genutzt und bleibt von außen zugänglich. Im Juli 2023 wurde durch ein neues Glastor die Sicht auf das Innere des Singertores freigegeben. Dieses Glastor wurde am 27. August 2023 bei einem Vandalenakt schwer beschädigt, wurde aber wieder hergestellt.
Außen, gleich neben dem Singertor, befindet sich ein gotisches Grabmal, das als die angebliche Begräbnisstätte des Minnesängers Neidhart angesehen wird.

#### Bischofstor
Das Bischofstor liegt symmetrisch zum Singertor links vom Riesentor am Beginn der nördlichen Seite des Langhauses. Sein Name erinnert daran, dass es den Bischöfen als Eingangstor diente, deren Palais direkt gegenüber liegt. Es war zugleich auch das Eingangstor der Frauen. Seine Konstruktion erfolgte etwa gleichzeitig mit dem Singertor um 1360, entspricht diesem auch in Aufbau und Struktur. Das Tympanon enthält Darstellungen aus der Lebensgeschichte der heiligen Maria, wobei im Unterschied zu den männlichen Heiligen im Singertor hier im Gewände weibliche Heilige dargestellt sind. Auch hier findet man die Statuen der Stifter, Herzog Rudolf IV. von Österreich rechts und seine Gemahlin Katharina von Böhmen links, die mit denen im Singertor weitgehend identisch sind.
Im Rahmen einer Fachtagung wurde im November 2019 bekannt, dass die Dombauhütte in Kooperation mit dem Bundesdenkmalamt ein monumentales Wandbild in der Vorhalle des Bischofstors von Schmutz befreit habe. Die großformatige Wandmalerei stammt aus dem frühen 16. Jahrhundert und stellt einen an die Wand gemalten Flügelaltar dar. Im Mittelteil ist der Heilige Leopold zu sehen, der von den Heiligen Katharina und Margarethe flankiert wird. Abbildungen des kaiserlichen Wappens mit dem Doppeladler und des österreichischen Bindenschildes werden als Hinweis auf einen kaiserlichen Zusammenhang gedeutet. Die Vorzeichnungen der Umrahmung wurden als höchste Qualität eingestuft und anhand verschiedener Details in der Linienführung, bei Händen, Locken usw. als Hinweis auf eine Arbeit Albrecht Dürers gesehen. Eine Stelle in der Dürer-Biographie von Joachim von Sandrart, nach der Kaiser Maximilian dem Künstler angeordnet haben soll, eine große Wandzeichnung zu erstellen, wird vor dem Hintergrund der Entdeckung in neuem Licht gesehen.
Im Bischofstor ist der Kolomanistein eingemauert, ein Teil des Steines, auf dem angeblich der heilige Koloman getötet wurde. Das Bischofstor ist nur von innen zugänglich, da sich dort das Domgeschäft befindet.

#### Adlertor

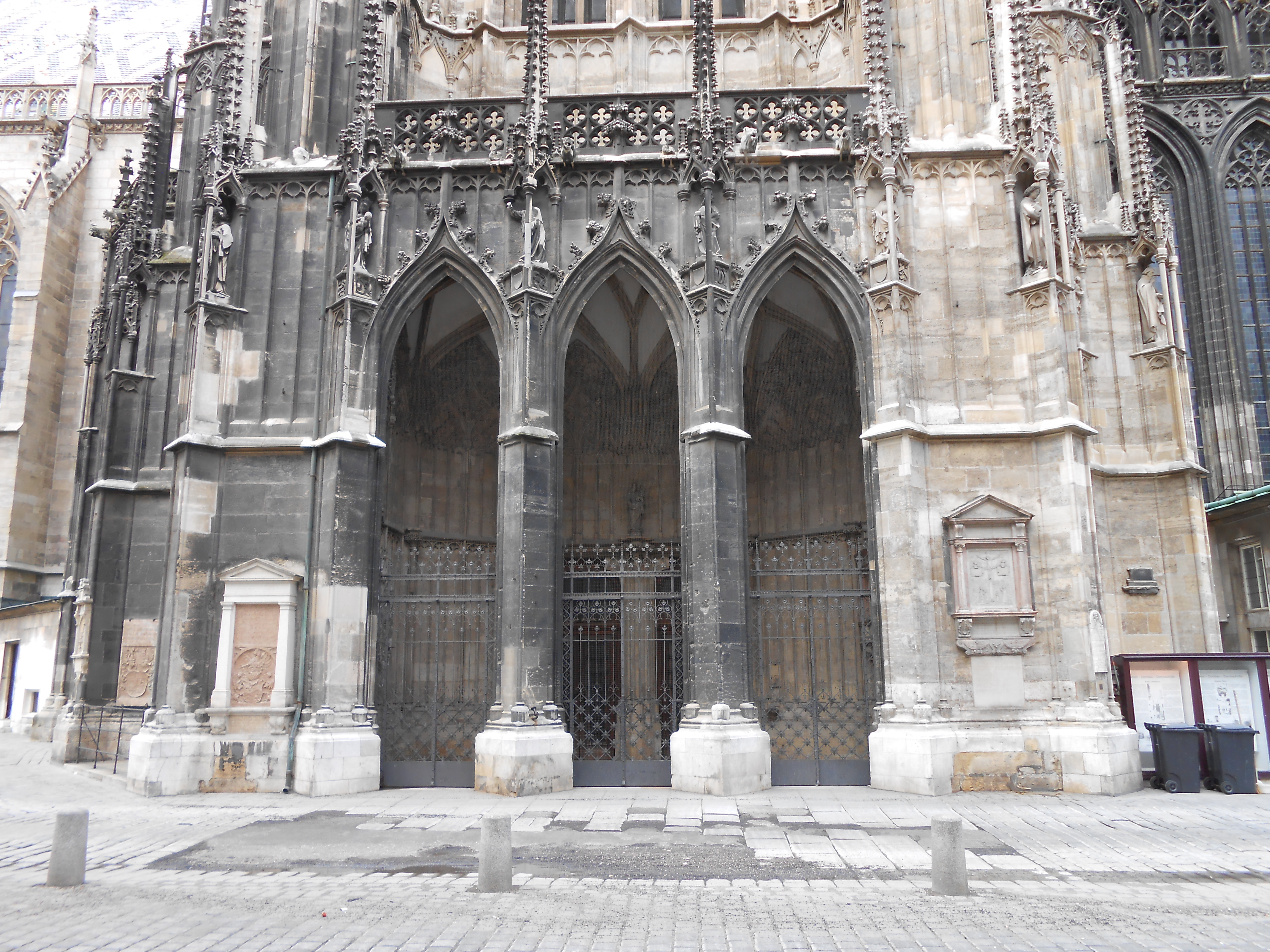
Adlertor

Dieses breit angelegte, aber nur sparsam mit einer bekrönten Marienstatue aus dem 17. Jahrhundert ausgestattete gotische Tor befindet sich auf der Nordseite des Langhauses unterhalb des Nordturmes, östlich vom Bischofstor. Seinen Namen verdankt es dem darüber stehenden Nordturm, der auch „Adlerturm“ genannt wurde, da früher auf seiner Kuppel ein Doppeladler als Symbol des Hauses Österreich dargestellt war.
An der östlichen Innenwand des Adlertores befindet sich das Epitaph der Wiener Bürgerfamilie Lobenwein (Katharina †1560, Michael †1578, Christoph †1580 und weiterer Familienmitglieder). Die Familie ist im unteren Teil auf Steintafeln genannt, dominiert ist das Epitaph von einer Kreuzigungsszene, in deren Hintergrund sich eine frühe Ansicht von Wien befindet. Im Oberteil befindet sich das Wappen der Familie Lobenwein. Das Denkmal ist in der Zeit um 1583 entstanden. Es wurde 2024 umfassend restauriert: Verankerung aus rostfreiem Material, Reparatur der großen, durch Spannungen entstandenen Risse, Rekonstruktion kleinerer fehlender Teile wie einer Vasenhälfte mit dem aus Bosnien stammenden Kalksandstein Bihačit.
Über dem Ausgang zum Adlertor ist seit Juni 2019 ein Kreuzigungsbild von Joachim von Sandrart aus dem Jahr 1653 angebracht. Dieses Bild gehörte ursprünglich zu dem Passionsaltar, der hinter dem Grabmal Kaiser Friedrichs III. im Apostelchor (rechtes Seitenschiff des Domes) aufgestellt war. Es ist 6,97 × 4,12 m groß. 1872/73 wurde dieser Altar abgebaut, das Bild befand sich in den 1930er-Jahren im nördlichen Querschiff. 1940 wurde es an die Garnisonskirche verliehen, nach der Zerstörung dieser Kirche durch Bomben hing es 1945 beschädigt einige Wochen im Freien, bevor es vom damaligen Kustos des Schottenstiftes Robert Mucnjak gerettet, zwischengelagert und restauriert wurde. Ab 1957 war es das Altarbild der Pfarrkirche in Neulerchenfeld. Nach der Auflösung dieser Pfarre 2013 wurden die Kunstwerke, die nicht der Pfarre gehörten, entfernt. Da das Bild dem Domkapitel von St. Stephan gehört, kam es an dieses zurück, es wurde überlegt, das Bild an die Pfarrkirche St. Michael weiter zu verleihen. Dazu kam es nicht. Die Anbringung im Eingang zur Adlerturmhalle wird als optimaler Platz für das Bild im Dom angesehen. Vor dem Bild befand sich an dieser Stelle seit 1995 eine Kopie des 1945 verbrannten, aus der Zeit der Romanik stammenden Wimpassinger Kreuzes.
Asylring oder Leo

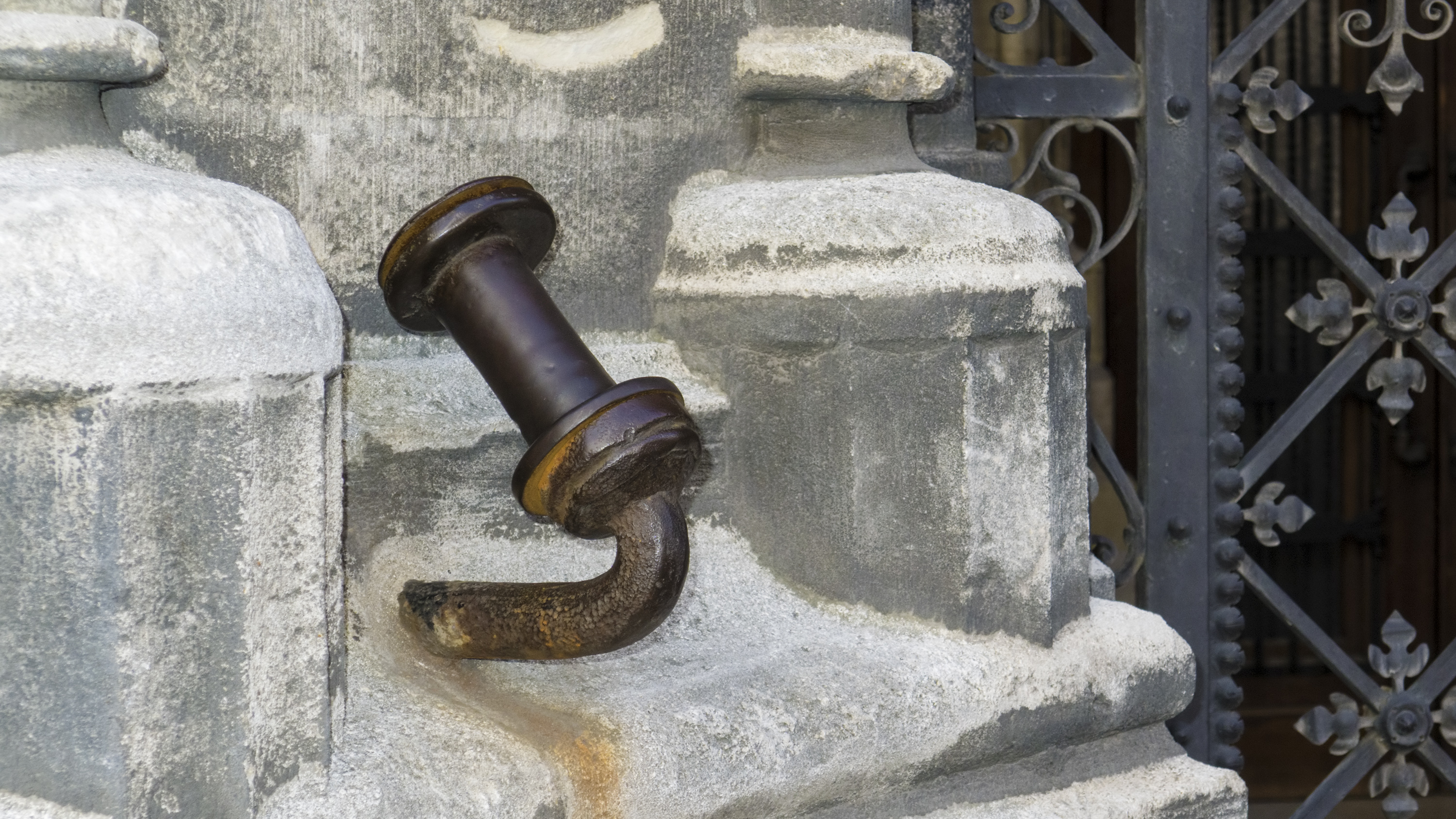
Asylring am Adlertor

Der Asylring oder das Leo am linken Pfeiler des Adlertores ist eine sehr alte Seilrolle, Umlenkrolle oder Gurtrolle, die auch heute noch drehbar ist. Durch das Berühren des Asylringes konnten sich Verfolgte unter den Schutz der Kirche stellen. Die Bezeichnung Leo bezieht sich auf Herzog Leopold den Glorreichen, der diese Form des Asyls eingeführt hat.

#### Primglöckleintor
Dieses befindet sich – symmetrisch zum Adlertor – auf der gegenüberliegenden südlichen Seite des Langhauses unterhalb des hohen Südturmes, ist ganz ähnlich wie das Adlertor angelegt und ebenso sparsam ausgestattet. Nur vier Konsolenfiguren, welche die vier Evangelisten zeigen und ein Engel im Gewölbe der Vorhalle sind von der ursprünglichen Ausstattung erhalten. Am mittleren Pfeiler des Eingangs befindet sich eine um 1420 entstandene Figur Mariens mit dem Jesuskind. Es verdankt seinen Namen dem Umstand, dass hier einst zur ersten Hore, also zur Prim, eine Glocke geläutet wurde.

### Giebel am Langhaus
Über dem südwestlichen Teil der Langhauswand erheben sich vier Giebel. Ihr westlichster  liegt oberhalb der Wand über dem Singertor und wird Friedrichsgiebel genannt. Dieser Giebel war der einzige, der noch im 15. Jahrhundert fertiggestellt wurde, die anderen drei (östlicher liegenden) Giebel blieben zunächst nur mit Ziegelmauerwerk verkleidet. Sie wurden erst 1853–55 unter Dombaumeister Leopold Ernst nach dem Stand der damaligen Bautechnik mit Maßwerk ergänzt. Dabei wurde auch der Friedrichsgiebel abgebaut und neu errichtet, sodass Unterschiede zu den anderen Giebeln nur schwer zu erkennen sind. Der damals verwendete Zement brachte allerdings Schwefelverbindungen in den Kalkstein ein, was zu Rissen, Vergipsungen und Sprengungen führte. Die Giebel mussten bereits in den 1860er-Jahren unter Friedrich von Schmidt erneuert werden. Weitere Schäden ergaben sich später daraus, dass der nach 1945 erneuerte Dachstuhl aus Stahl nicht exakt auf die Mauern passt. Ursprünglich nicht vorhandene Abweichungen mussten ausgeglichen werden, sie führten ebenfalls zu stärkerer Verwitterung an den Giebeln. Auch beim Friedrichsgiebel hatte die Kombination der unterschiedlichen Baumaterialien Ziegel und Stein zu Schäden geführt. 2015 wurden der Friedrichsgiebel und der an ihn anschließende Giebel erneuert, die beiden anderen östlichen Giebel waren 2016 zur Restaurierung vorgesehen. Die Arbeiten an der westlichen Hälfte der Südfassade konnten abgeschlossen werden, am östlichen Fassadenteil wurden 2017 die schwarzen Sinterschichten entfernt. Dieser schwarze Überzug bestand großteils aus Gips, der aus einer chemischen Reaktion von Schwefelverbindungen in der Luft mit dem Kalkstein des Gebäudes entstand. Dieser Prozess hatte sich in den Jahren davor infolge des geringeren Anteils von Schwefelverbindungen in der Luft (Saurer Regen) aber bereits verlangsamt. Die Arbeiten am östlichen Teil der Südfassade und an der Westseite des Südturmes wurden 2018 auf weitere zwei Jahre geschätzt, was auch damit zusammenhing, dass ein Bauaufzug bis in die obersten Gerüstebenen vorhanden sein musste. Im Herbst 2020 waren die Arbeiten abgeschlossen, der Abbau des Gerüstes erfolgte mit Jahresbeginn 2021. Damit ist die Hauptansicht des Domes (Südseite mit Turm) nach fast 25 Jahren wieder ohne Gerüst zu sehen.
Mit dem Abschluss dieser Renovierungsarbeiten wurde auch eine ursprüngliche Farbe der südlichen Fassade nachvollziehbar, die in verschiedenen Ocker-Tönen gehalten war. Allerdings waren ihre Steine um 1500 zusätzlich mit einer ockerfarbenen Kalkschlämme mit schwarz-weiß aufgemalten Fugen überzogen, wodurch große Steine vorgetäuscht wurden. Dieser Überzug war einerseits Gestaltungsmittel, andererseits schützte er die Steine vor Verwitterung. Reste dieser Bemalung wurden unter dem Baldachindach des Neidhart-Grabes gefunden, an ihre Erneuerung ist aber nicht gedacht. Weitere Reste einer (dort dunkelgrauen) Schlämme aus dem frühen 15. Jahrhundert wurden an der Ostseite des Südturms gefunden.

### Capistrankanzel

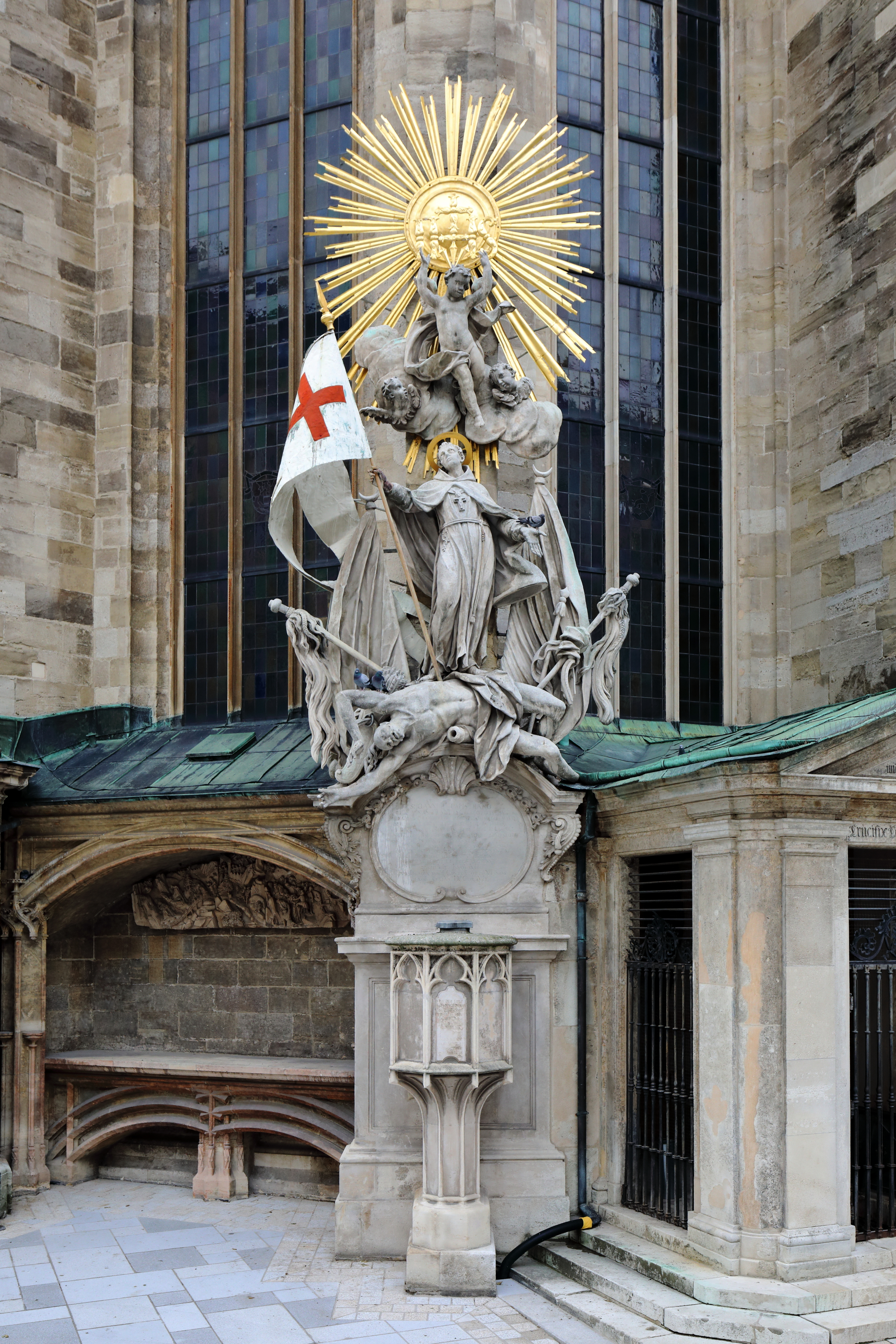
Capistrankanzel am Stephansdom in Wien

Die Capistrankanzel ist eine kleine gotische Kanzel aus Sandstein, die sich außen an der Ecke des Nordchors des Stephansdoms befindet. Sie wurde zwischen 1430 und 1450 gebaut, stand jedoch ursprünglich auf einem kleinen Hügel nahe dem heutigen Churhaus am „Stephansfreithof“, dem Friedhof zu St. Stephan und wurde für Leichenreden und Ansprachen der Priester verwendet.
Ihr Name erinnert an den Franziskaner Johannes Capistrano, einen einst berühmten Prediger gegen eine luxuriöse und lasterhafte Lebensführung; er warnte vor der Bedrohung des Christentums durch den Vormarsch der Osmanen, war aber auch Inquisitor, Heerführer und initiierte Pogrome gegen Juden. Am 6. Juni 1451 traf Capistrano in Wien ein und hielt auf dieser Kanzel 32 Predigten, die offenbar großen Zulauf fanden. 1453, nach dem Fall von Konstantinopel, rief er in Wien zum Kreuzzug gegen die Osmanen auf, zog dann mit den von ihm gesammelten Truppen zur eingeschlossenen Stadt Belgrad und trug so 1456 wesentlich zur Aufhebung ihrer Belagerung und zur kurzzeitigen allgemeinen Zurückdrängung des osmanischen Heeres bei.
Nachdem er von Papst Alexander VIII. (1689–1691) im Jahre 1690 heiliggesprochen worden war und sich seine Verehrung verbreitete, wurde die Kanzel 1737 renoviert, außen am Dom angebracht und durch das Hinzufügen eines barocken Aufsatzes – die Statue des Heiligen steht auf einem gefallenen Türken, überhöht von Engeln im Strahlenglanz – zu einem Denkmal umgestaltet.

### Weitere Merkmale
Auf der Westseite sind die denkmalgeschützten Zeichen der Widerstandsbewegung O5 zu sehen, die 1938 bis 1945 Widerstand gegen den Nationalsozialismus leistete. Ursprünglich waren sie in weißer Farbe aufgemalt; als sie verblassten, hat man sie durch die Eingravierung ersetzt.
Auf der linken Seite des Haupttores sind zwei Metallstäbe in der Mauer eingelassen, es handelt sich hierbei um die Tuch- und Leinenelle. Diese Ellen waren einst rechtsgültige Längenmaße und konnten von jedem Bürger zur Überprüfung der Abmessungen von Waren genutzt werden. Im Mittelalter drohte Handwerkern Bestrafung, wenn ihre Produkte nicht die korrekten Maße vorweisen konnten (Stichwort: Bäckerschupfen); mit Hilfe der Ellen konnten sich somit die Handwerker vor Bestrafung und die Konsumenten vor etwaigem Betrug schützen. Links über den Ellen befindet sich eine kreisrunde Vertiefung im Mauerwerk, die der Legende nach als Maß für die Größe eines Laibes Brot diente. Tatsächlich handelt es sich lediglich um eine abgenutzte Torbefestigung. Das Haupttor des Doms war bis zur zweiten Hälfte des 19. Jahrhunderts mit einem Rokokogitter verschlossen, das sich nach außen hin öffnen ließ und mit Haken an der Außenmauer befestigt war. Auf der rechten Seite des Tores befindet sich ein gleich großer Kreis, bei dem man anhand von metallischen Überresten im Zentrum erkennen kann, dass hier ein Haken befestigt war.

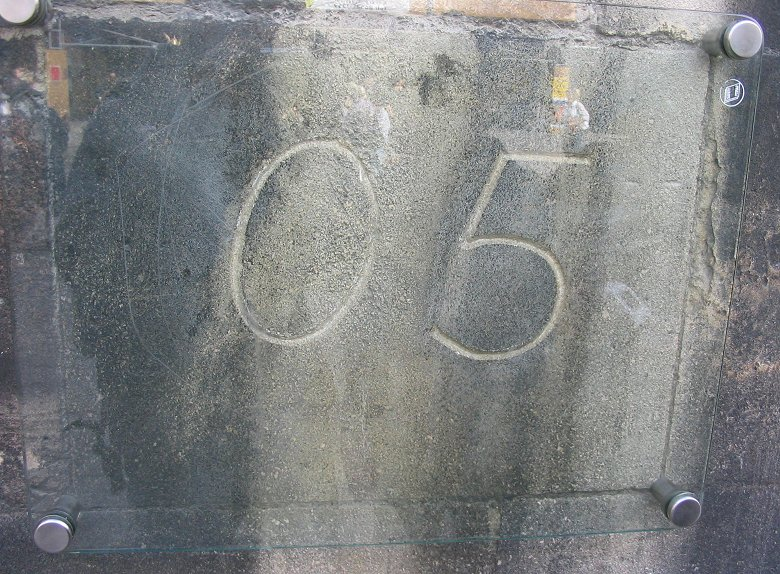
Zeichen der Widerstandsbewegung O5
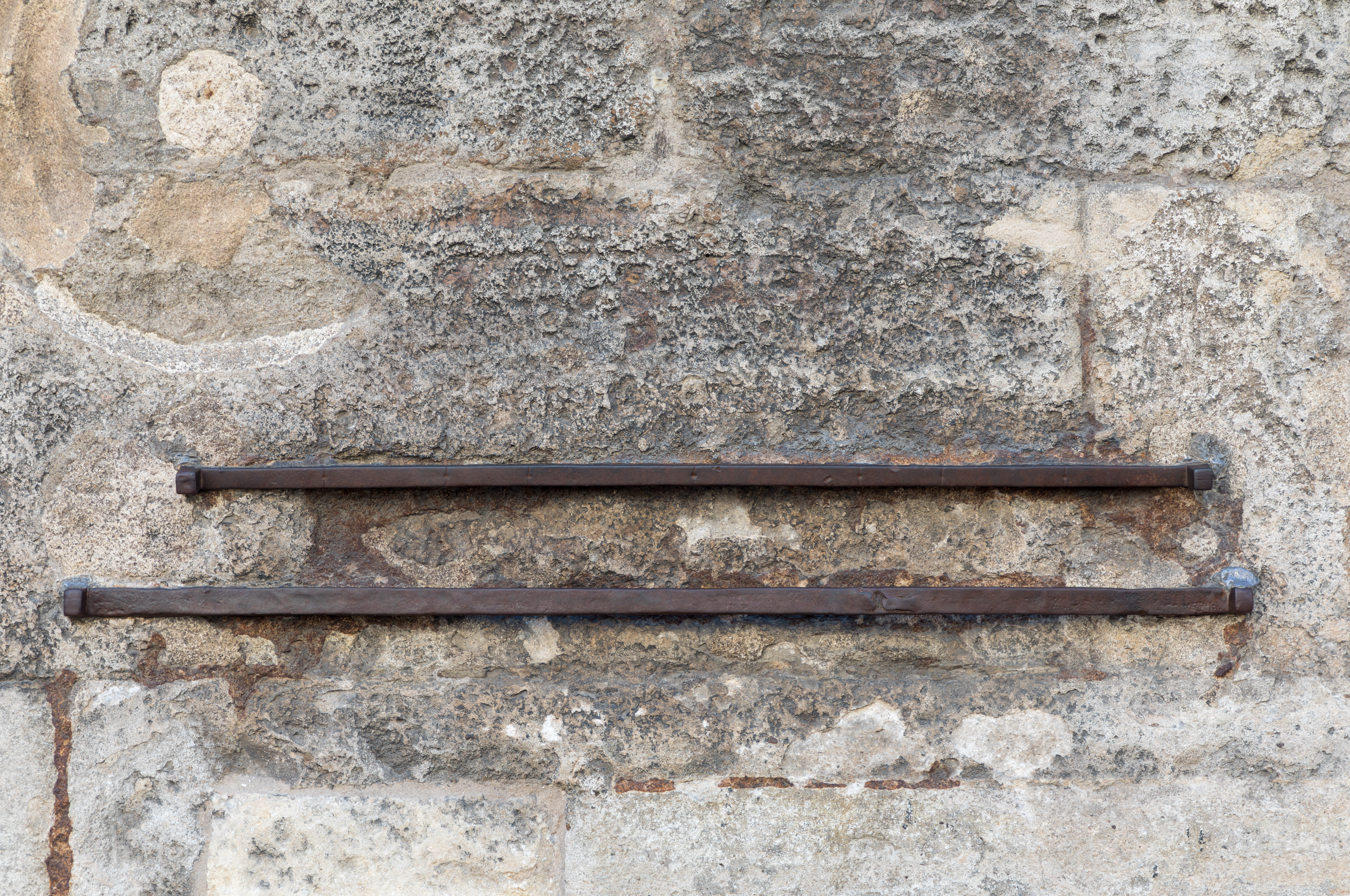
Tuch- und Leinenelle am Stephansdom
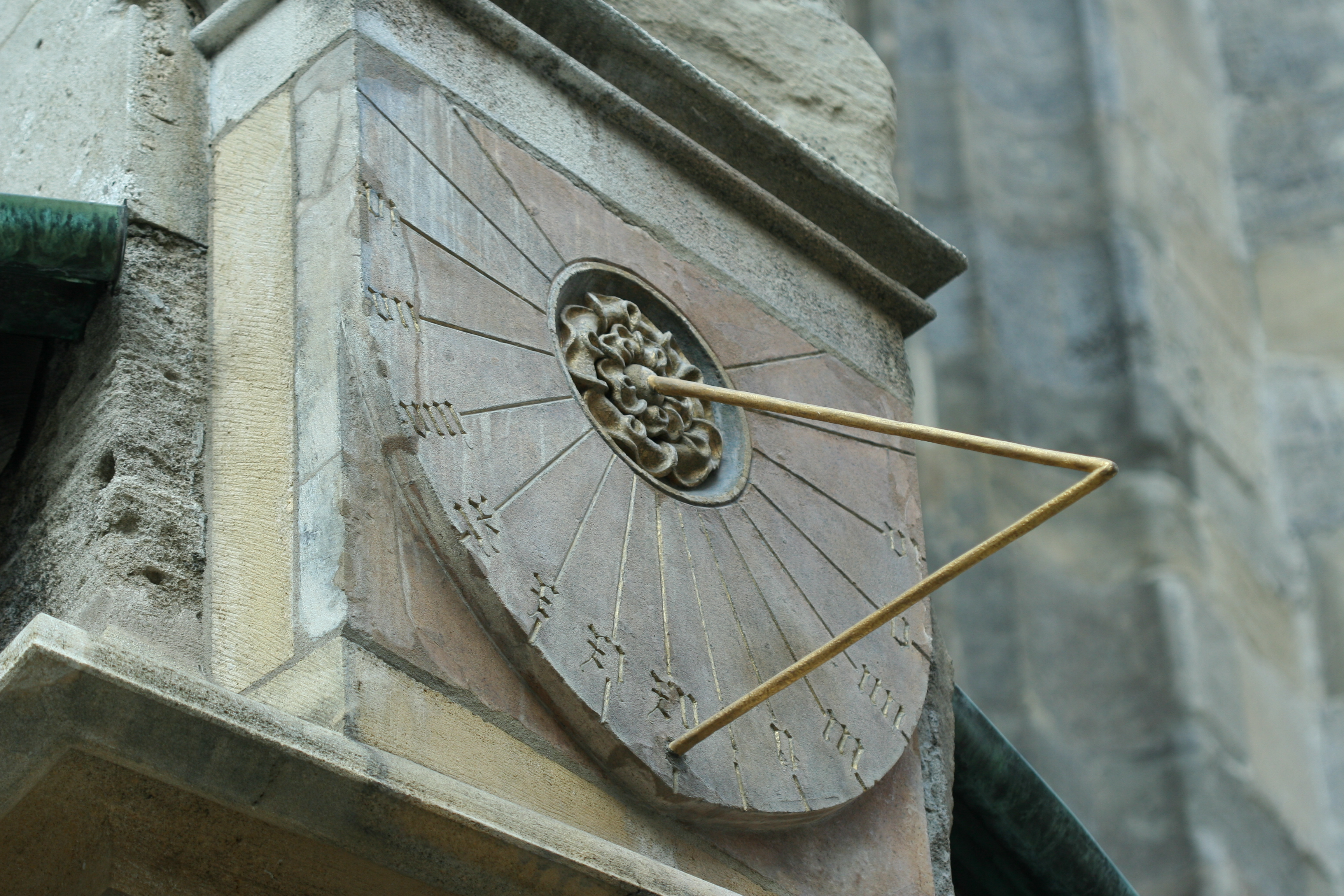
Sonnenuhr an der Südseite des Hauptschiffchores
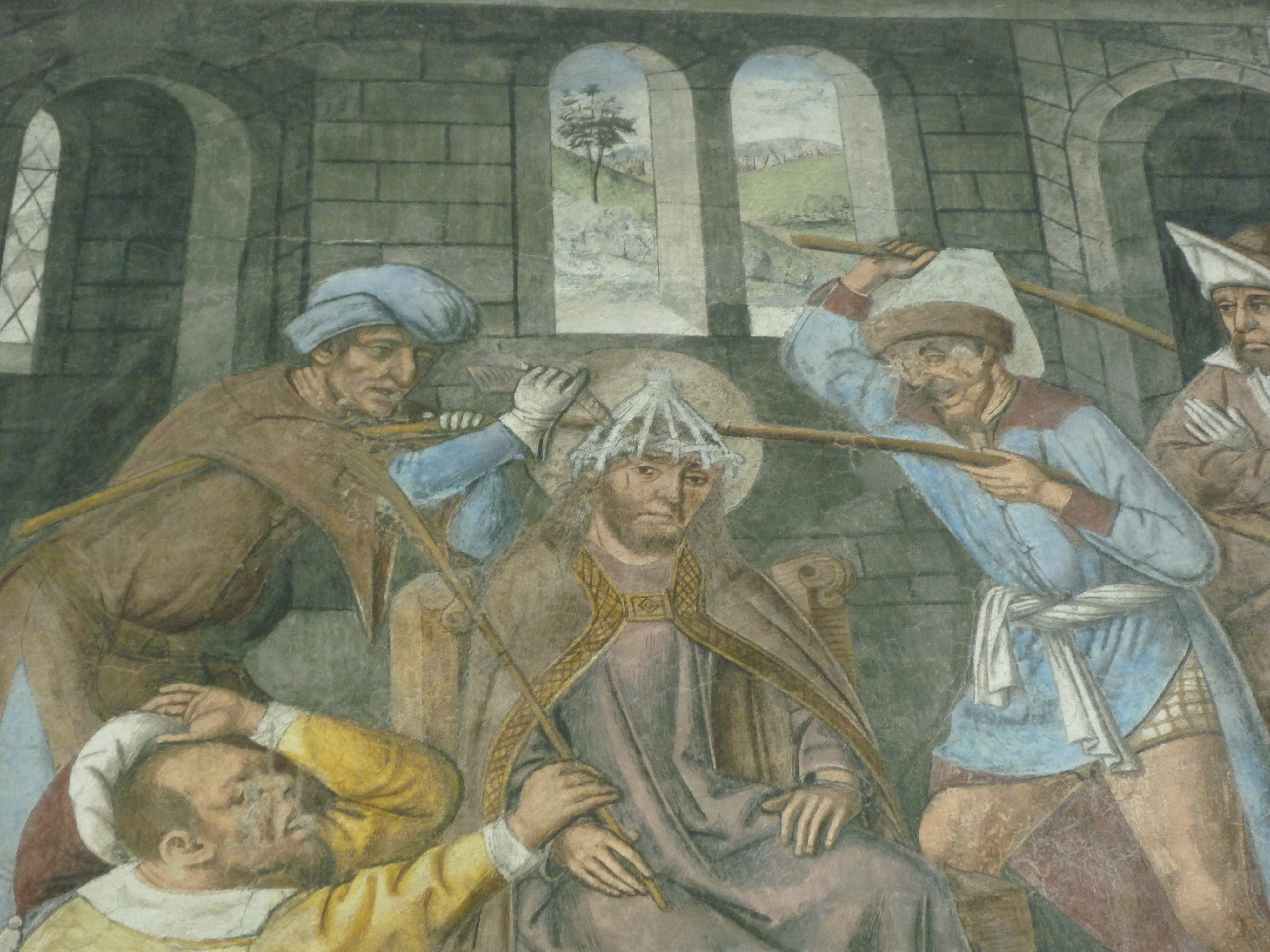
Passionsfresken an der Ostseite: Dornenkrönung
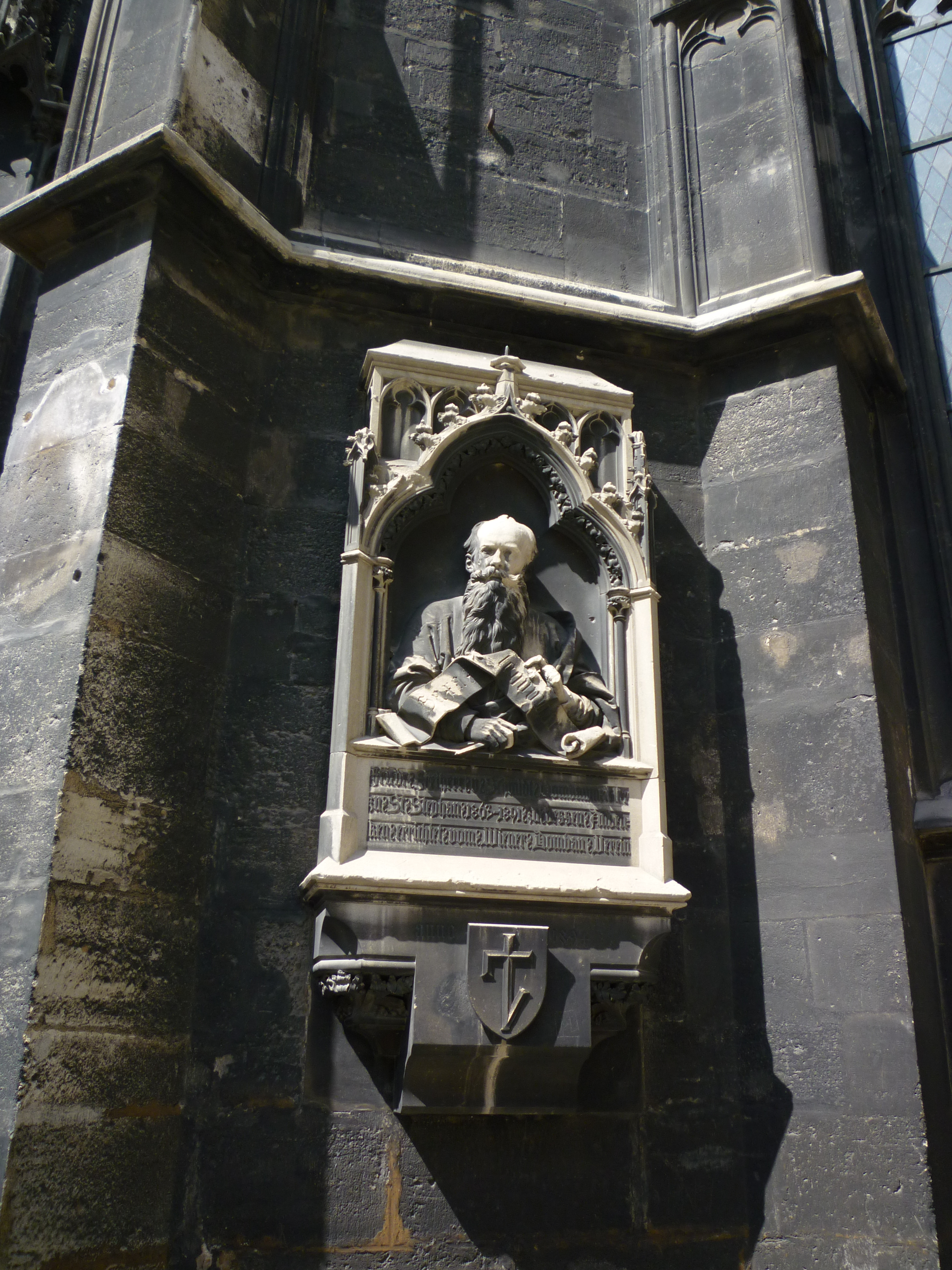
Gedenktafel an Dombaumeister Friedrich von Schmidt am Südturm

### Achsknick
Die Südwand des Chores ist um etwa 70 cm länger als dessen Nordwand. Der Chor schwenkt ungefähr 1° von der Längsachse des Langhauses Richtung Norden. Langhaus und Chor sind auf unterschiedliche Sonnenaufgangspunkte ausgerichtet. Das wird nicht als Resultat eines Messfehlers, sondern als Absicht gesehen: Die Achse des Langhauses ist auf den Sonnenaufgang am Stephanstag (26. Dezember) ausgerichtet, während die Achse des Chors auf den nächstfolgenden Sonntag weist, den 2. Jänner. Aus dem Verhältnis der Gebäudeachsen und des Winkels der Abweichung kann auf die Zeit der Abmessungen und damit auf den Jahreswechsel 1137/1138 (heutiger Kalender und Jahreszählung) geschlossen werden. Der (heutige) Dachfirst bildet diese kleine Abweichung nicht ab, er ist gerade über beide Gebäudeteile.

### Langhaus
Die vier Joche im Gewölbe des Langhauses sind quadratisch gebaut, was eine Besonderheit des Stefansdoms ist. Es wird vermutet, dass hier noch ein Einfluss des romanischen Vorgängerbaus wirksam ist. Allerdings wurden diese Joche an der Außenwand durch einen weiteren Zwischenpfeiler verstärkt, sie ruhen daher auf fünf Stützen und haben zehn Gewölbekappen.
Auch das Langhaus ist nicht völlig regelmäßig gebaut: Es wird in Richtung Osten um etwa 1,1 m schmaler, seine Giebelwände stehen nicht exakt in der Linie der darunterliegenden Wände. Diese Abweichungen waren eine der technischen Herausforderungen beim Neubau des Dachstuhles aus Stahl nach dem Brand 1945.

### Auer und Mannersdorfer Stein für den Stephansdom
Die erhalten gebliebenen Rechnungen des Kirchenmeisteramtes bezeugen die enormen Auer und Mannersdorfer Steinlieferungen für St. Stephan nachweislich in den Jahren 1404, 1407, 1415–1417, 1420, 1422, 1426, 1427, 1429, 1430 und 1476. Die Steinmengen, die aus den Brüchen zwischen Mannersdorf und Au am Leithagebirge bezogen wurden, sind nach den Rechnungen sehr groß, beispielsweise im Jahre 1415: 732 Stück, 1416: 629 Stück, 1417: 896 Stück, 1426: 963 Fuhren, 1427: 947 Fuhren und 1430: 761 Fuhren.
Der Steinkauf erfolgte durch das Kirchenmeisteramt unter der fachlichen Beratung und Kontrolle des Dombaumeisters bzw. seines Vertreters, des Parliers. Jedenfalls standen die Arbeiten in den Brüchen unter der Aufsicht der Dombauhütte. Bekannt sind einige Namen der „Auer Steinbrecher“: Michelen Unger von Au, Peter stainprecher von Au und „Mannersdorfer Steinbrecher“: Chrempel, Amman, Niklas, Sallmann, Uchsenpaur, Velib, Hannsen von Menhersdorf (Mannersdorf), Trunkel und von dem Perendorffer. Die Steine wurden mit Pferdewagen zugeführt. Die Fuhren vom Leithagebirge aus Mannersdorf und Au umfassen jeweils nur einen Block („stuk“), bei dem der Preis für das Brechen gleichbleibend war, jener für die Fracht aber schwankte, offenbar nach Gewicht.
Der vollkommene Wechsel zum Mannersdorfer Gestein tritt mit dem Bau des Albertinischen Chores (1304–1340) ein. Der Mannersdorfer Stein ist wie der Auerstein ein fein- bis mittelkörniger Kalksandstein. Aus ihm besteht die Mehrzahl der Wandquader und alle Profilierungen einschließlich der Figurenkonsolen im Chore. Besonders deutlich sind die Verhältnisse beim Hochturm in der großen Glockenstube, wo die anspruchsvolleren Ortssteine und Eckpfeiler und alle feineren Profilierungen, Fenstergewände, Maßwerke usw. dem Mannersdorfer/Auerstein aus dem Leithagebirge vorbehalten blieben. Im Langhaus sind Quader in den Mauern, sowie die an die Eligiuskapelle anschließenden Joche und vor allem die nördlichen Wandpfeiler aus „Mannersdorfer“ gefertigt.
Im Unterschied dazu wurde für die Dienstbotenmuttergottes durch Untersuchungen im Zentrallabor des Bundesdenkmalamtes festgestellt, dass für diese Statue Kalksandstein aus Atzgersdorf verwendet wurde.
Neben dem Mannersdorfer Sandstein kam auch der Mannersdorfer Algenkalk am Altbestand des Doms zum Einsatz. Nachweisbar sind einige Wasserspeier, zum Beispiel an der Vorhalle des Singertores (1440–1450).

#### Haltbarkeit der Steine
Alois Kieslinger, Geologe der Technischen Hochschule Wien, merkte 1930 zur Frage der Haltbarkeit des Natursteines kritisch an: „Die sechs ‚alten‘ Kirchen von Wien? Und wie viel ist denn alt davon? Wir sind gerade daran, bei St. Stephan den zwölften Turmhelm [!] auszubessern.“
Bei den Restaurierungsarbeiten am Dom wird nach einem lange vorbereiteten Plan vorgegangen: Ein Restaurierungszyklus dauert etwa 35 bis 40 Jahre. Unabhängig davon wird das Gebäude regelmäßig von den Steinmetzen der Dombauhütte überprüft, weil es immer wieder zu Schäden durch verrostete Eisenverstärkungen kommt (Rost benötigt mehr Raum als Eisen und kann damit den Stein sprengen).

## Inneres

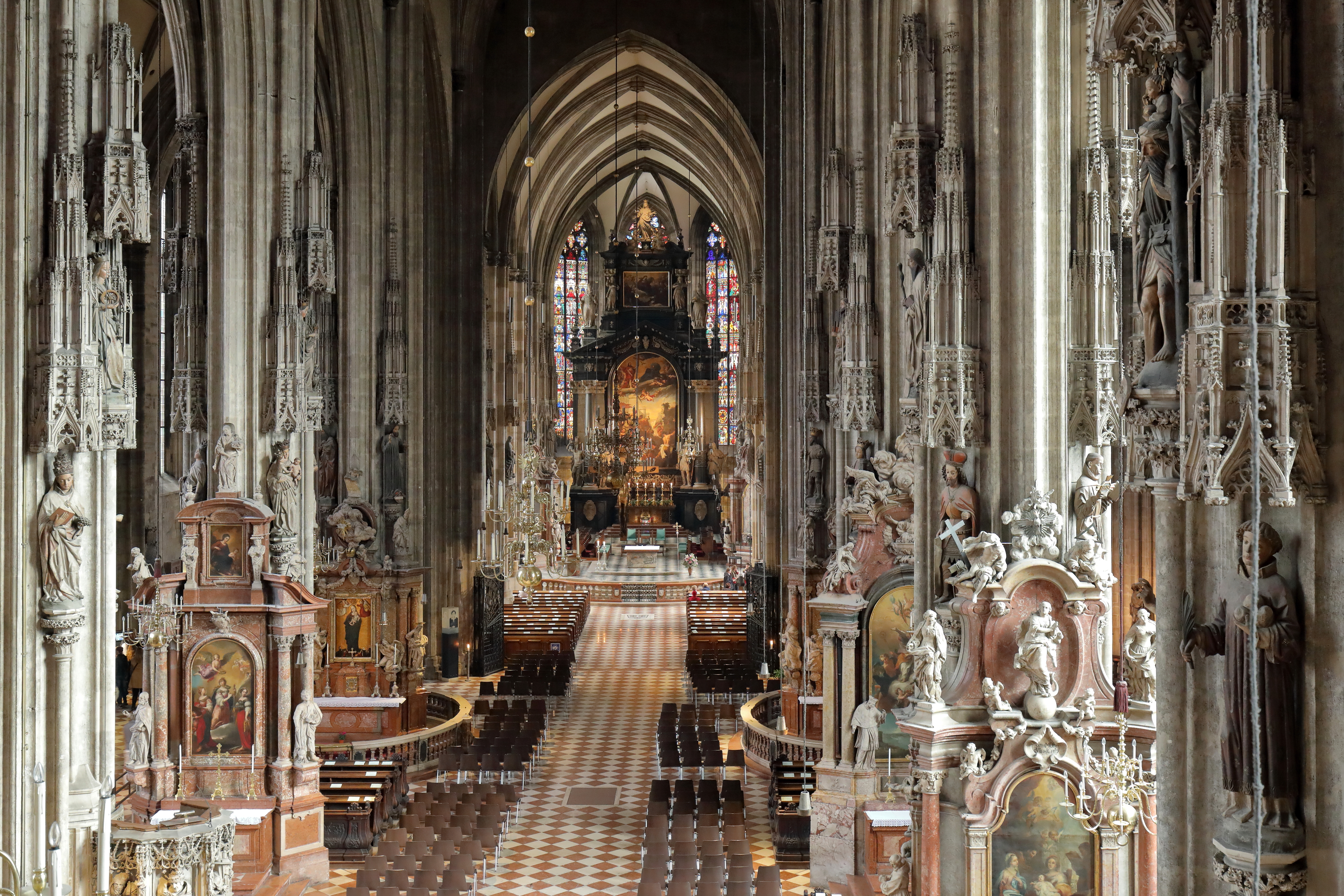
Das Hauptschiff Richtung Hochaltar

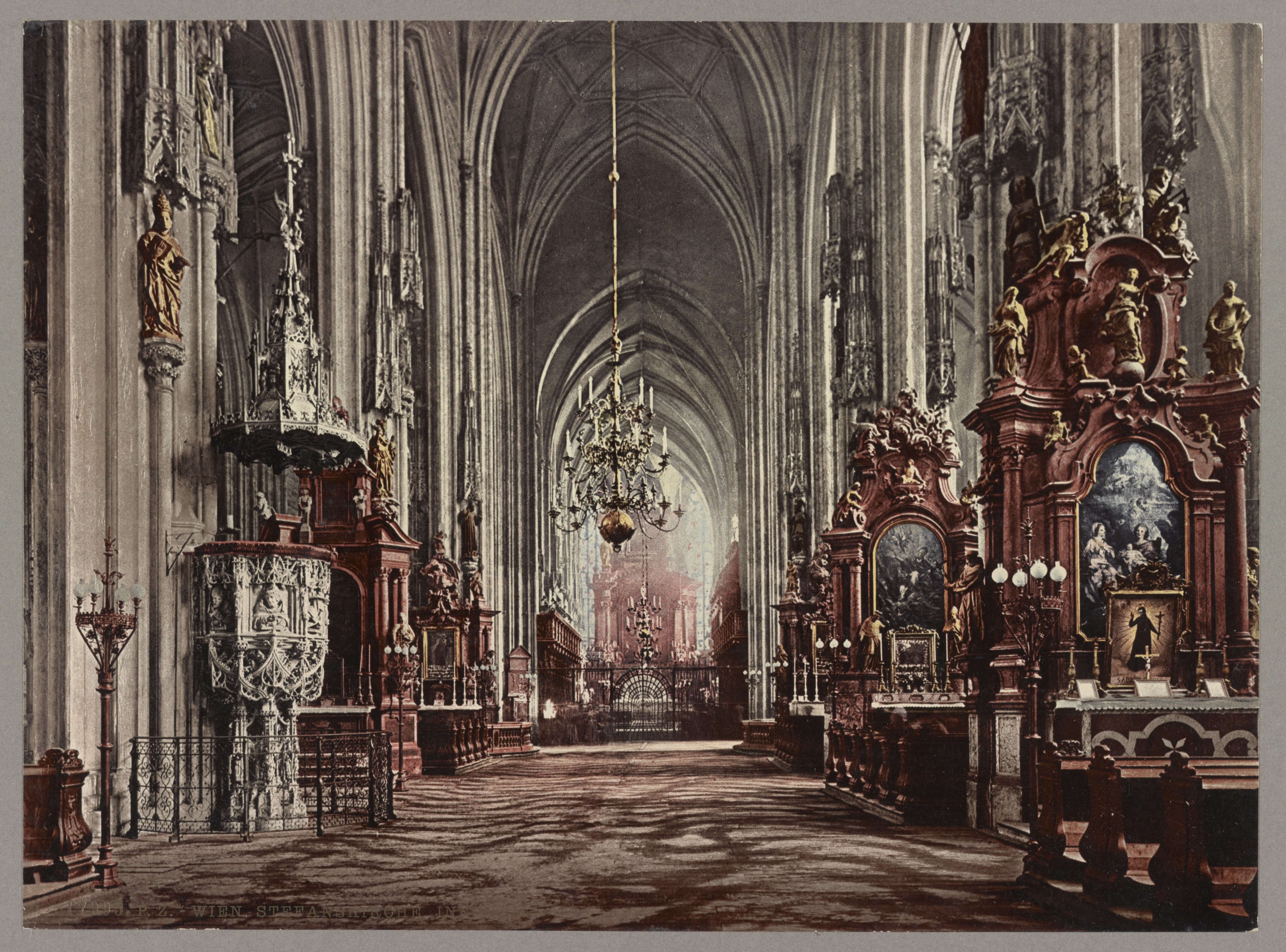
Historische Innenansicht des Stephansdoms (1890)

Der Kirchenraum des Doms ist dreischiffig, mit zwei verschiedenen Querschnitten: Das Langhaus ist eine Pseudobasilika, das Mittelschiffsgewölbe liegt hier fast vollständig oberhalb der Seitenschiffsgewölbe, so dass sich über den Arkaden fensterlose Hochschiffswände erheben. Der Chor hat hingegen den Querschnitt einer Hallenkirche, Mittelschiff und Seitenschiffe sind hier annähernd gleich hoch. Das Hauptschiff ist wie üblich auf den Hauptaltar ausgerichtet, das linke Seitenschiff hat ein Marienprogramm, das rechte Seitenschiff ist den Aposteln gewidmet.
Obwohl das Innere sein Aussehen im Mittelalter erhielt, ist das ursprüngliche künstlerische und liturgische Ensemble aus der Zeit nur noch lückenhaft vorhanden, da der Bau während des Barocks nochmal umfassend verändert wurde. Die Gnadenfigur der sogenannten Dienstbotenmuttergottes aus der Zeit zwischen 1280 und 1320 ist ein Original aus der Zeit, dessen Gestaltung auf französische Vorbilder zurückgeführt wird. Sie wurde 2020 umfassend restauriert und die ursprüngliche Fassung wieder besser erkennbar.

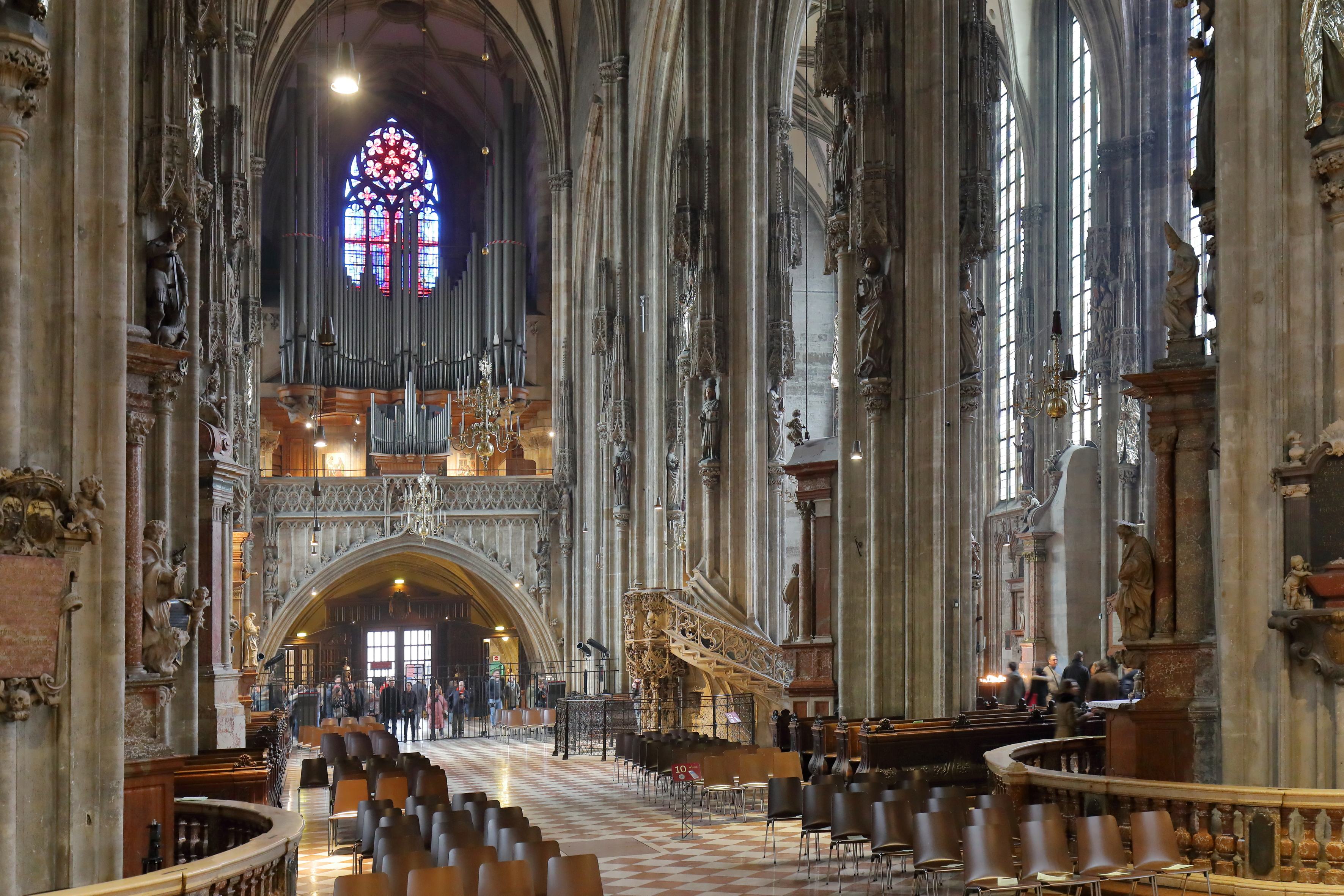
Hauptschiff mit Blick zur Kauffmann-Orgel mit dem 1960 geschaffenen Prospekt von Kauffmann
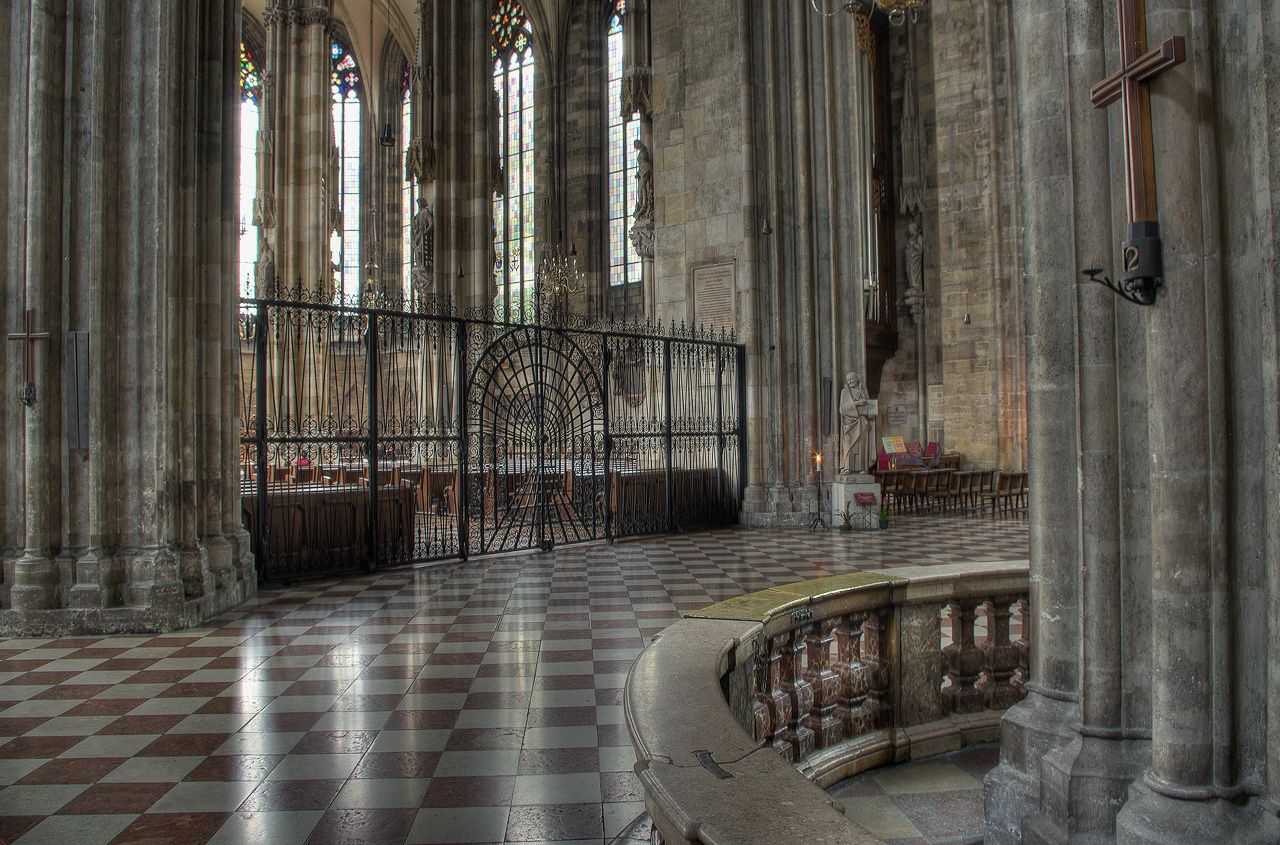
Chorgitter des Hauptschiffes
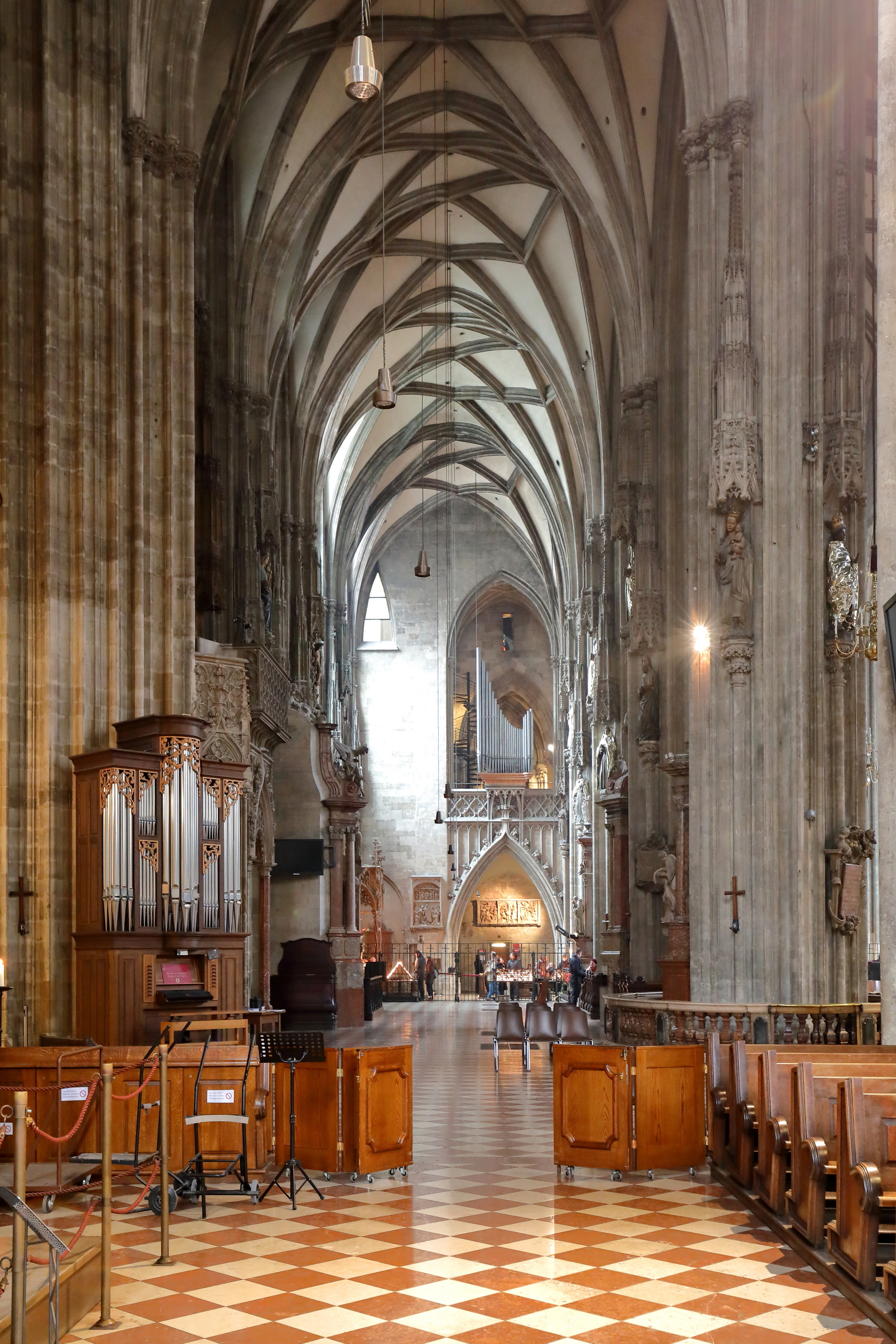
Rechtes Seitenschiff mit der Haydn-Orgel (vorne links, hinten das rechte Brüstungspositiv der Kaufmann-Orgel)

An den Pfeilern des Langhauses sind in ca. 8 m Höhe fast 90 Skulpturen, meist in Dreiergruppen angebracht. Sie wurden durch private Stifter in Auftrag gegeben und bilden ein Charakteristikum des Domes. Die Skulpturen der Westseite wurden in den Jahren um 2020 restauriert, 2021 war das wichtigste Objekt in diesem Zusammenhang die Statue des Hl. Sebastian neben dem Orgelfuß an der Nordwand des Langhauses. Sie stammt aus der Schule von Niklas Gerhaert, des Bildhauers der Grabplatte Friedrich III. und gilt als eine der wertvollsten Skulpturen des Doms.
Weitere Statuen zeigen die Hl. Helena (mit Kreuz, am Bogen der Westempore im südlichen Seitenschiff) und den Apostel Andreas (mit Buch Bogen der Westempore im nördlichen Seitenschiff). Im Herbst 2024 begannen Restaurierungsarbeiten an den Statuen des Hl. Antonius (des Einsiedlers, mit seinem Attribut, einem Ferkel mit Glöckchen, dem „Antoniusschwein“, an der Nordwand des Langhauses) und des Propheten Jesaias (neben dem Bischofstor, mit einem gemalten Bibelzitat an der Wand).
Die Kapitelle auf der Westempore dokumentieren mit ihren Darstellungen den Wechsel von der Romanik zur Gotik: Einerseits werden noch Fabeltiere (Drachen mit schuppigen Körpern) dargestellt, wie sie in romanischen Bauten zu sehen sind, andererseits kam durch die Zisterzienser um 1220 aus Frankreich das gotische Stilgefühl, nach welchem Kapitelle mit abstrakten, von Pflanzenknospen abgeleiteten Formen der Frühgotik gestaltet wurden.

### Altäre
Erste überlieferte Meldungen über Altäre stammen aus der Zeit der Chorweihe durch Bischof Albert von Passau am 23. April 1340. Der Bischof weihte nicht nur die Chorhalle und salbte sie an den noch heute teilweise erhaltenen Apostelzeichen ein, sondern weihte auch noch sechs weitere Altäre. Drei befanden sich im Chor und drei am Lettner, der steinernen Trennwand zwischen Langhaus (auch bekannt als Laienkirche) und Chor (auch bekannt als Kleruskirche). Der Hauptaltar wurde häufig wegen seiner Nähe zum Sakramentshäuschen in mittelalterlichen Quellen „Vronaltar“ genannt und war an der Rückwand des Mittelchores mit dem heiligen Stephanus als Patron. Weitere Informationen über den Hauptaltar sind nicht überliefert, außer dass es sich wahrscheinlich um einen Flügelaltar handelte. Eine Rechnung aus dem Jahr 1437 zeigt, wie der Mesner für das Auf- und Zuklappen der Flügel bezahlt wurde.
Zeitgenössischen Berichten zufolge wurde der alte Flügelaltar irgendwann wurmstichig und musste abgetragen werden. Er wurde in das Kloster zur heiligen Agnes an der Himmelpfortgasse (deshalb auch bekannt als Himmelpfortkloster ) übertragen. Dieses Kloster wurde später unter der Herrschaft von Kaiser Joseph II. im 18. Jahrhundert aufgehoben, spätestens da verliert sich die Spur des Flügelaltars.

#### Hochaltar

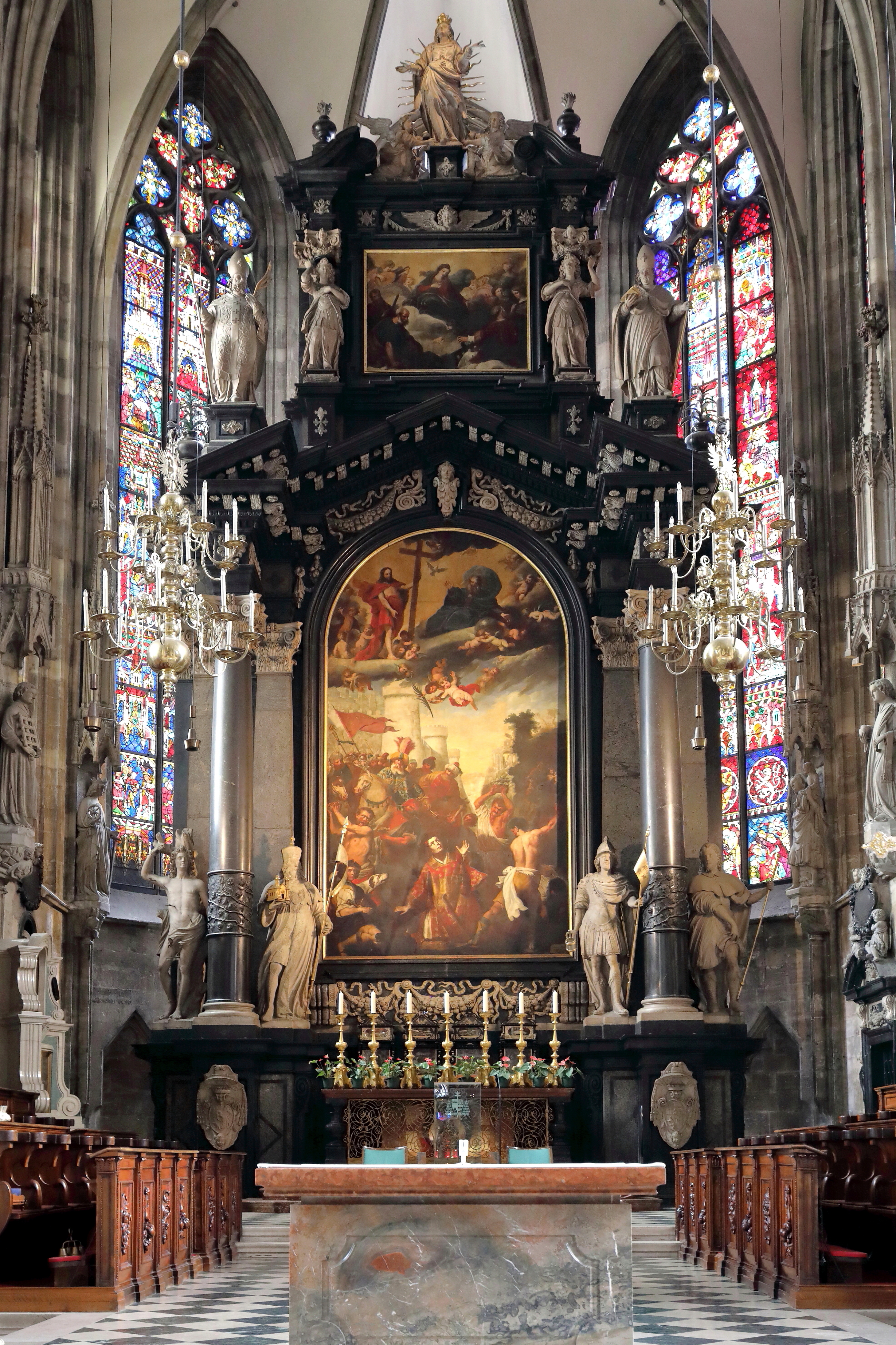
Barocker Hochaltar

Der Hochaltar des Doms ist ein frühbarockes Meisterwerk aus Marmor und Stein. Er gleicht in seinem Aufbau einem Portal, ist daher ein Porta-Coelis (Himmelspforten-)Altar. Thema ist die Steinigung des Heiligen Stephan, des Namenspatrons des Doms. Bekrönt wird der Altar von einer Statue der Immaculata. Er wurde von Fürstbischof Philipp Friedrich Graf Breuner am 1. März 1641 in Auftrag gegeben, da der gotische holzgeschnitzte Flügelaltar vom Holzwurm schon ganz zerfressen war.
Der Altar wurde von Johann Jacob Pock, der Steinmetzmeister, Bildhauer und Architekt war, und von seinem Bruder Tobias Pock – der das Altarbild malte – errichtet und am 19. Mai 1647 geweiht. Das auf einer Fläche von 28 Quadratmetern auf Zinnplatten erstellte Altarbild zeigt die Steinigung des Heiligen Stephan vor den Mauern von Jerusalem. Im Hintergrund ist eine Menschenmenge zu sehen, in der andere Heilige dargestellt sind, wodurch zugleich auf das zweite Patrozinium des Doms – das Allerheiligenpatrozinium – hingewiesen wird.

#### Seitenaltäre

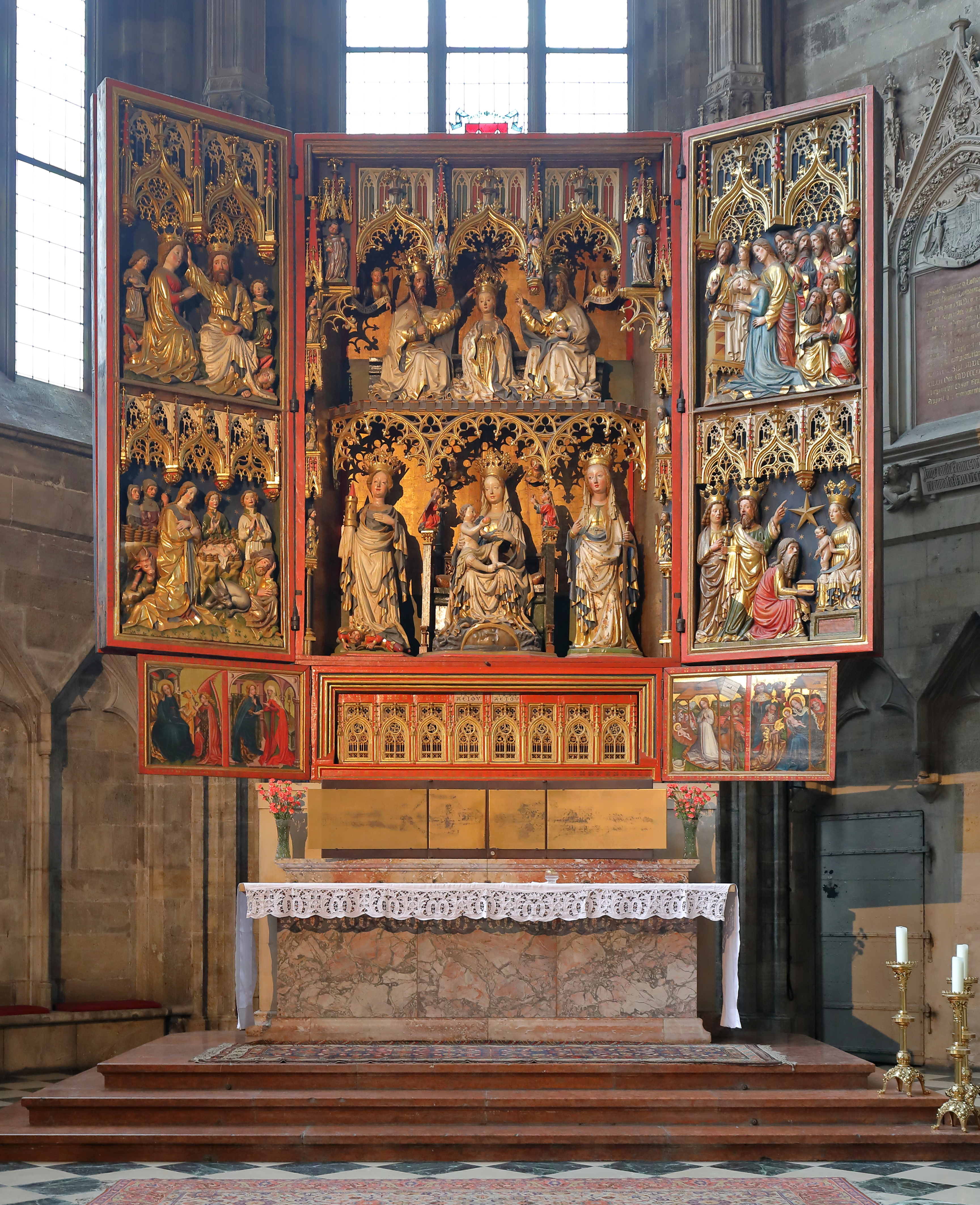
Wiener Neustädter Altar (Feiertagsseite)

An den Pfeilern und an den Seitenschiffen befinden sich zahlreiche andere Altäre. Für den Dom schuf Tobias Pock später noch das Altarblatt des Peter-und-Paul-Altares, den die Steinmetzzunft 1677 errichtete und der sich als zweitältester Barockaltar des Doms unter dem Orgelfuß erhalten hat.
Der bedeutendste ist der Wiener Neustädter Altar aus dem Jahr 1447 – ein typischer gotischer Flügelaltar, der Szenen aus dem Leben der heiligen Jungfrau Maria zeigt. Der Wiener Neustädter Altar kam erst 1883 in den Dom, davor befand er sich im Stift Neukloster in Wiener Neustadt. Er gehört somit nicht zur ursprünglichen mittelalterlichen Ausstattung des Stephansdoms.
Unter dem spätgotischen Öchsel-Baldachin befindet sich der Altar des Gnadenbildes Maria Pócs oder Pötsch. Es handelt sich um eine im heutigen Máriapócs (Ungarn, damals Pötsch) entstandene Kopie einer ostkirchlichen Ikone. Dem Bild wurde ein Tränenwunder nachgesagt und dem Volksglauben nach unterstützte es die kaiserlichen Truppen in den Türkenkriegen. Es wurde auf Befehl Kaiser Leopolds I. 1697 nach Wien gebracht und ursprünglich am Hochaltar aufgestellt. Seit 1945 hat es seinen jetzigen Standort. 2022 wurden die zwei Bischofsfiguren über dem Altar gesäubert und restauriert, wobei die ursprüngliche Farbgebung wieder erkennbar wurde.

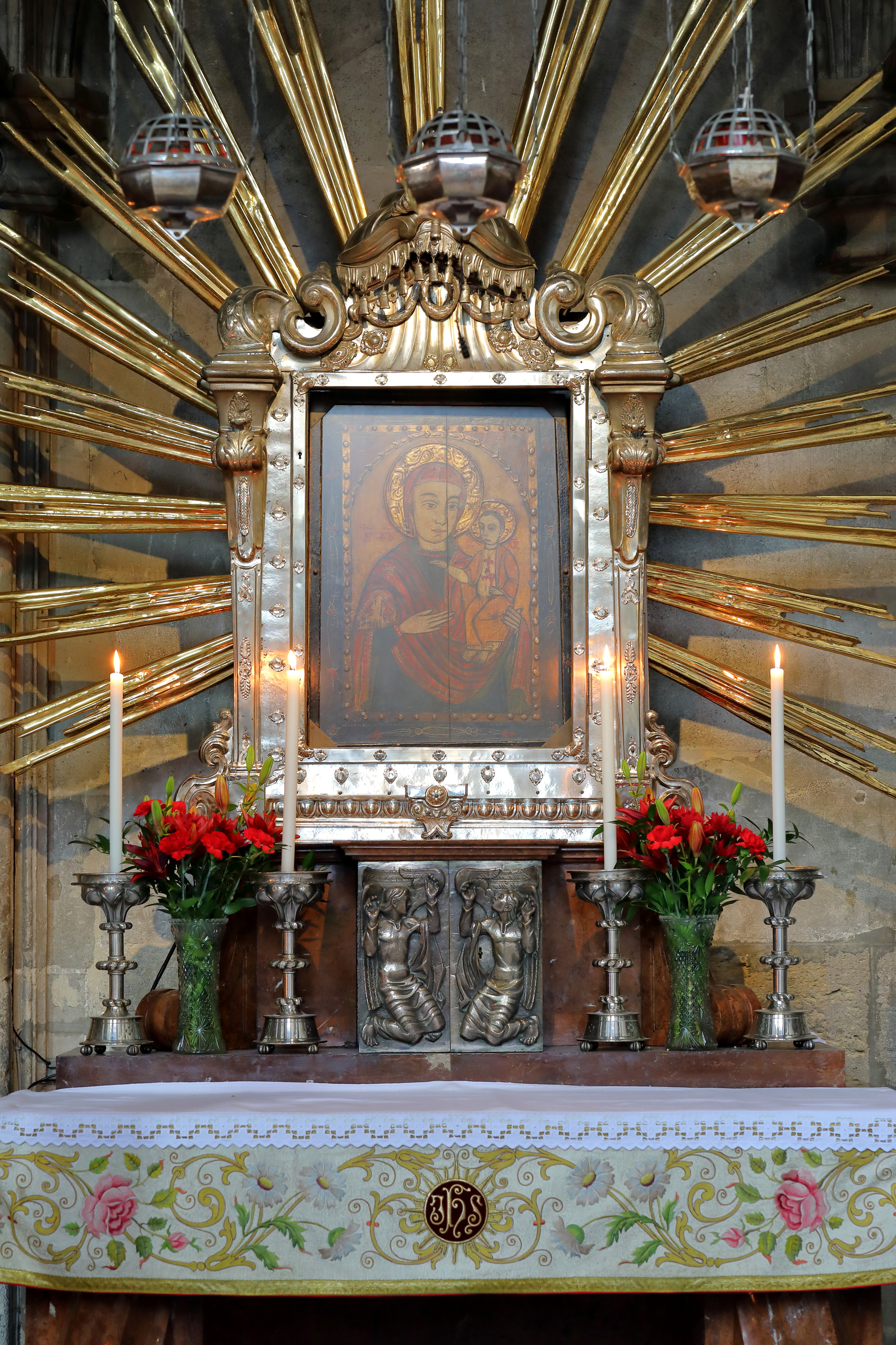
Altar von Maria Pötsch unter dem Öchsl-Baldachin
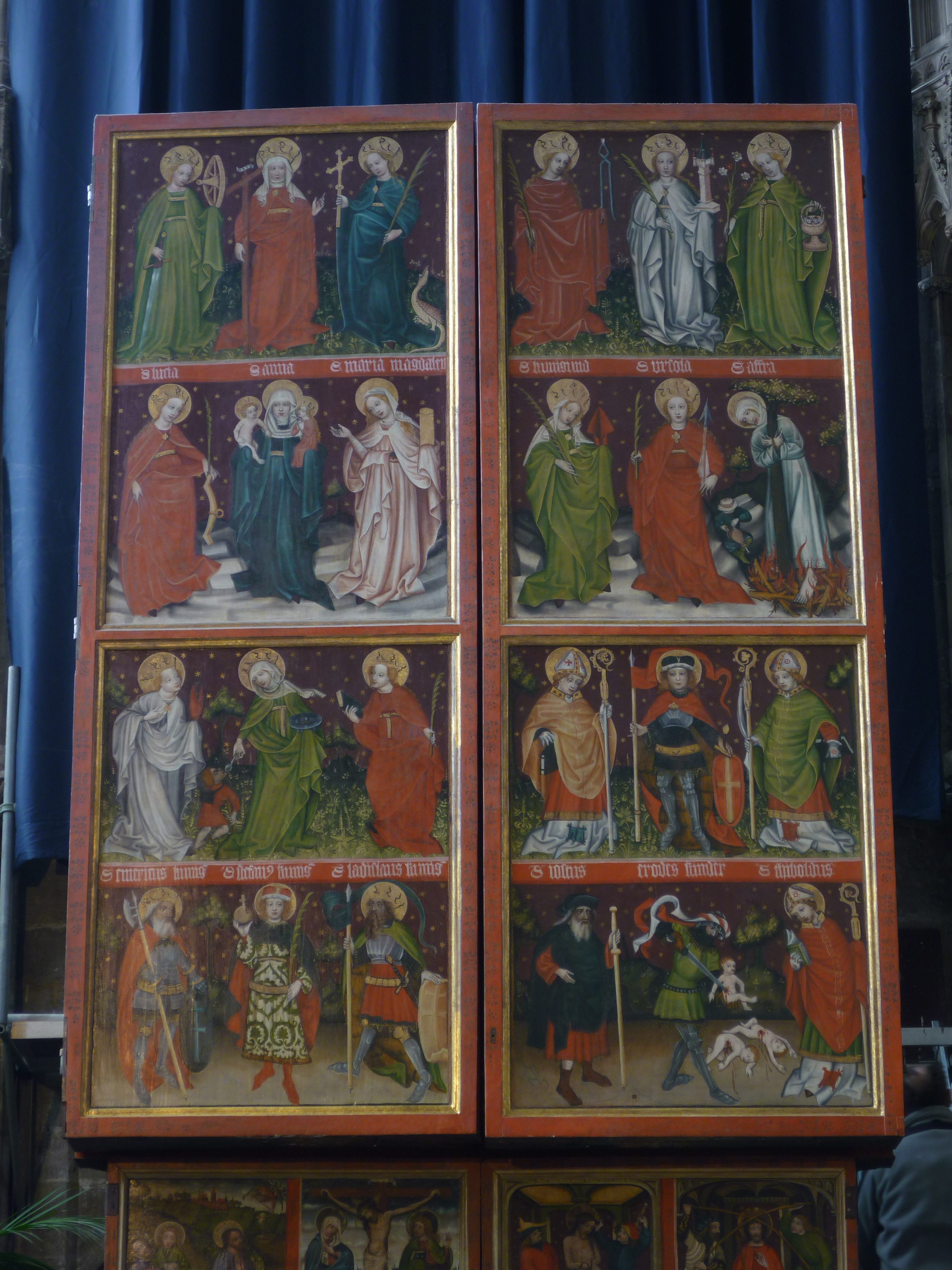
Wiener Neustädter Altar (Werktagsseite)

Der Josefsaltar und der Frauenaltar befinden sich einander gegenüber am östlichen Ende des Langhauses. Der Josefsaltar am südlichen Freipfeiler wurde 1700 errichtet. Wie der Frauenaltar auf der nördlichen Seite ist er mit einer elliptischen Kommunionbank umgeben, Er wurde von Matthias Stein(d)l gebaut. Die Heiligenfiguren stellen die Evangelisten dar: unten Matthäus und Markus, oben Lukas und Johannes. Gekrönt wird der Altar von der Darstellung der Verkündung Marias, mit dem Erzengel Gabriel und der Heiliggeist-Taube. Das Altarblatt mit der Darstellung des Nährvaters Josef wurde von Ferdinand von Radek gestiftet und vom Wiener Hofmaler Anton Schoonjans auf Metallplatten gemalt.
Der Johannes- oder Familienaltar befindet sich am ersten südwestlichen Pfeiler (rechts vom Riesentor aus gesehen). Er besteht aus rotem Marmor und wird ebenfalls auf einen Entwurf von Matthias Steinl zurückgeführt. Das Altarbild stammt von Michael Rottmayr und zeigt die Namensgebung Johannes des Täufers. Statuen von Franz von Assisi und Antonius von Padua flankieren den Altaraufbau oben, über dem Altarbild befindet sich eine Darstellung der Maria Immaculata mit der Weltkugel samt besiegter Schlange zu ihren Füßen, zwei weibliche Heiligenstatuen und die Inschrift „Coram Deo qVIs hIC erIt“ (lat.: „wer wird vor Gott sein“, als Chronogramm die Jahreszahl [1]708).

### Grabmäler

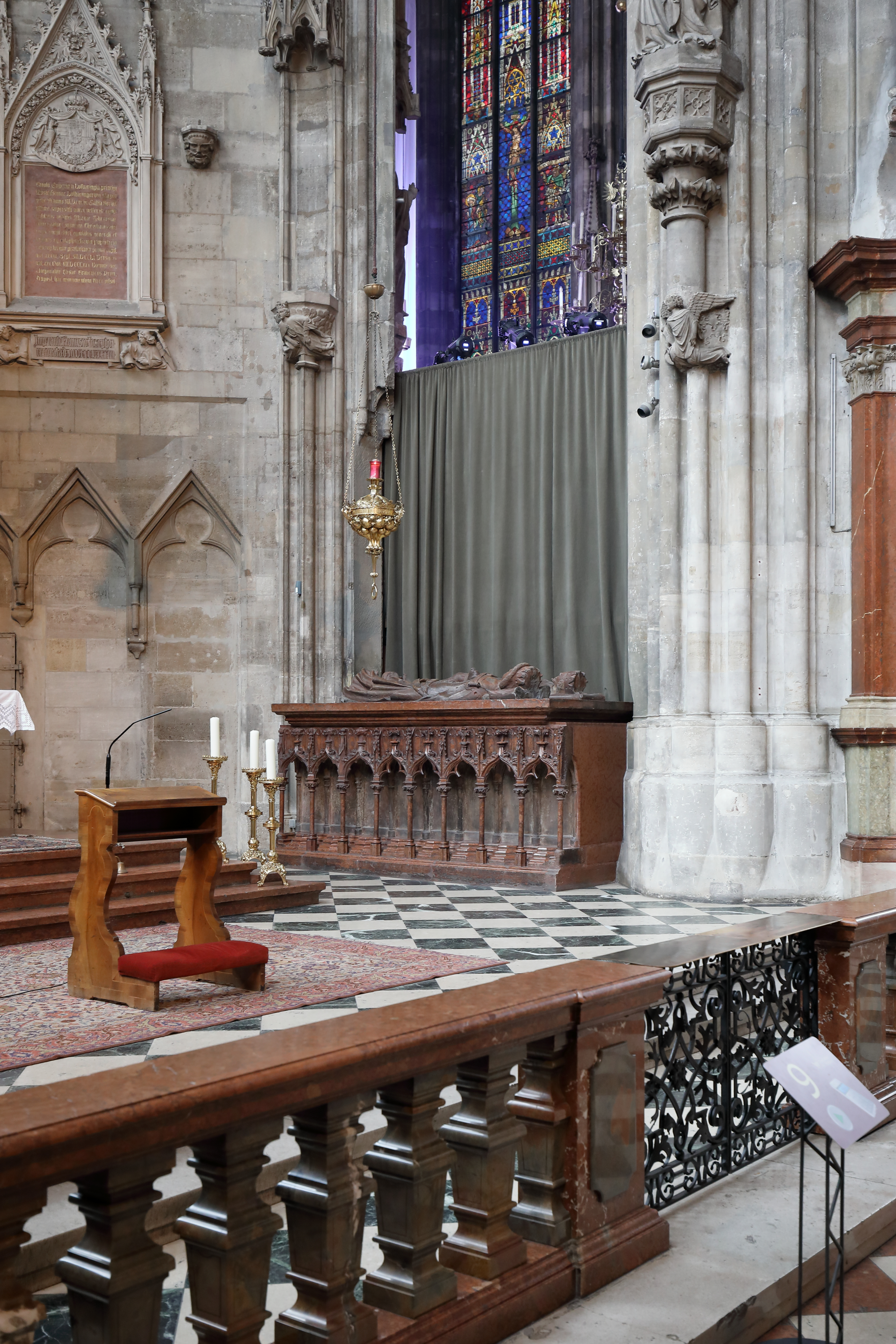
Kenotaph von Rudolf IV. im „Frauenchor“

Im Nordchor neben dem Wiener Neustädter Altar befindet sich der Kenotaph Rudolfs IV. und seiner Frau, der aber in sehr schlechtem Zustand ist. Ursprünglich stand er im Mittelchor mit dem Porträt Rudolfs IV. darüber gehängt.
Im Südchor befindet sich das Grabmal Friedrichs III. Es wurde ab 1463 von Niclas Gerhaert van Leyden geschaffen und ist eines der bedeutendsten plastischen Kunstwerke des Spätmittelalters. Gefertigt wurde es aus Adneter Marmor (ein österreichischer Kalkstein), der wegen seiner Buntscheckigkeit besonders schwer zu bearbeiten ist. Von Meister Niclas selbst (er starb 1473) stammt die Deckplatte des Grabmals. Sie allein wiegt über 8 Tonnen und zeigt eine portraitähnliche Darstellung des Kaisers im Krönungsornat, umgeben von seinen Wappen und Herrschaftsattributen. Nach dem Tod von Meister Niclas wurden die Arbeiten am Grabmal nach seinen Entwürfen fortgesetzt und 1513 vollendet. Die Reliefdarstellungen an den Seiten des Grabmals wurden von Max Velmet angefertigt und erinnern an die zahlreichen Klostergründungen des Kaisers. Die Balustrade mit ihren 54 Figuren schuf Michael Tichter.

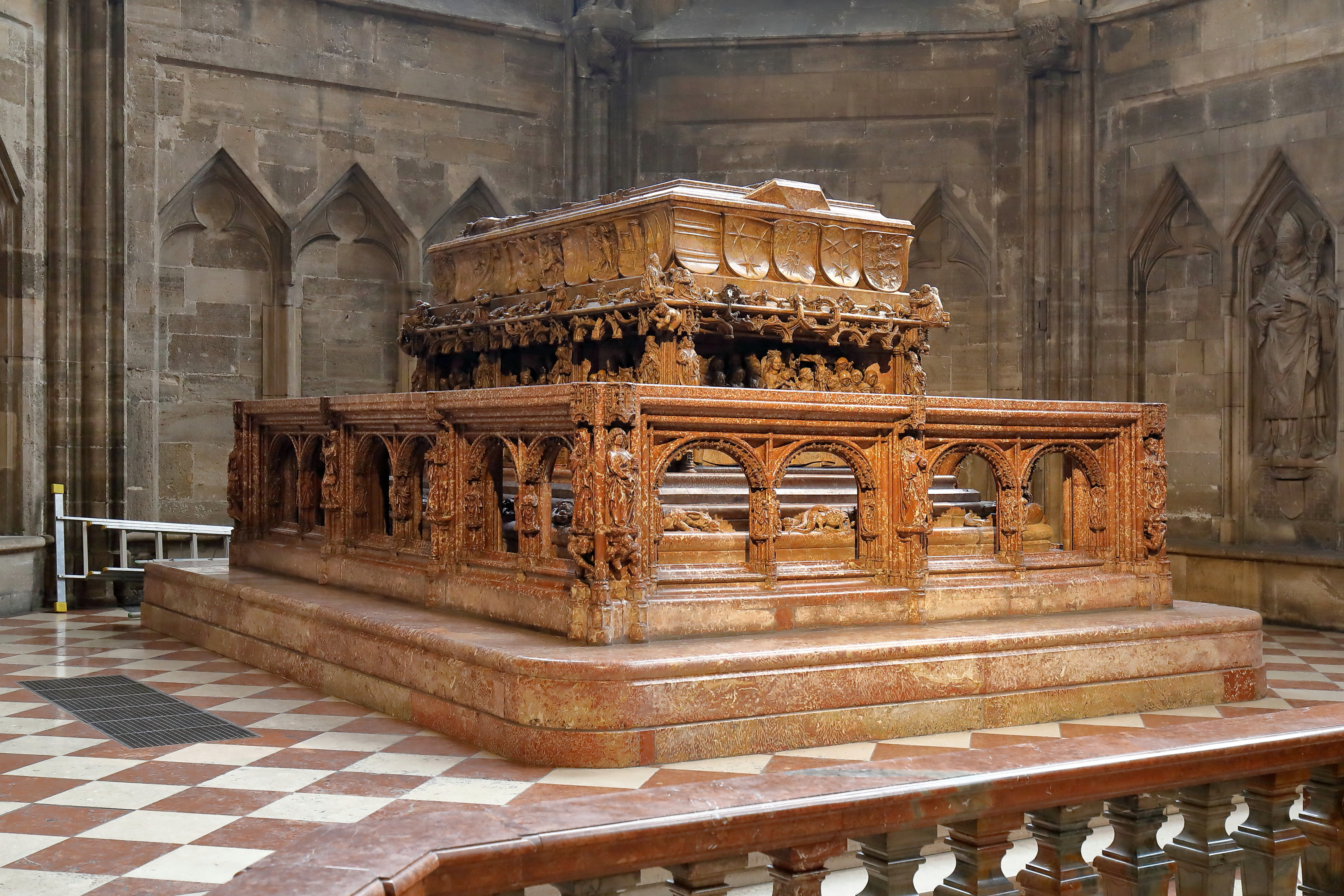
Grabmal Kaiser Friedrichs III.
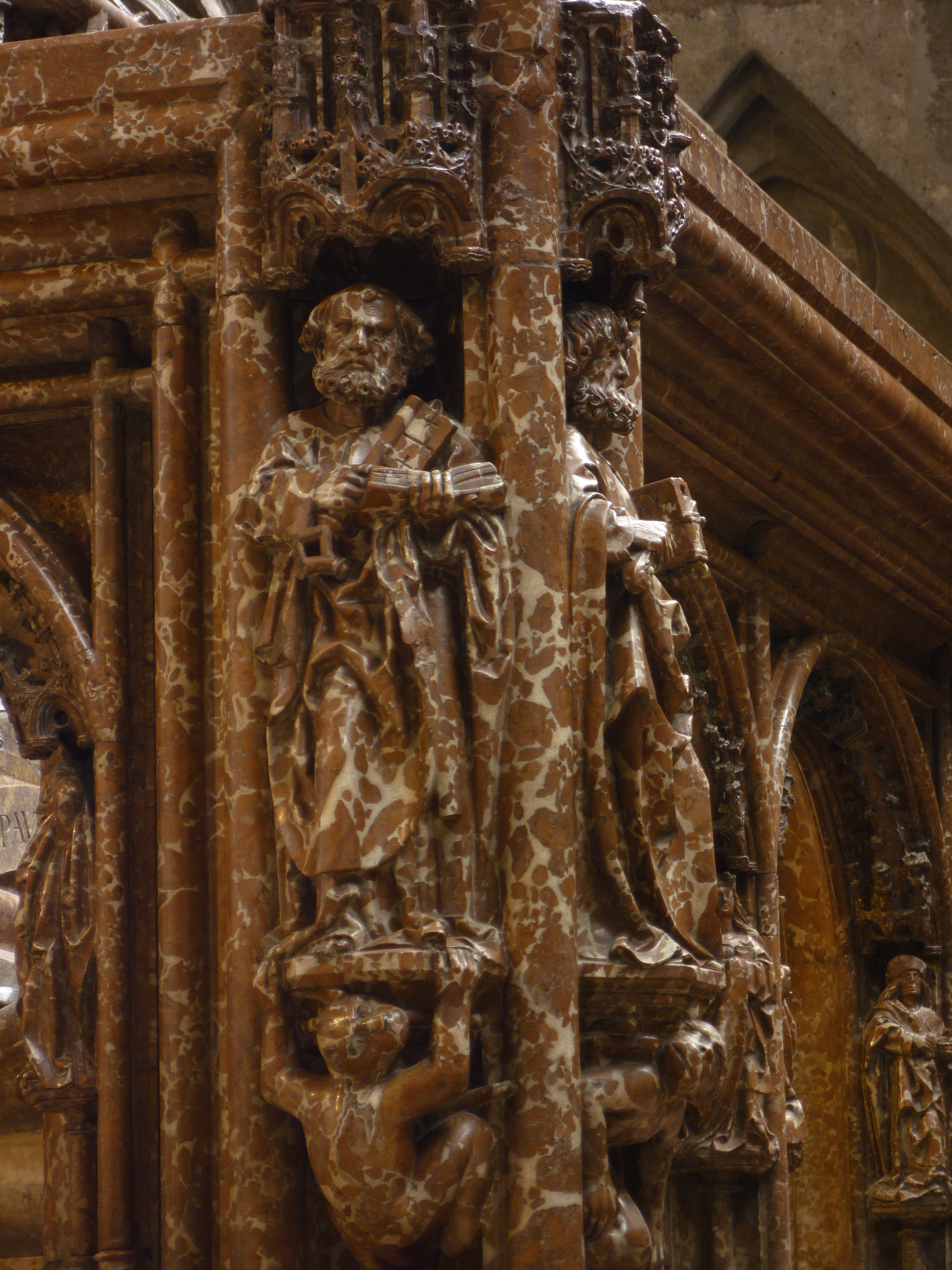
Apostelfiguren an der Balustrade des Friedrichsgrabes
Zeichnung des Tumbadeckels des Friedrichsgrabes

Es gehörte zum Aufgabenbereich des Dombaumeisters, alljährlich das Grabmal von Kaiser Friedrich III. im Dom zu reinigen. Dazu ein Schreiben des Matthias Winkler, Dombaumeister zu St. Stephan, vom 26. August 1734:
An eine hochlöbliche Kayserliche Hofkammer
Unterthänig – gehorsamstes Bitten. Euer Hochgräfliche Exzellenz und Gnaden.
Die wegen Säuberung des glorwürdigsten KAYSERS FRIDERICI GRABS angesuchte jährliche 6 fl.

### Kanzel

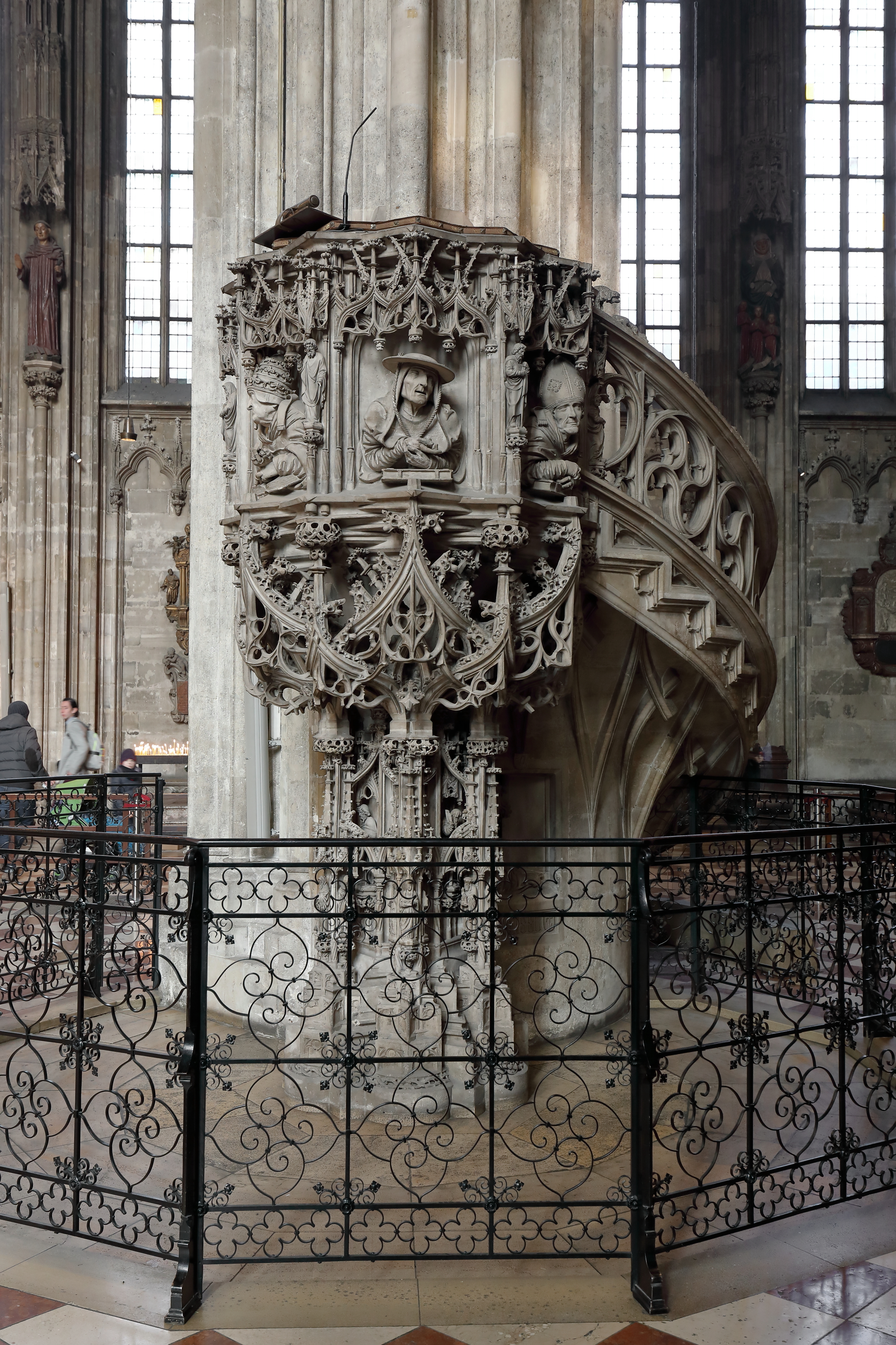
Kanzel

Ein weiteres Meisterwerk der spätgotischen Plastik ist die Kanzel aus Breitenbrunner Kalksandstein. Sie wurde lange Anton Pilgram zugeschrieben, der Entwurf wird aber heute eher mit der Werkstatt Niclaes Gerhaert van Leydens in Verbindung gebracht. Der Kanzelkorb erhebt sich wie eine stilisierte Blüte aus dem Kanzelfuß. Auf dem Kanzelkorb sind die Porträts der vier Kirchenväter, der Handlauf ist von Fröschen und Lurchen bevölkert. Im unteren Teil der Treppe ist der Fenstergucker – das plastische Selbstporträt eines unbekannten Meisters. Zum Geländer siehe Zahlensymbolik.

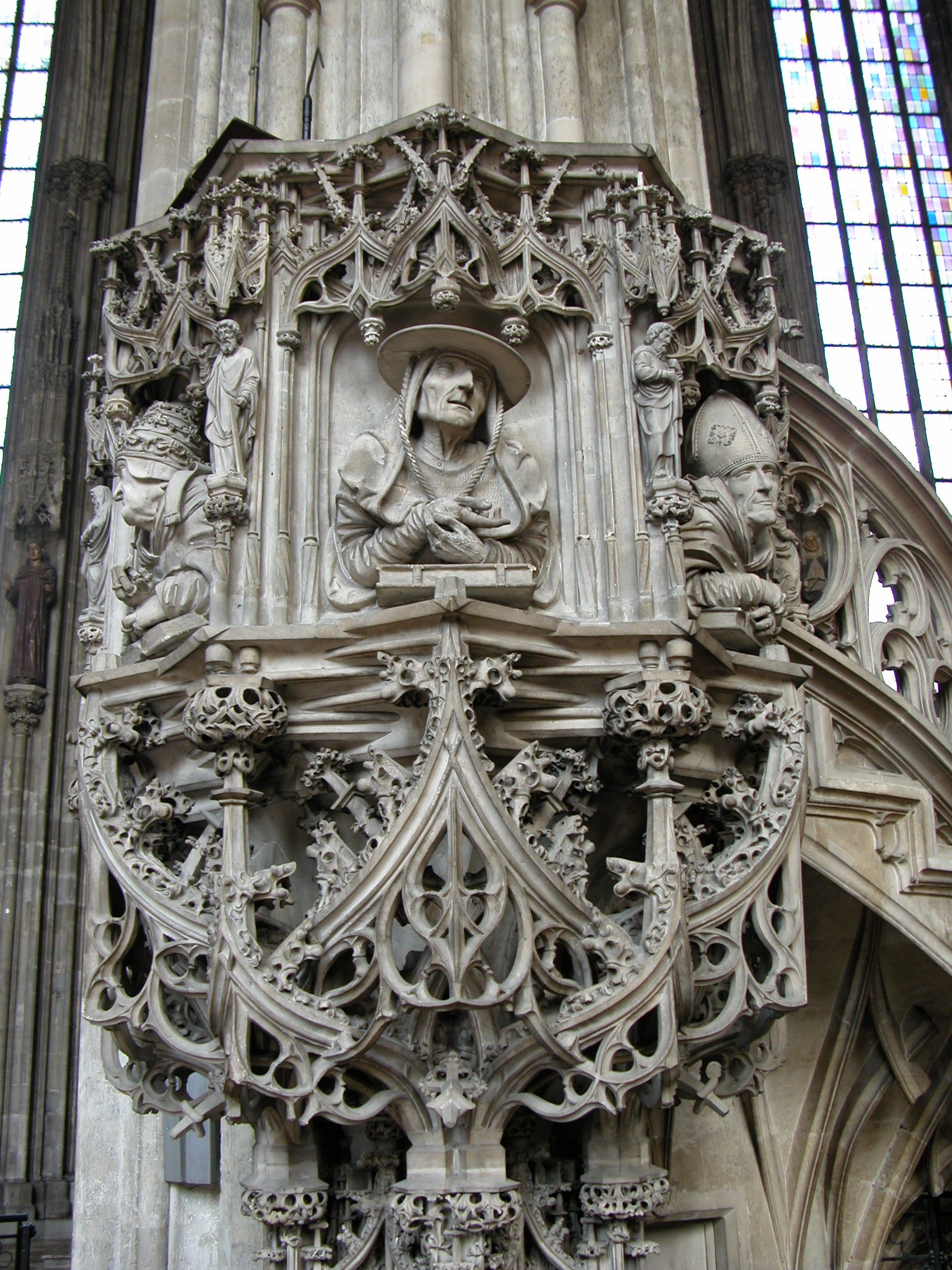
Kanzel
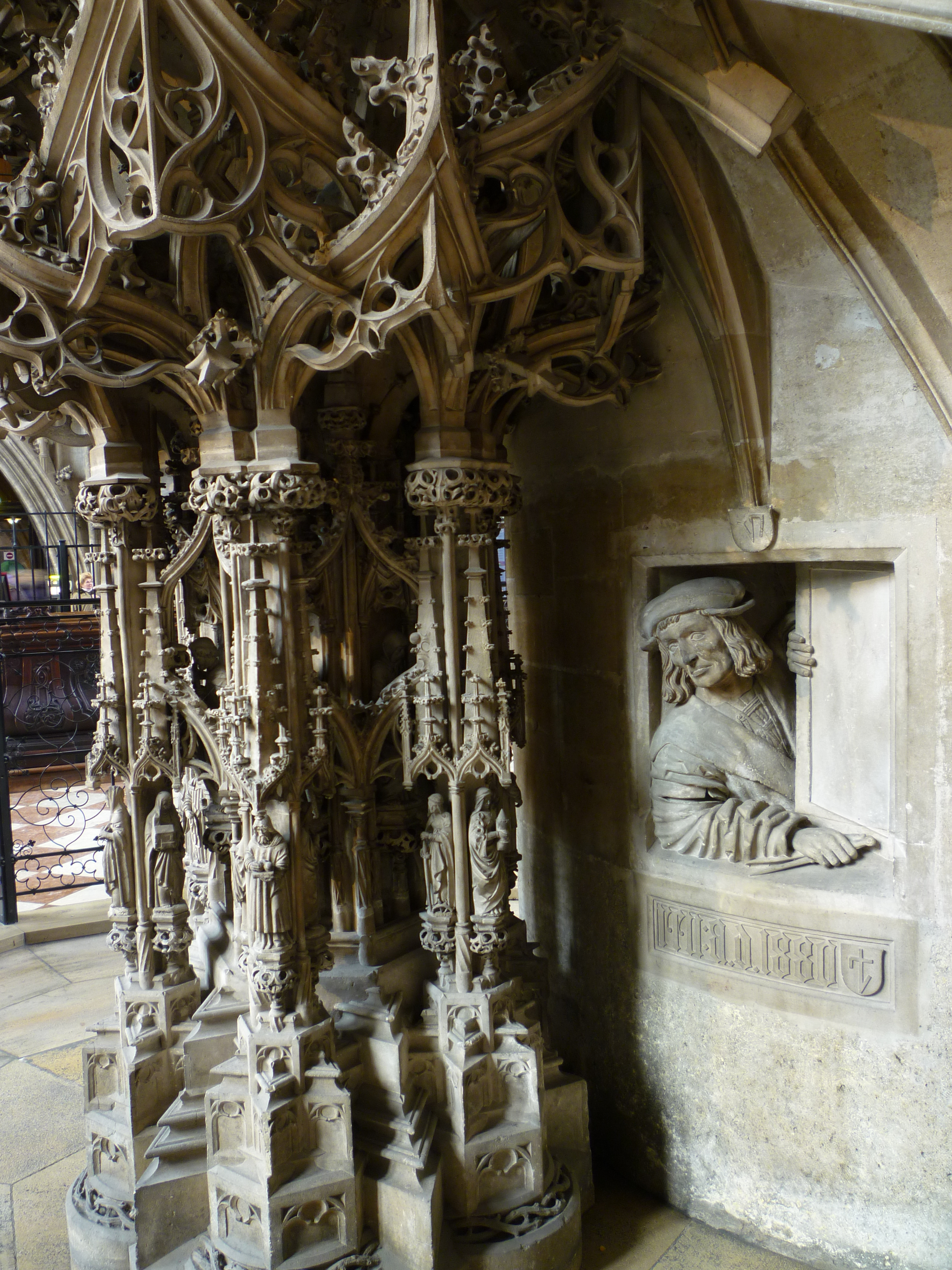
Kanzelfuß und Fenstergucker
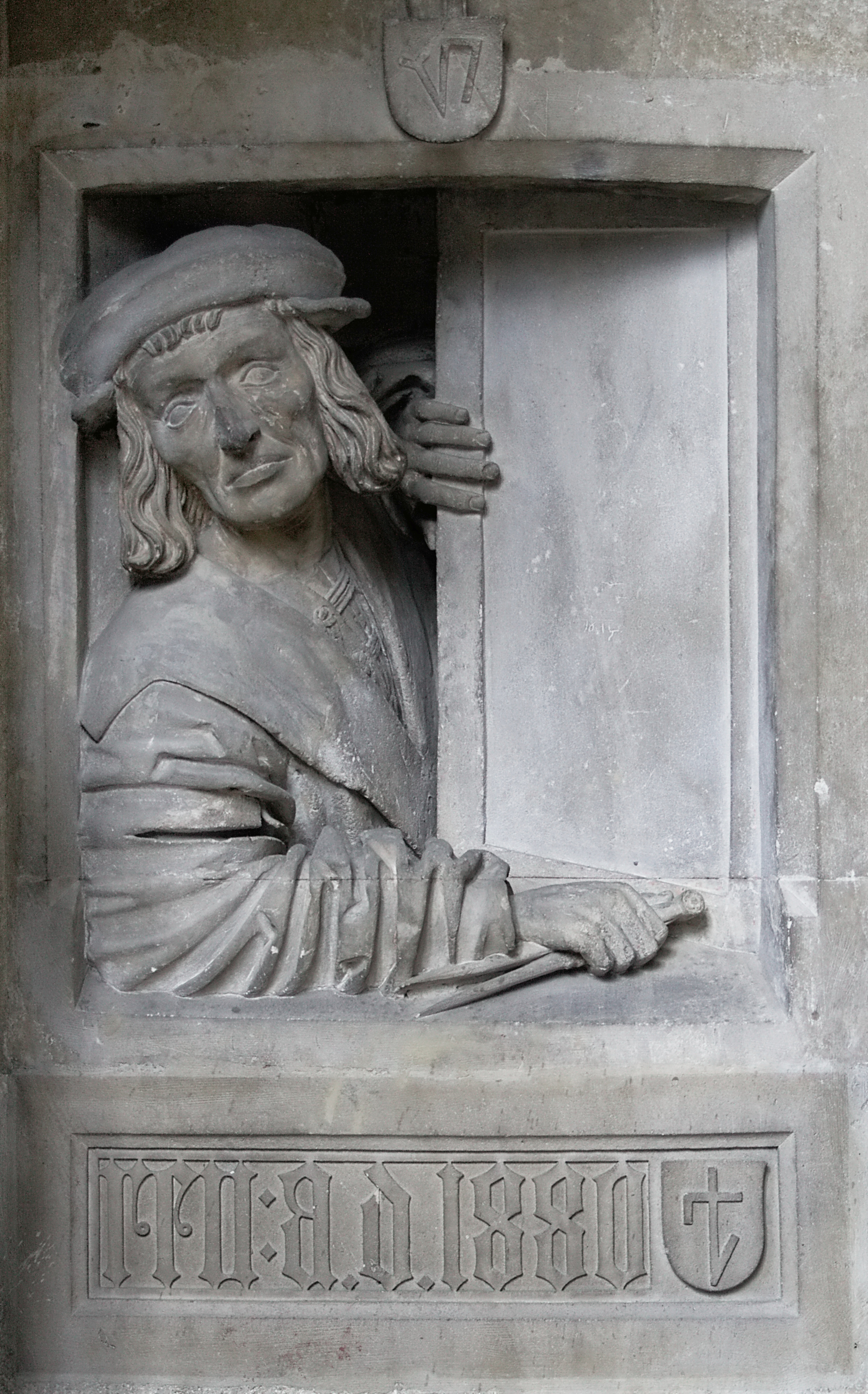
Der Fenstergucker unterhalb der Kanzel

### Kaiserliches Oratorium

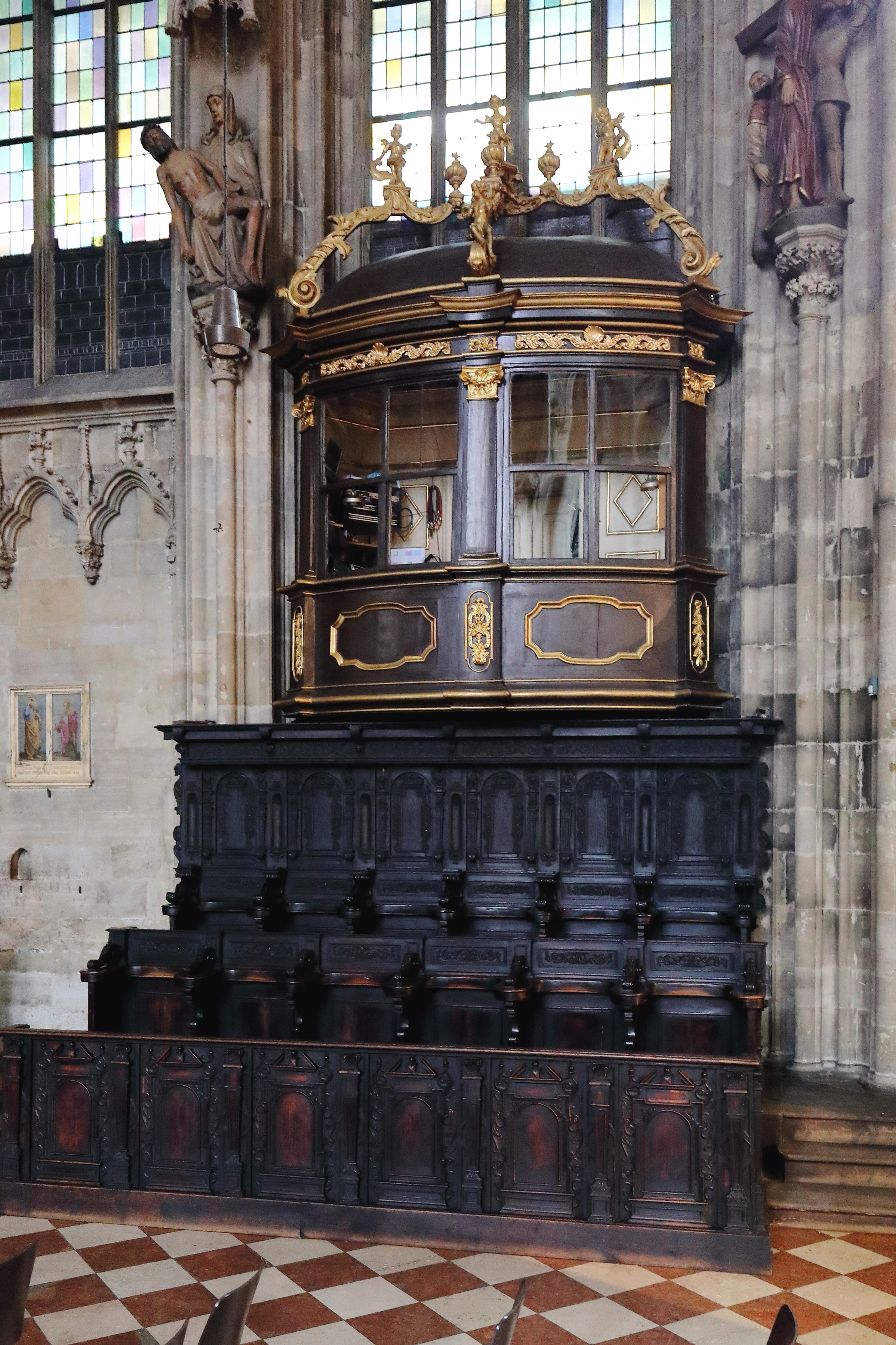
Das Kaiseroratorium

Das zweite große vollendete Werk von Johann Jacob Pock im Dom war das im Jahre 1644 begonnene kaiserliche Oratorium, das im Auftrag der Stadt Wien gebaut wurde. Die erste Zahlung für die Steinmetzarbeit erfolgte am 16. April 1644 mit Gesamtkosten von 1.100 fl. Der Oberkämmerer notierte im Rechnungsbuch im März 1646 den Abschluss der Arbeiten. Die Stadt war mit der Arbeit zufrieden, sie überreichte Meister Pock einen silber vergoldeten pecher sambt deckhl mit gestochenen wäppels wegen seines mit vleiß gemachten arbeit.
Von der Domherren-Sakristei erreicht man über eine geschwungene Treppe den Gebetsraum des Kaisers. Die Stufen sind aus härtestem Kaiserstein, aus dem Steinbruch beim Haus („Hausbruch“), Pächter war der kaiserliche Hofbildhauer Pietro Maino Maderno. Das Oratorium wurde von Kaiser Ferdinand III. erstmals betreten.

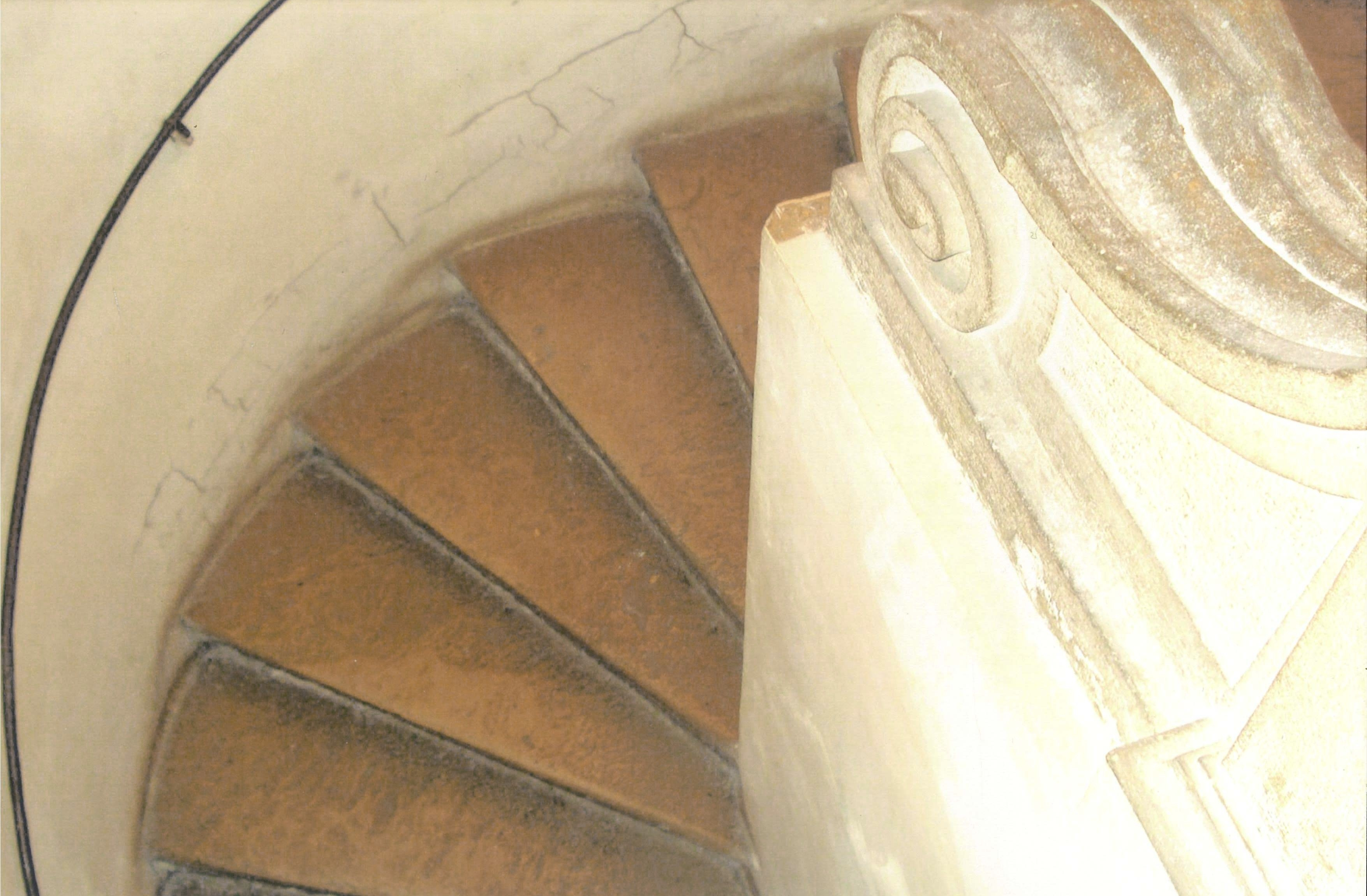
Stufen zum Oratorium aus hartem Kaiserstein
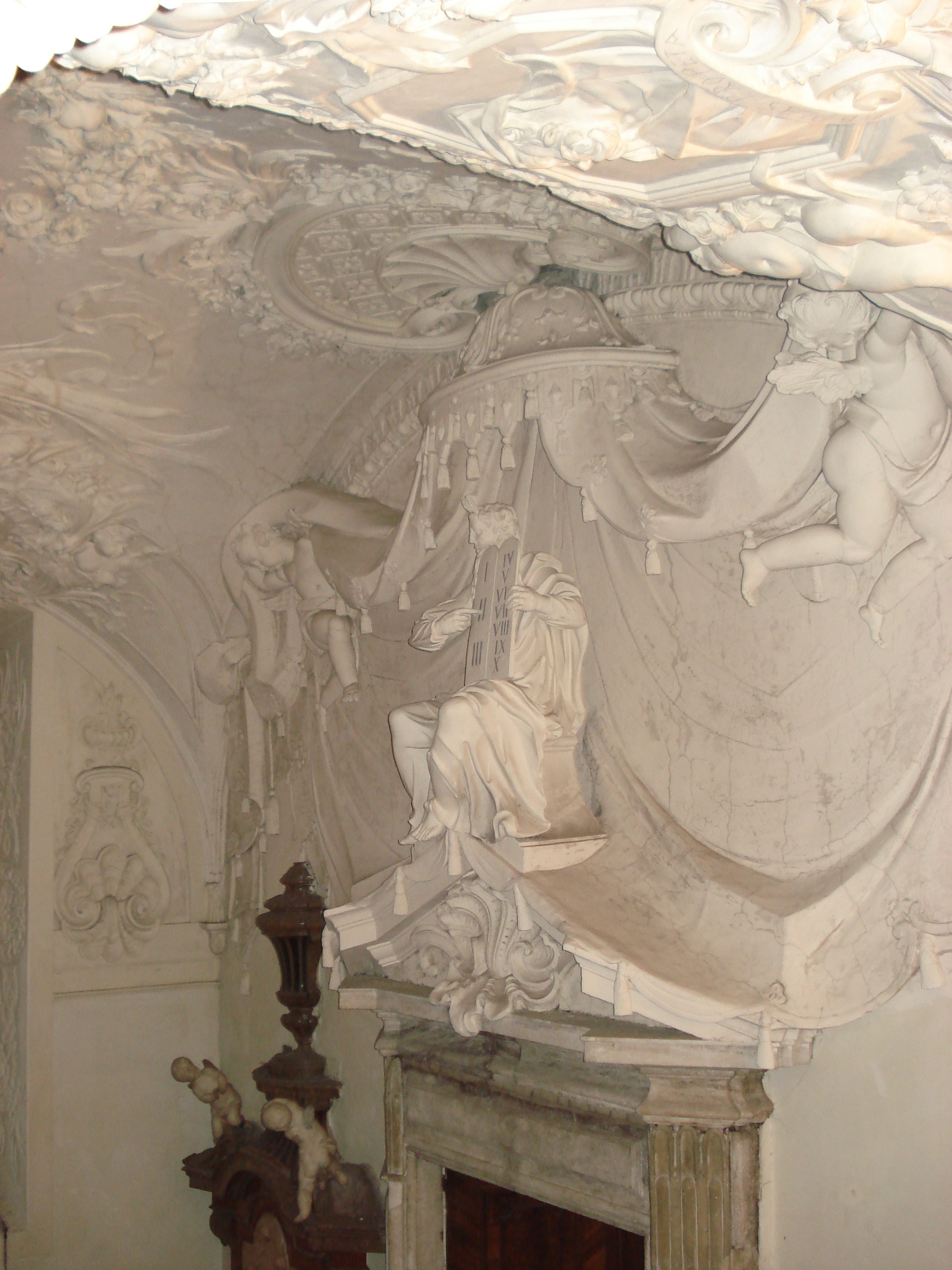
Blick in die Sakristei, Moses mit den Gesetzestafeln
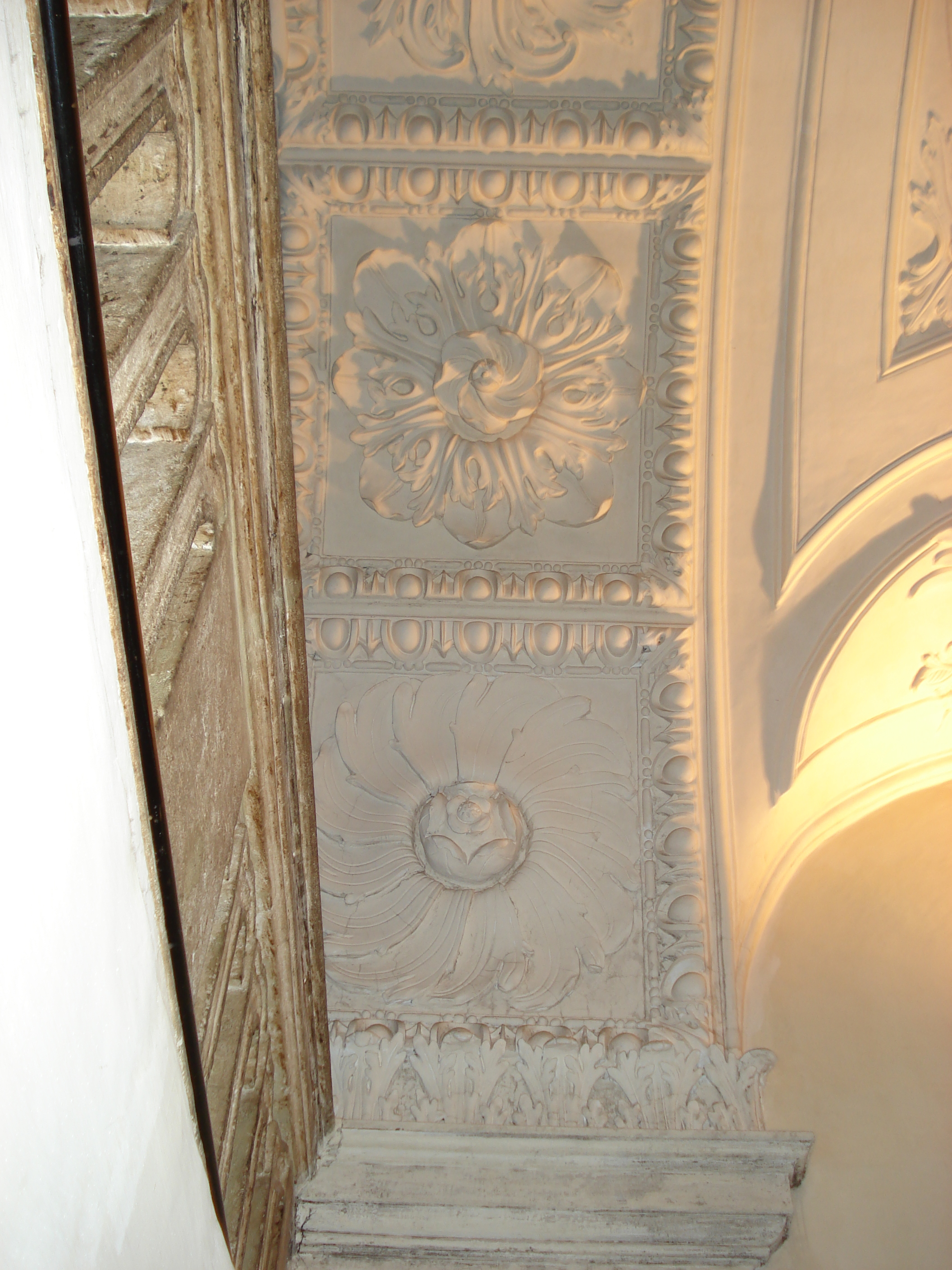
Blick nach oben, Balustraden, Stuckatur

### Kapellen

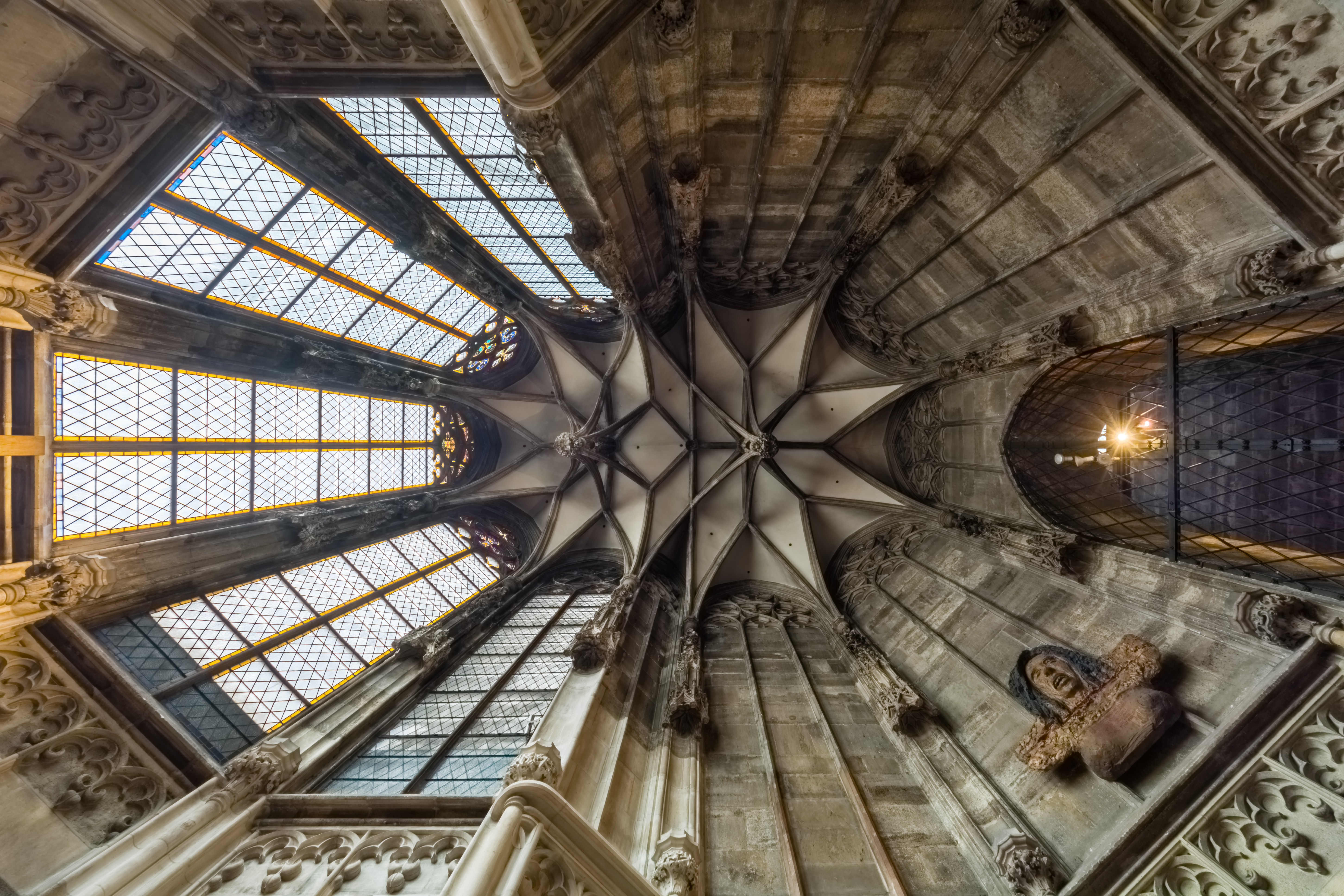
Gewölbe der Barbarakapelle mit hängenden Schlusssteinen

Der Dom ist mit mehreren kunsthistorisch bedeutenden Kapellen ausgestattet.
Auf der Westseite des Doms befinden sich vier Kapellen, die auf den gotischen Ausbau unter Herzog Rudolf IV. in der zweiten Hälfte des 14. Jahrhunderts zurückgehen, und zu Beginn des 15. Jahrhunderts fertiggestellt wurden. Zwei befinden sich an der nordwestlichen (linken) und zwei auf der südwestlichen (rechten) Ecke des Doms, die jeweils übereinander angeordnet sind.
- Im Erdgeschoß befinden sich die Prinz-Eugen-Kapelle und die Eligiuskapelle.
- Im ersten Stock über diesen beiden Kapellen befinden sich zwei weitere Kapellen, die Valentins- und die Bartholomäuskapelle.
- Zwei bedeutende – ebenso symmetrisch angeordnete – gotische Kapellen befinden sich außerhalb des Langhauses, jeweils östlich der beiden gotischen Haupttürme des Doms, die Katharinen- und die Barbarakapelle.

#### Kreuz- bzw. Prinz-Eugen-Kapelle

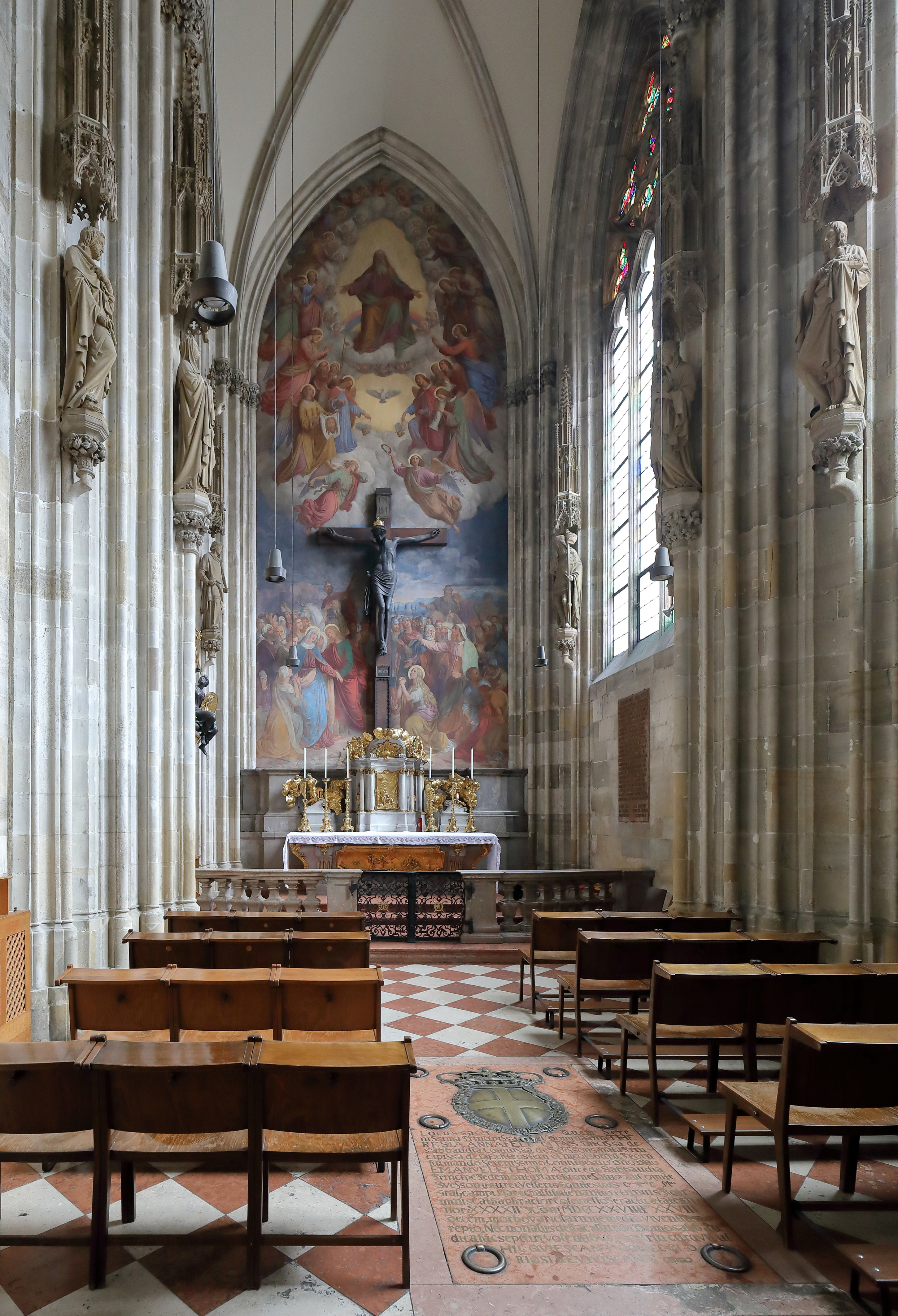
Die Kreuzkapelle mit der Prinz-Eugen-Gruft

Die untere von den an der Nordwestecke des Doms befindlichen Kapellen ist unter verschiedenen Namen bekannt. Als Moranduskapelle nach dem Patrozinium, als Kreuzkapelle nach dem dort befindlichen spätgotischen Kreuz, als Tirnakapelle nach der Familie von Tirna die die Kapelle im 14. Jahrhundert erbauen ließ und auf der Außenfront der Kapelle gleich dreifach ihr Wappen verewigte, später als Liechtenstein- oder Savoyenkapelle nach den Familien, die dort das Patronat ausübten, oder als Prinz-Eugen-Kapelle, nach dem dort befindlichen Grabmal des wohl berühmtesten österreichischen Feldherren, Prinz Eugen von Savoyen-Carignan (* 1663, † 1736). Den Ort seiner letzten Ruhestätte hatte Prinz Eugen nicht Kaiser Karl VI. zu verdanken, sondern Prinzessin Maria Theresia Anna Felizitas von Liechtenstein, der Gattin seines Neffen Emanuel Thomas Herzog von Savoyen-Carignan, Graf von Soissons. Sie ließ nach dem frühen Tod ihres Gatten 1729 die Grablege für ihn und weitere Angehörige des Hauses Savoyen einrichten, stiftete die in den Boden eingelassene Steinplatte, die den Zugang zur Gruft abschließt, und den 1731 geschaffenen barocken Altar mit dem spätgotischen Kreuz darüber. 1754 gab sie das Marmor-Epitaph für ihren Gatten und für Prinz Eugen an der südlichen Seitenwand der Kapelle in Auftrag. Ausführende Künstler waren Joseph Wurschbauer als Bildhauer und Goldschmied sowie Gabriel Steinböck als Steinmetz.

#### Eligiuskapelle
Die untere von den an der Südwestecke des Doms befindlichen Kapellen, die sich rechts vom Riesentor befindet, weist zwei interessante Schlusssteine aus dem 14. Jahrhundert auf: Eines zeigt Christus als Schmerzensmann, das andere Maria mit Kind. Dort befindet sich auch der einzige erhaltene gotische Flügelaltar, der für die Domkirche selbst angefertigt wurde. Es ist dies der Valentinsaltar, der dem Heiligen Bischof Valentin gewidmet ist, daher ursprünglich für die Valentinskapelle des Doms geschaffen wurde. Weiter befinden sich dort die „Hausmuttergottes“ (um 1330) aus dem aufgelassenen Himmelpfortkloster und verschiedene Pfeilerfiguren aus dem 14. Jahrhundert. Die Kapelle steht ausschließlich Betenden zur Verfügung.

#### Valentinskapelle

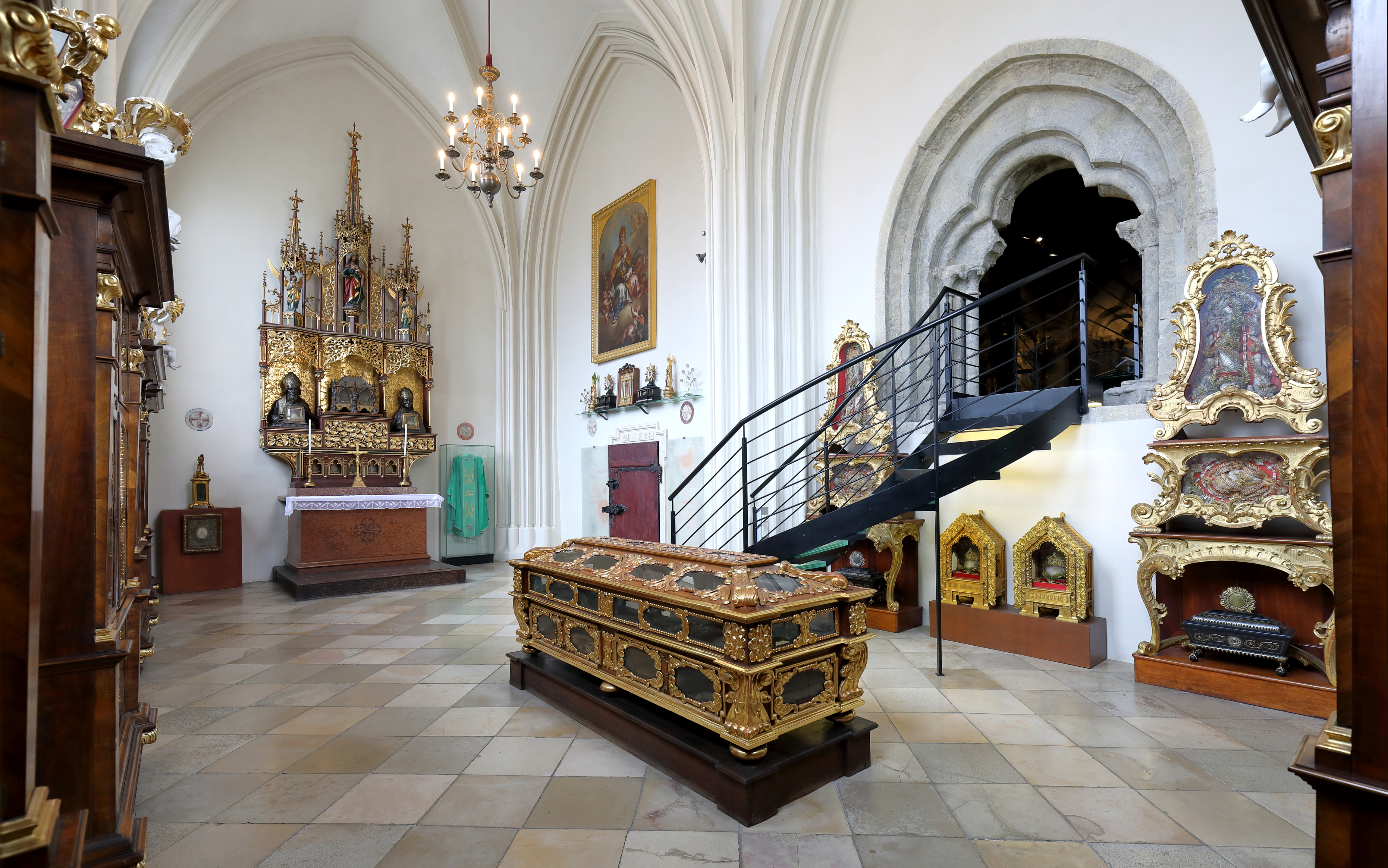
Die Valentinskapelle mit dem 2012/13 geschaffenen Zugang zur romanischen Turmkammer

Sie liegt links vom Riesentor direkt über der Prinz-Eugen-Kapelle neben dem nördlichen Heidenturm und wurde um 1480 fertiggestellt. In ihr wird die bedeutende Sammlung von Reliquien des Doms aufbewahrt, die in ihren Anfängen auf Herzog Rudolf IV. zurückgeht. In der Mitte des Raumes steht der Sarkophag mit den Gebeinen des Heiligen Valentin. Bei Restaurierungsarbeiten im November 2012 wurden in der Kapelle Weihekreuze, aber auch eine Reihe gleichzeitig (im noch feuchten Putz) angebrachten Kritzeleien (Graffiti) aus der Zeit der Tage vor dem Nikolaustag 1479 (profestum nicolai) entdeckt. Die Weihekreuze deuten auf eine Weihe dieser Kapelle (oder zumindest deren Vorbereitung) für das Jahr 1479 hin, eine weitere Weihe ist für 1507 belegt. Die Graffiti zeigen Narrenhüte, Wappen, Namensteile und den Satz manus beanorum maculant loca sactorum (lat.: „Die Hände der Beani beflecken die heiligen Orte“) und belegen, dass im Raum der Kapelle zu dieser Zeit ein studentisches Initiationsritual, eine Deposition stattgefunden hat: Als Name des Betroffenen ist Jeronymus Kisling, ein Sohn aus einer Wiener Handelsfamilie, späteres Stadtratsmitglied und Leiter der Wiener Fuggerfaktorei genannt.

#### Bartholomäuskapelle
Die Bartholomäuskapelle, auch „Königs- oder Herzogskapelle“ genannt, ist eine ehemalige Michaelskapelle und liegt auf der südlichen (rechten) Seite des Kirchenschiffes direkt über der Eligiuskapelle, neben dem südlichen Heidenturm. Ihre bedeutendsten Ausstattungsstücke, die sog. „Habsburger-Fenster“ mit mittelalterlichen Darstellungen von Vertretern des österreichischen Herrscherhauses, befanden sich seit 1887 im damals neu errichteten Historischen Museum der Stadt Wien und im Museum für angewandte Kunst. 2011 wurde das erste dieser Fenster von der Stadtverwaltung an den Dom retourniert, 2022 wurde der Einbau der ursprünglichen Fenster in der Bartholomäuskapelle fortgesetzt. Zum Schutz der Fenster wurden spezielle Gläser angefertigt und es werden die klimatischen Bedingungen laufend überwacht; die Stellen noch nicht eingebauter oder verlorener Scheiben wurden vorläufig mit abdunkelnden Folien beklebt, um Blendung durch zu viel Helligkeit zu vermeiden. Der Einbau der Fenster wurde 2024 abgeschlossen. Erwähnenswert sind die beiden gotischen Schlusssteine, die jeweils den Erzengel Michael zeigen, einmal mit der Seelenwaage und einmal als Drachenbezwinger.
Ein anderes Fenster in dieser Kapelle ist das „Michaelsfenster“: Bei diesem neunteiligen Fenster, das eine Darstellung des Hl. Michael zeigt, ist nur der obere Teil und im mittleren Geschoß das rechte Drittel im Original aus der Zeit um das Jahr 1398 vorhanden. Zwei Scheiben im mittleren Teil sowie die drei verlorenen Scheiben des unteren Fenstergeschoßes wurden nach dem Bildprogramm des Fensters fortgeführt, welches mit dem originalen rechten Drittel des Mittelgeschoßes eindeutig auf eine Michaelsdarstellung deutet: Erkennbar sind ein Flügel und ein Teil der Seelenwaage mit den Verdammten. Das Michaelsfenster wurde in den fehlenden Teilen mit zeitgenössischen Entwürfen von Peter Baldinger ergänzt. Die neuen Glasscheiben fertigte Baldinger in der Glaswerkstatt des Stiftes Schlierbach gemeinsam mit der Glasbildnerin Kyra Kleinschmidt. Das komplettierte Fenster wurde Ende April 2025 öffentlich vorgestellt.

#### Katharinen- bzw. Taufkapelle

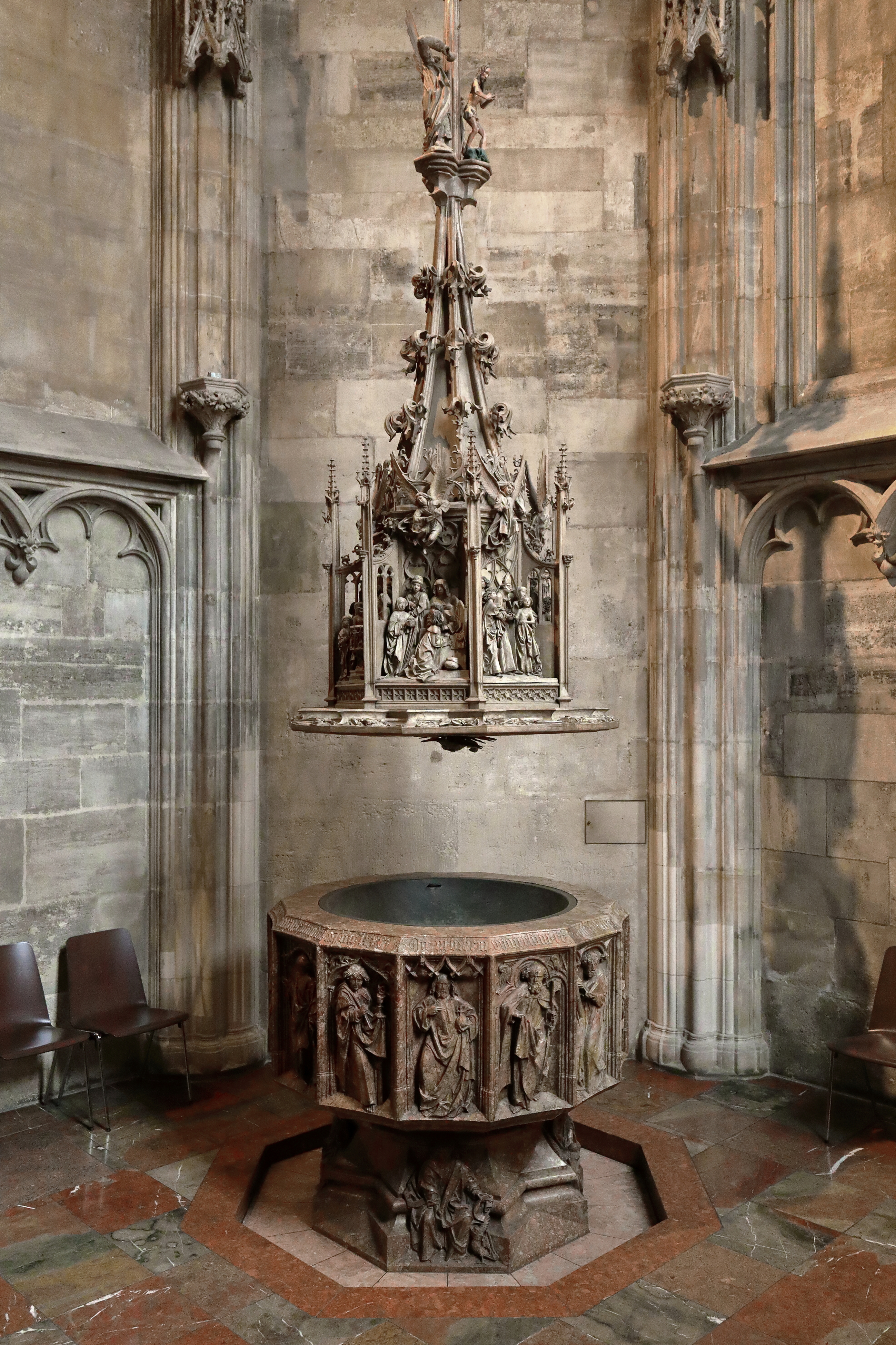
Taufstein in der Katharinenkapelle

Die 1395 geweihte Katharinen- oder Taufkapelle liegt auf der südlichen Seite des Apostelschiffes unmittelbar neben dem (hohen) Südturm. Sie wurde wohl zu Ehren der Gemahlin von Herzog Rudolf IV., Katharina von Luxemburg so benannt, ist achteckig und hat einen hängenden Schlussstein. In ihr steht auch der Taufstein aus rotem Adneter Marmor, der 1481 fertiggestellt wurde. Der Taufstein hat einen achteckigen Fuß, über dem sich ein vierzehnseitiges Taufbecken befindet, die Krone (Taufkrone, Deckel des Taufsteins) ist siebeneckig. In lebendigen spätgotischen Darstellungen werden die Sieben Sakramente, die Evangelisten und Szenen aus dem Leben Christi dargestellt. Um 1994 wurde der Taufstein so verschoben, dass er schon beim Eintreten in das Primglöckchentor unterhalb des Südturms gesehen werden kann. Die Beleuchtung der Kapelle wurde als Abschluss der Arbeiten an der neuen Beleuchtungsanlage des Domes ebenfalls erneuert.
In der Kapelle befindet sich das Epitaph und die Grabplatte des ersten Fürstbischofs von Wien, Anton Franz Wolfrath (1582–1639). Die Inschrift auf der Grabplatte lautet „Fui Abbas Episcopus Princeps. Sum Pulvis Umbra nihil. MDCXXXIX.“ – „Im Leben war ich Abt, Bischof, Fürst - Nun bin ich Staub, Schatten, Nichts. 1639“.
Gegenüber dem Eingang zur Kapelle befinden sich die Reste des Türkendenkmals.

#### Barbarakapelle
Die 1447 geweihte Barbarakapelle liegt auf der nördlichen Seite außerhalb des Frauenschiffes des Doms auf der Ostseite des Nordturms. Sie war ursprünglich dem Patronat des heiligen Urbanus unterstellt und besitzt hängende Schlusssteine. In den Balken des dort befindlichen spätgotischen Kreuzes aus der Zeit um 1470, das aus der Pfarrkirche in Schönkirchen in Niederösterreich stammt, ist ein Reliquienbehälter mit Asche aus dem Konzentrationslager Auschwitz eingesetzt, ein weiterer mit Erde aus dem Konzentrationslager Mauthausen. In ihr befindet sich eine von Alfred Hrdlicka geschaffene Büste der seligen Märtyrin Sr. Maria Restituta Kafka, einem Opfer des Nationalsozialismus.
Gegenüber der Barbarakapelle befindet sich in der Turmhalle das Original des Zahnwehherrgottes, ein gotischer Schmerzensmann. Die gotische Steinfigur befand sich ursprünglich außerhalb des Domes an der Stirnseite des Mittelchores. Seit 1960 wird sie dort durch eine Kopie ersetzt. Der Legende nach hätten sich Studenten über den Schmerzensmann lustig gemacht, da er aussehe, als habe er Zahnweh, woraufhin sie heftiges Zahnweh bekommen und Abbitte hätten leisten müssen.

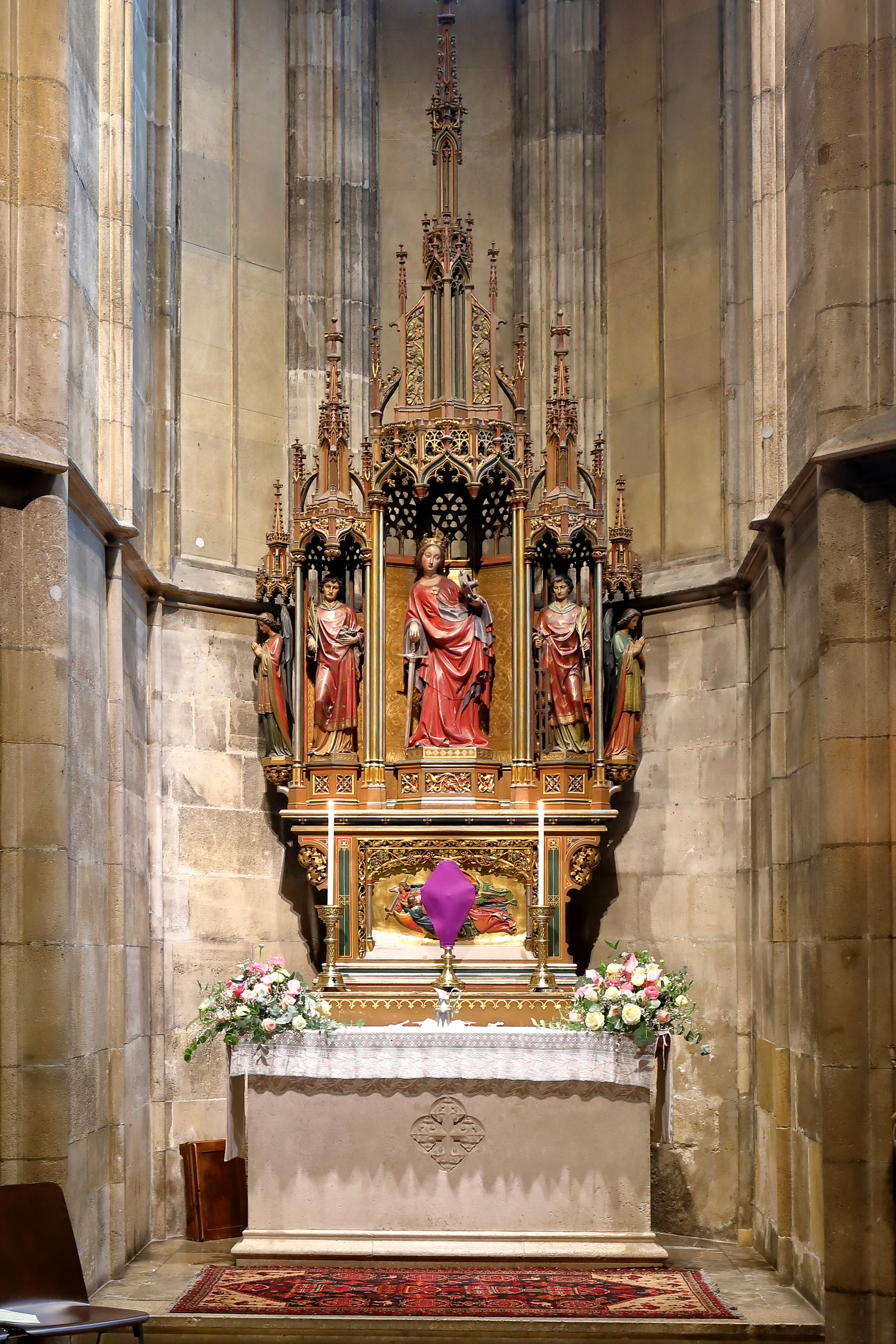
Katharinenkapelle
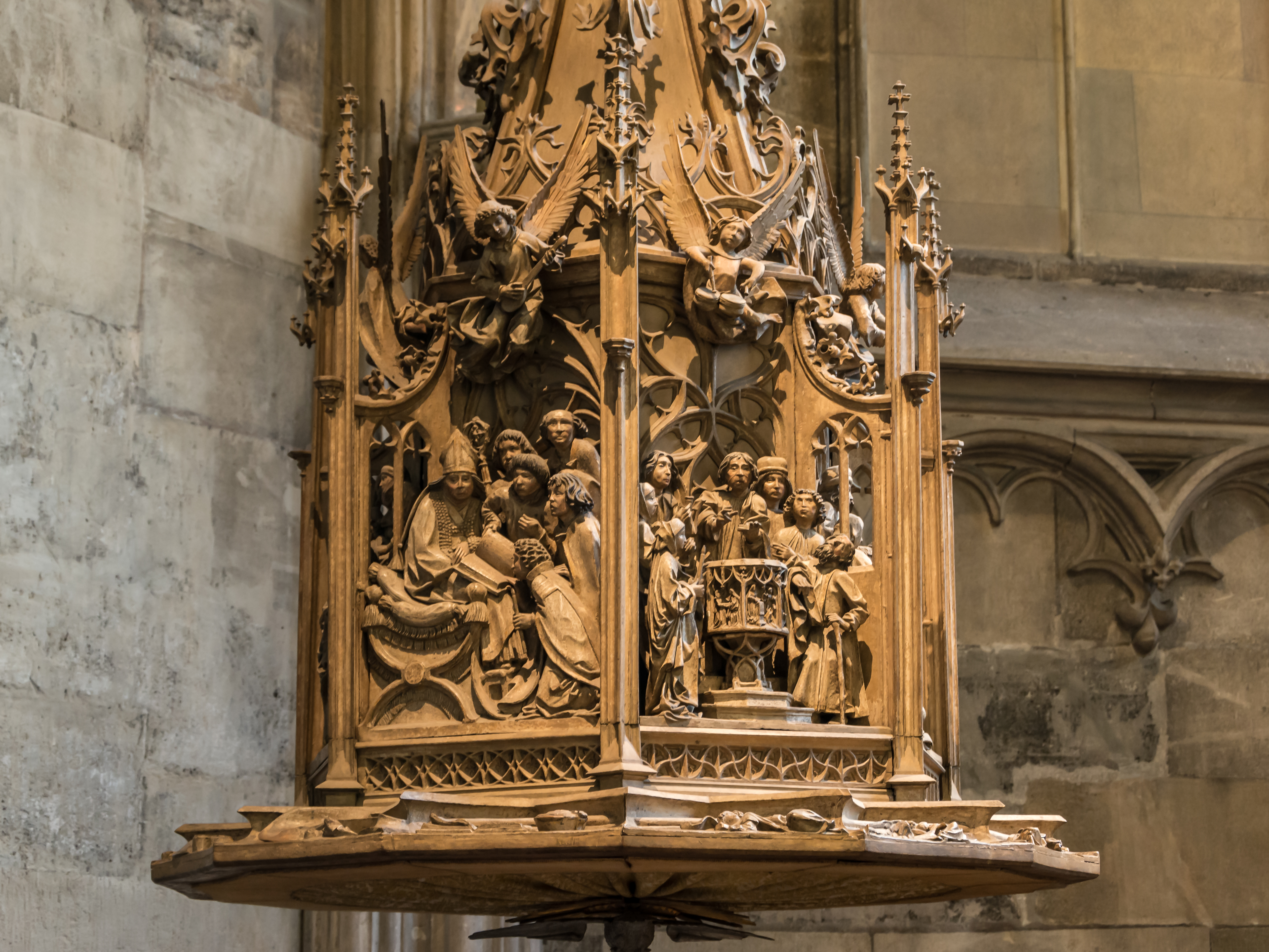
Detail der Taufkrone mit der Darstellung der Sakramente Priesterweihe und Taufe
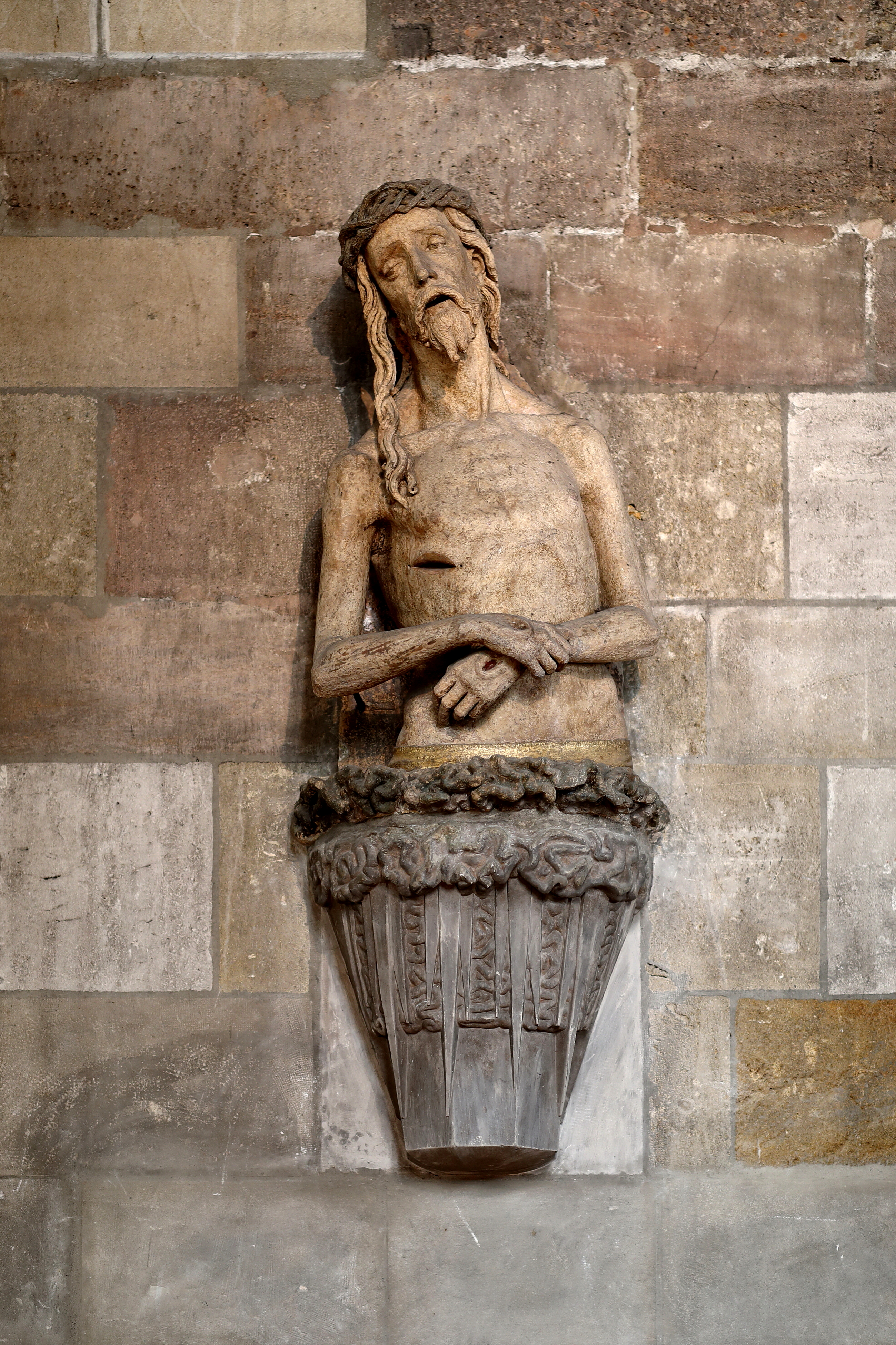
Der „Zahnwehherrgott“ in der nördl. Turmhalle (Original)
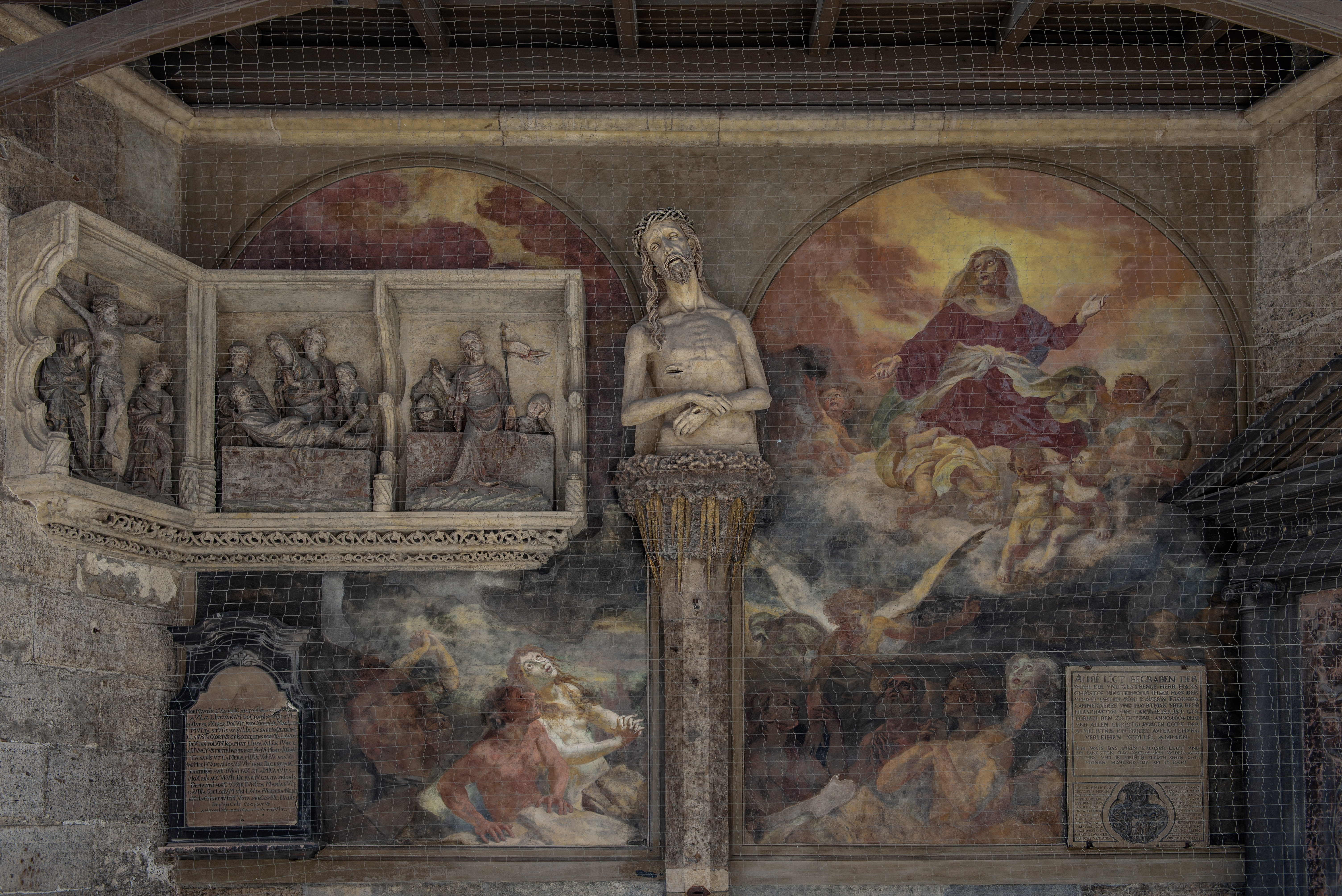
Der „Zahnwehherrgott“ an der Außenseite des Stephansdoms

### Sakristeien
Im Dom bestehen zwei Sakristeien.

#### Obere Sakristei
Die „Obere Sakristei“ liegt am östlichen Ende des Doms im Norden, wurde im 17. Jahrhundert erweitert und im ersten Viertel des 18. Jahrhunderts eingerichtet. Geschmückt ist der Raum mit Fresken des bedeutenden Barockmalers Martino Altomonte (* 1657, † 1745), der gemeinsam mit Johann Michael Rottmayr (* 1654, † 1730) als Begründer der selbständigen Barockmalerei im heutigen österreichischen Raum gilt. Die Fresken zeigen Szenen aus dem Leben des Heiligen Stephanus. Auch befindet sich dort ein Marmorbrunnen aus dem Jahre 1718.

#### Untere Sakristei
Die „Untere Sakristei“ befindet sich an der Westseite des Südturms, wurde anstelle eines gotischen Sakristeiraumes errichtet und besteht aus zwei Räumen.
Der erste Raum ist mit wertvollem Stuckdekor von Antonio Tencala ausgestattet, das Deckengemälde hat das Opfer des biblischen Propheten Elias und Das Gottesurteil auf dem Karmel zum Inhalt und stammt von dem bedeutenden Barockmaler Martino Altomonte. Umrahmt wird es von Stuckbildern verschiedener Propheten. An der Stirnseite des Raumes befindet sich ein großes gotisches Holzkruzifix aus der Zeit um 1420. Die Figuren von Maria und Johannes wurden 1768 von Franz Xaver Messerschmidt geschaffen.
Der zweite Raum, die Bischofs- bzw. Domherrensakristei, ist gleichfalls mit ähnlichem Stuckdekor und mit einem Deckenfresko von Martino Altomonte (um 1730) geschmückt, das die Schlüsselübergabe an Petrus darstellt. Die kleinen Deckenmedaillons zeigen die vier Evangelisten und die Verkündigung an Maria. Über der Eingangstüre befindet sich eine Figur der Ekklesia. Erwähnenswert ist auch das originale barocke intarsierte Mobiliar der Sakristei.
Der Bau dieser Sakristei ist außen nicht reich verziert, die Mauer ist glatt gehalten, nur ein Gesims und der Sockel sind erstellt. Diese Fassade wurde 2024 von den schwarzen Sinterkrusten gereinigt und das Mauerwerk entsalzt.

### Kapitelsaal
An der Südseite des Doms liegt der Kapitelsaal, der auch „Heiltumsakristei“ genannt wird, da sich dort in früherer Zeit der umfangreiche Reliquienschatz von St. Stephan befand. An der Außenseite des Kapitelsaales wurde 1942 eine künstlerisch bedeutende Wandmalerei des 15. Jahrhunderts entdeckt. Heute ist der Saal Sitzungsraum des 12-köpfigen Domkapitels.

### Türkendenkmal
Das Türkendenkmal, auch Türkenbefreiungsdenkmal genannt, wurde 1894 anlässlich der 200-Jahr-Feier der abgewehrten Zweiten Wiener Türkenbelagerung des Jahres 1683 enthüllt. Die Entwürfe stammten von Edmund Hellmer. Das Denkmal wurde 1945 beim Brand des Doms durch das Herabstürzen der alten Pummerin zerstört und danach in fragmentarischer Form wieder aufgebaut. Einige zerstörte Figuren des Denkmals sind noch im Lapidarium in der Unterkirche zu sehen.

### Epitaphe
Sowohl innen als auch außen ist die Wand des Doms mit Epitaphen bedeckt. Sie wurden aus dem Friedhof um den Dom (dem Stephansfreithof) genommen, der 1760 aufgelassen wurde. Unter anderem finden sich Epitaphe für den Humanisten Johannes Cuspinianus, den Arzt und Universitätsrektor Paul Sorbait, für Georg Slatkonia, den ersten Bischof von Wien, und den Gegenreformator Kardinal Melchior Khlesl, weiters für die Steinmetzmeister Franz Hieß und Johann Georg Prunner.
Eines der größten Epithaphe an der Außenwand des Südchors zeigt Christus am Ölberg und beruht auf einer Stiftung des Wiener Kaufmanns Lienhard (Leonhard) Lackner. Er war ein angesehener Kaufmann aus Wiener Neustadt, der 1496 nach Wien übersiedelt war und 1511 mit einigen Partnern eine Handelsgesellschaft gegründet hatte. Diese Gesellschaft dominierte den Handel mit Venedig und machte ihn zu einem reichen Mann. Seine Gattin Barbara starb 1501, er selbst verstarb 1517. Links vom Epitaph befindet sich eine Lichtsäule zum Andenken an seine Frau Barbara, rechts vom Epitaph ein Andachtsbild an Leonhard Lackner mit einer Inschrift, die an beide Gattinnen Lackners erinnert (seine zweite Frau Magdalena überlebte ihn bis 1555). Sein Sohn Franz ließ ebenfalls ein Epitaph neben jenem seiner Eltern errichten. Dieses stellt Christus in der Vorhölle dar.

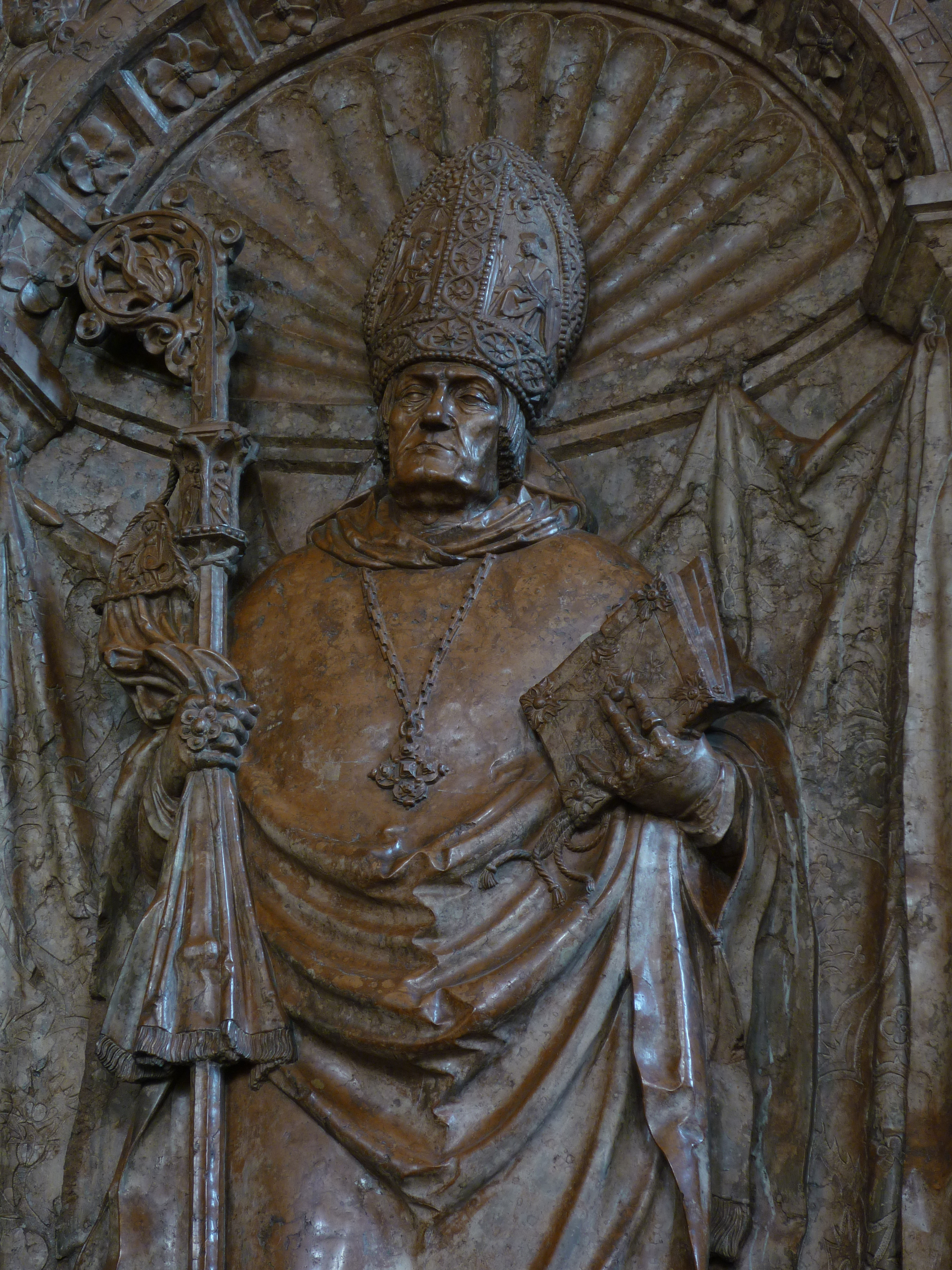
Epitaph des Bischofs Georg von Slatkonia, Loy Hering zugeschrieben
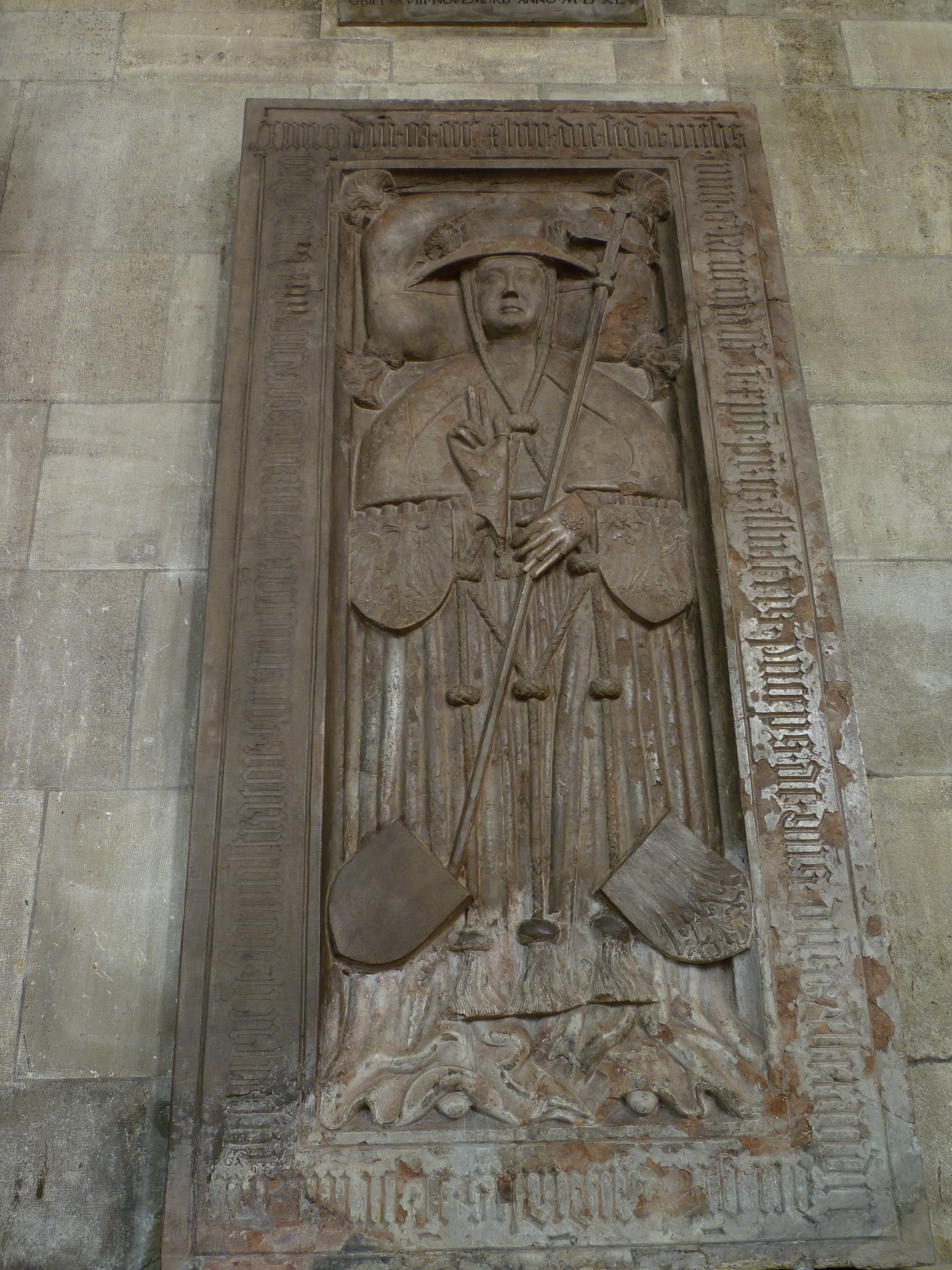
Epitaph des Kardinals Aleksander Mazowiecki
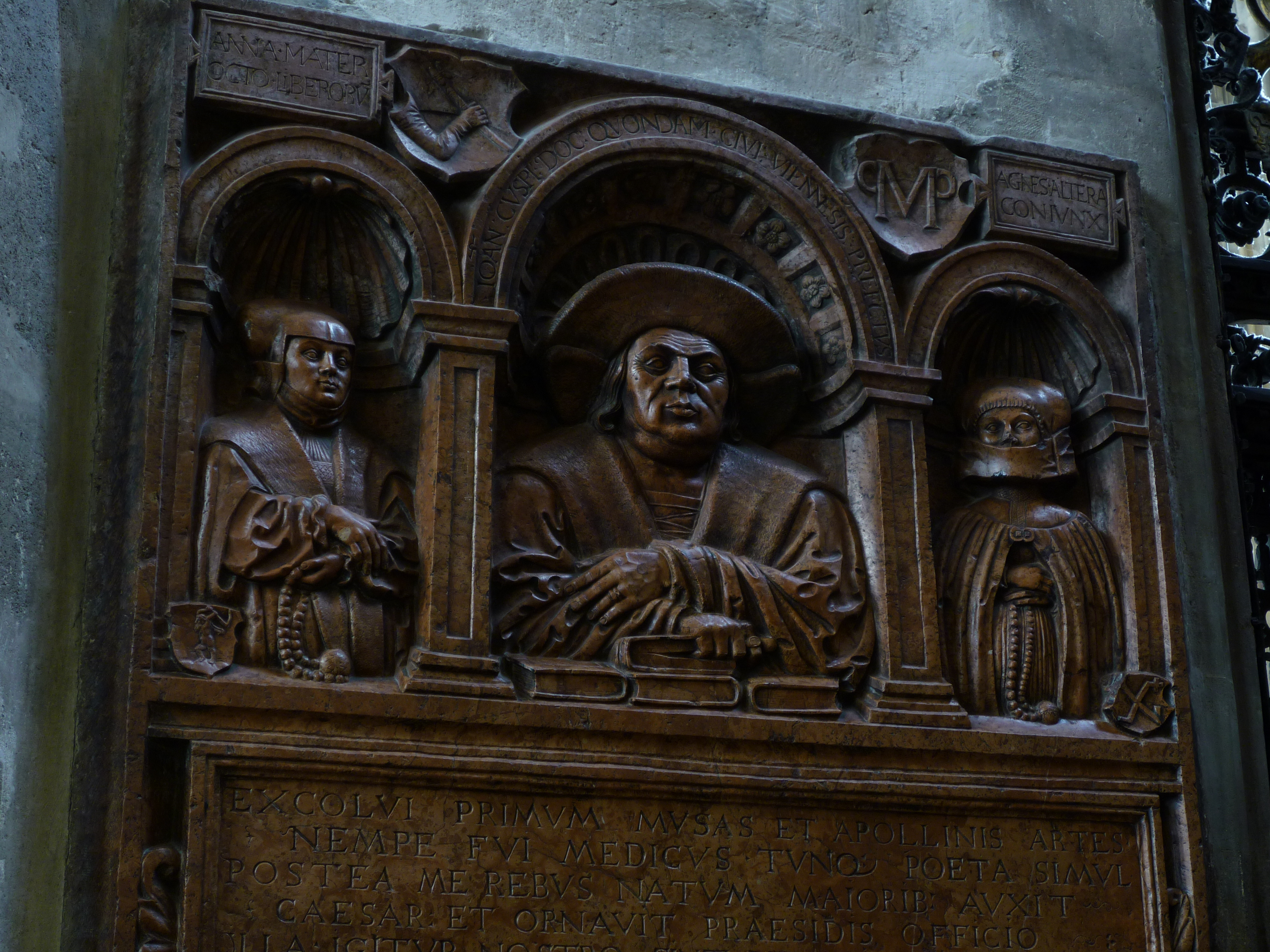
Epitaph des Dichters und Diplomaten Johannes Cuspinianus
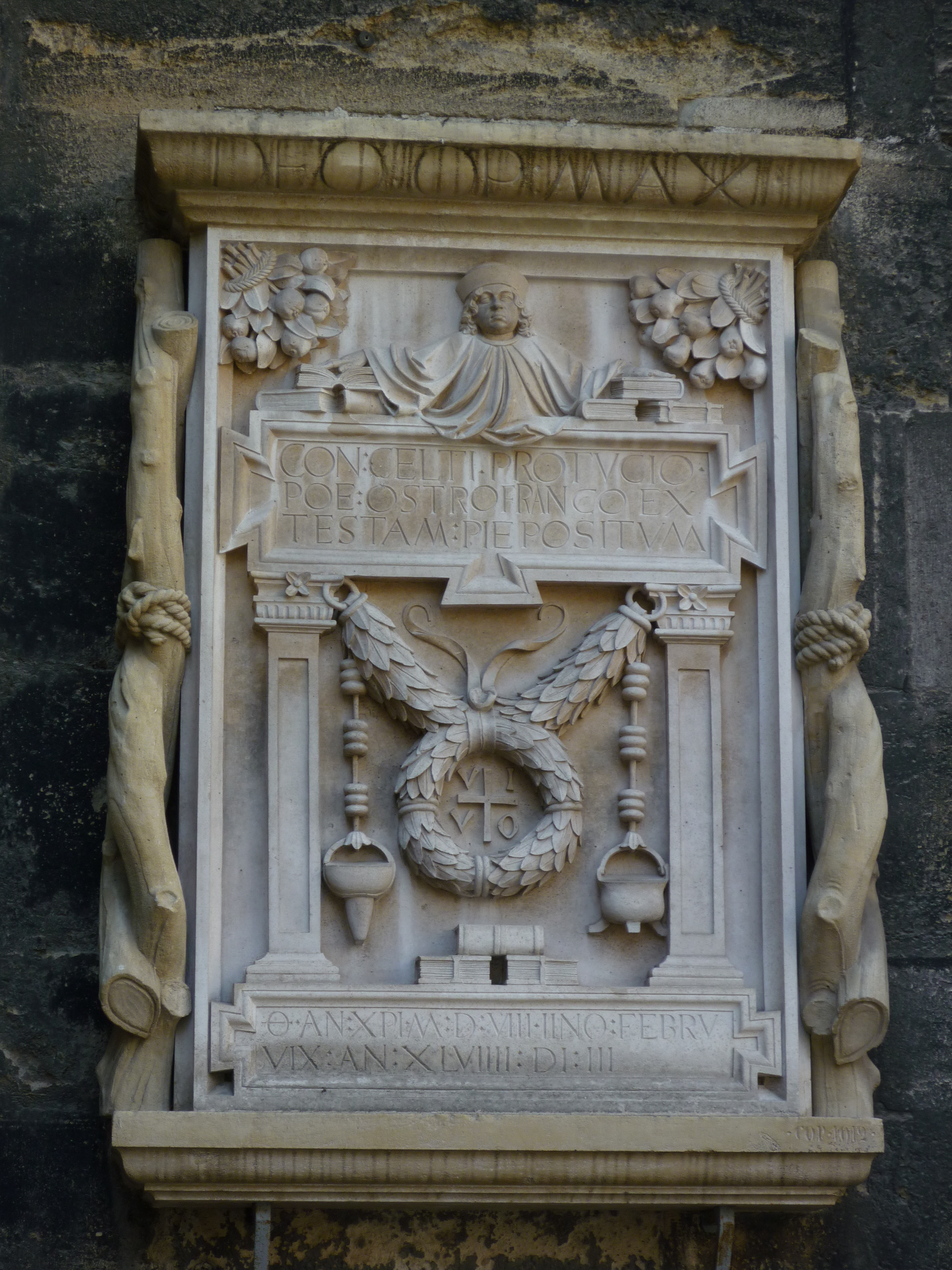
Epitaph des Dichters Conrad Celtis
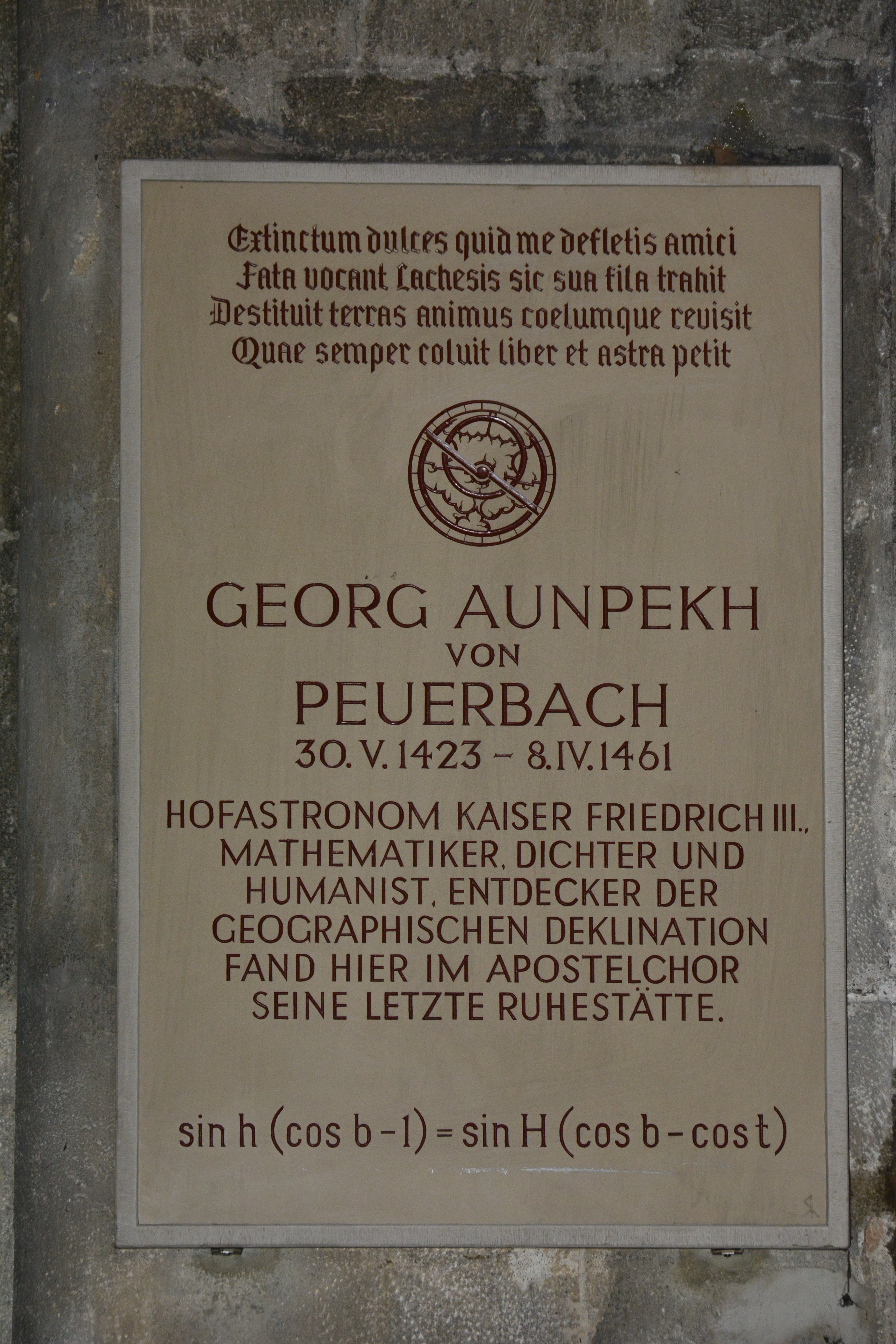
Epitaph des Astronomen Georg von Peuerbach
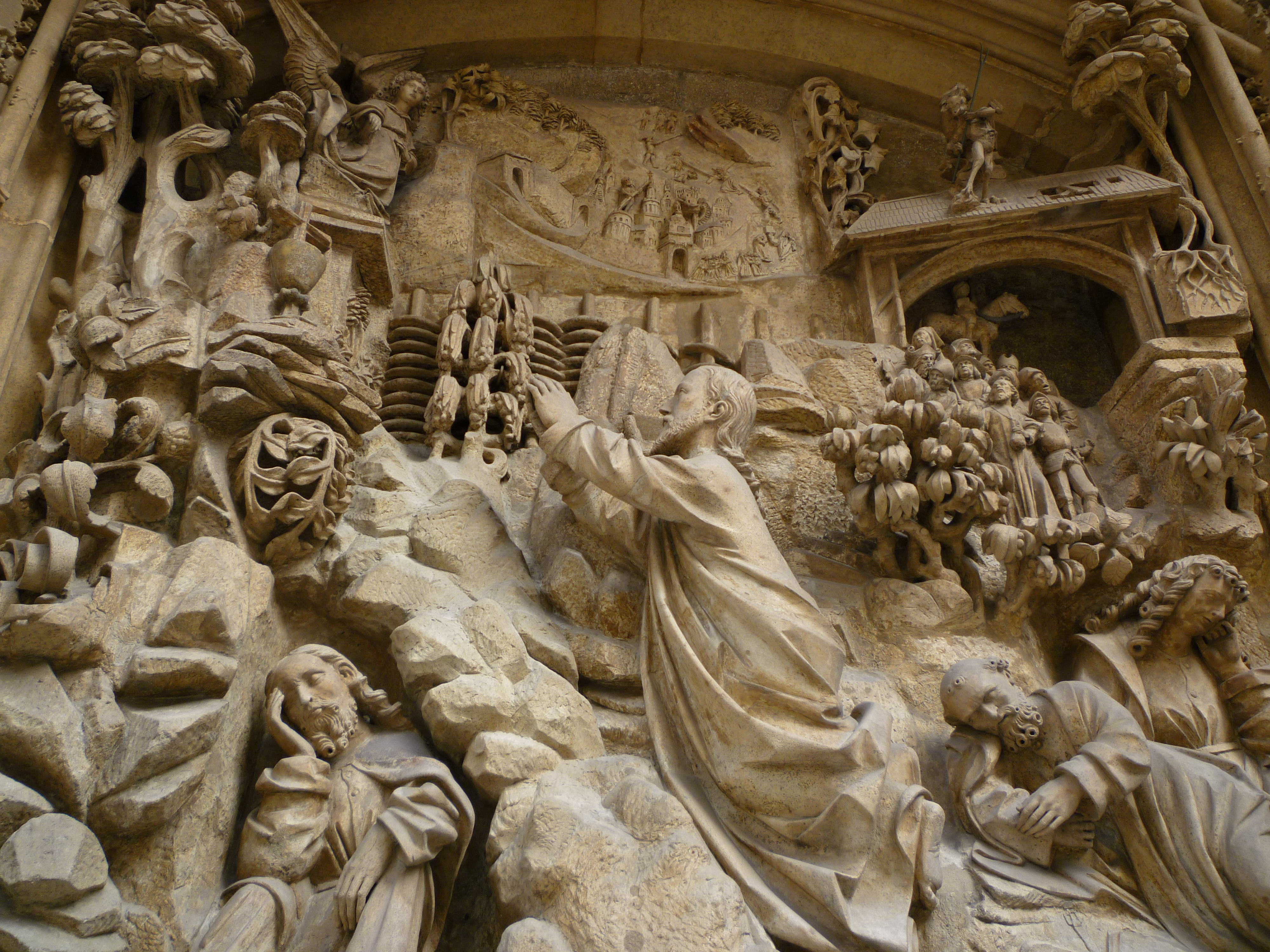
Lacknerscher Ölberg: Christus in Getsemani

Ein weiteres Epitaph liegt in der sogenannten „Straub’schen Nische“. Es erinnert an Hans Straub († 1540) und ist eines der umfangreichsten Reliefs an der Außenseite des Doms. Im Zentrum der Nische ist der Abschied Jesu von seiner Mutter dargestellt, Medaillons ringsum zeigen die Sieben Schmerzen Mariä. Die Darstellungen sind von einem Rahmen mit Formen der Renaissance umgeben. Dieses Epitaph wurde 2024 gereinigt und kleine Schäden repariert.
Neben dem Maria Pócs-Altar befindet sich das Epitaph von Johannes Keckmann († 1512). Er war Kaplan für den Martinsaltar, der sich bis in das 19. Jahrhundert an der Stelle des heutigen Pócs-Altares befand. Das Epitaph ist aus Breitenbrunner Sandstein und hat drei detailliert ausgeführte Ebenen, die den Stifter (inkl. seines Hündchens), die Messfeier und die Ausstattung des früheren Altars betreffen.

### Fenster
Die farbenprächtigen mittelalterlichen Fenster des Stephansdoms wurden während der Umbauten in der Barockzeit durch farblose Fenster ersetzt, da man die alten nicht mehr als zeitgemäß empfand. Im Barock bevorzugte man helle Kirchenräume. Im 19. Jahrhundert wurden wieder sehr farbenfrohe und prächtige Buntglasfenster im Stil der Neugotik eingesetzt. Diese Fenster wurden in mehreren Zyklen von 1854 bis 1901 gestiftet und ausgeführt, beginnend mit der Barbarakapelle 1854, wo fünf zweibahnige Fenster mit Teppichmustern durch das Atelier von Carl Geyling entstanden. Einer Anregung durch den in Chartres ansässigen Glasmaler Nicolas Lorin, 14 Fenster mit den Stationen des Kreuzweges zu versehen, wurde nicht nachgekommen, obwohl Lorin bereits ein Fenster selbst gespendet hatte. Die Gestaltung der Fenster widmete sich in weiterer Folge dem Leben Marias und anderer Heiliger. Ihr historistischer Stil wurde bereits wenige Jahrzehnte später für unmodern gehalten, so durch Adolf Loos 1906. Das führte dazu, dass die Glasscheiben im Zweiten Weltkrieg nicht gesichert aufbewahrt wurden, sondern in den Fensteröffnungen verblieben und dann durch Bomben und den Brand des Doms verloren gingen. Die heutigen einfachen Glasfenster aus der Nachkriegszeit stammen aus Restbeständen bunt getönter Gläser der Firmen Carl Geyling’s Erben und Franz Götzer, sie sind Geschenke des Landes Tirol. Nur die Fenster hinter dem Hauptaltar, im 19. Jahrhundert allerdings stark ergänzt und aus Restbeständen neu zusammengefügt, sind noch Originale aus dem Mittelalter. Das Buntglasfenster der Rosette hinter der Hauptorgel ist eine moderne Ausführung.
Von den historischen Fenstern blieben weiters jene der Bartholomäuskapelle teilweise erhalten. Sie stammen aus dem 14. Jahrhundert. 40 Fenster wurden 1887 dem damals neuen Historischen Museum der Stadt Wien überlassen, teils als Geschenk, teils als Leihgaben. 2011 wurde das erste dieser Fenster an den Dom retourniert. Ab 2020 wurden die historischen Fensterscheiben teilweise wieder an ihren ursprünglichen Platz gesetzt.
Die Ostung der Kirche ermöglicht Besuchern an zwei besonderen Tagen im Jahr mittags ein Lichtspiel zu beobachten: immer am 26. Dezember, dem Namenstag des Kirchenpatrones, ist seine Ikone am Hauptaltar durch die Sonne erleuchtet; am 6. Jänner, dem Ende der Epiphanie und Dreikönigstag, erstrahlen die drei Kronen der Heiligen Drei Könige im Lichterglanz.

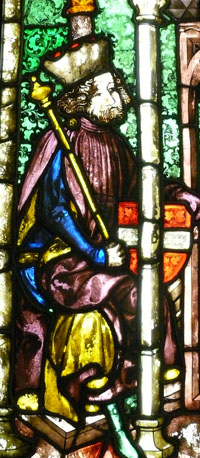
Mittelalterliches Buntglasfenster mit einer Darstellung Leopold I. (Habsburg)
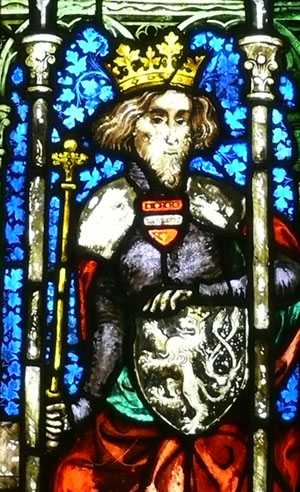
Mittelalterliches Buntglasfenster mit einer Darstellung Rudolf I. (Böhmen)
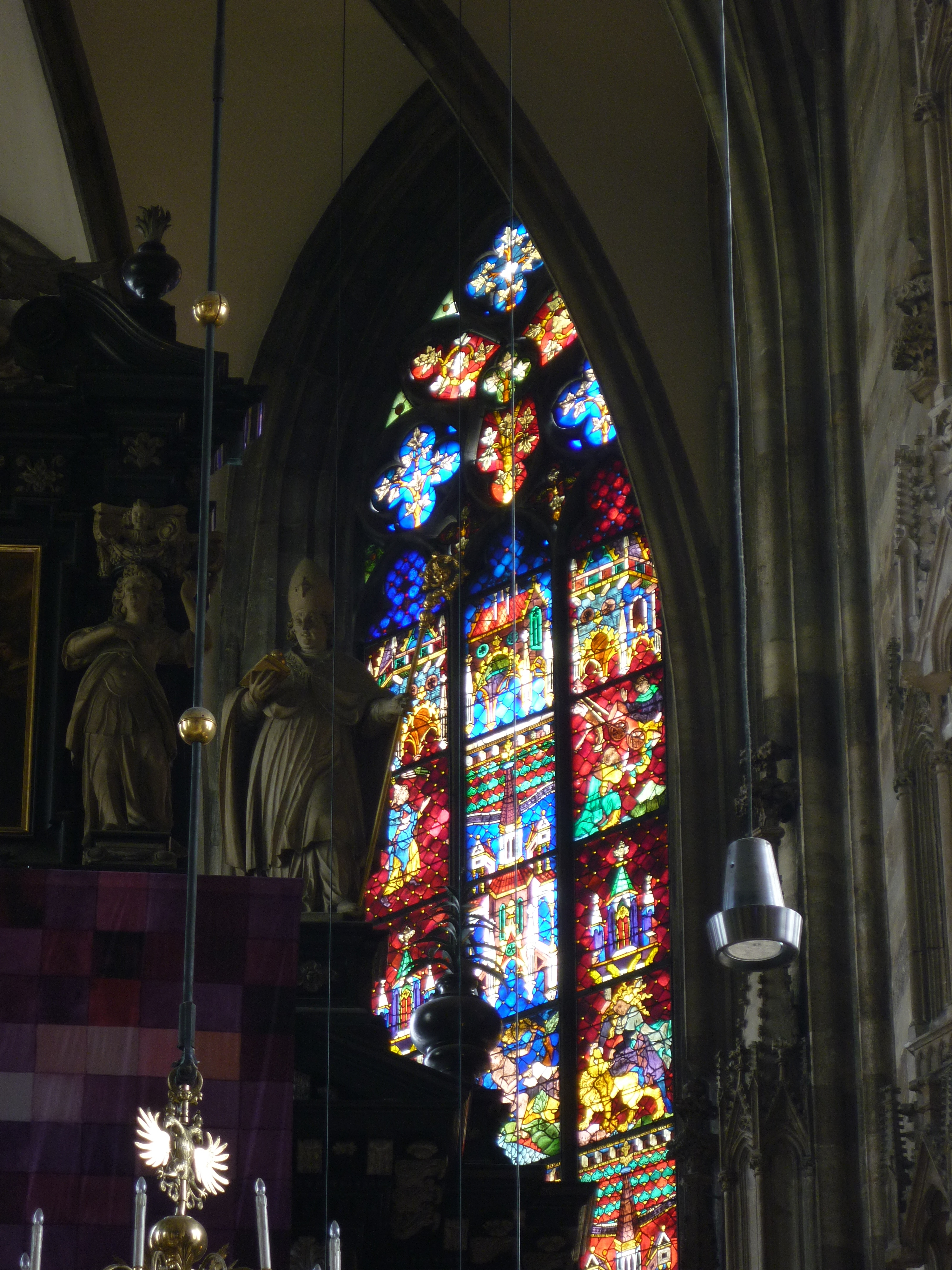
Mittelalterliches Buntglasfenster hinter dem Hochaltar
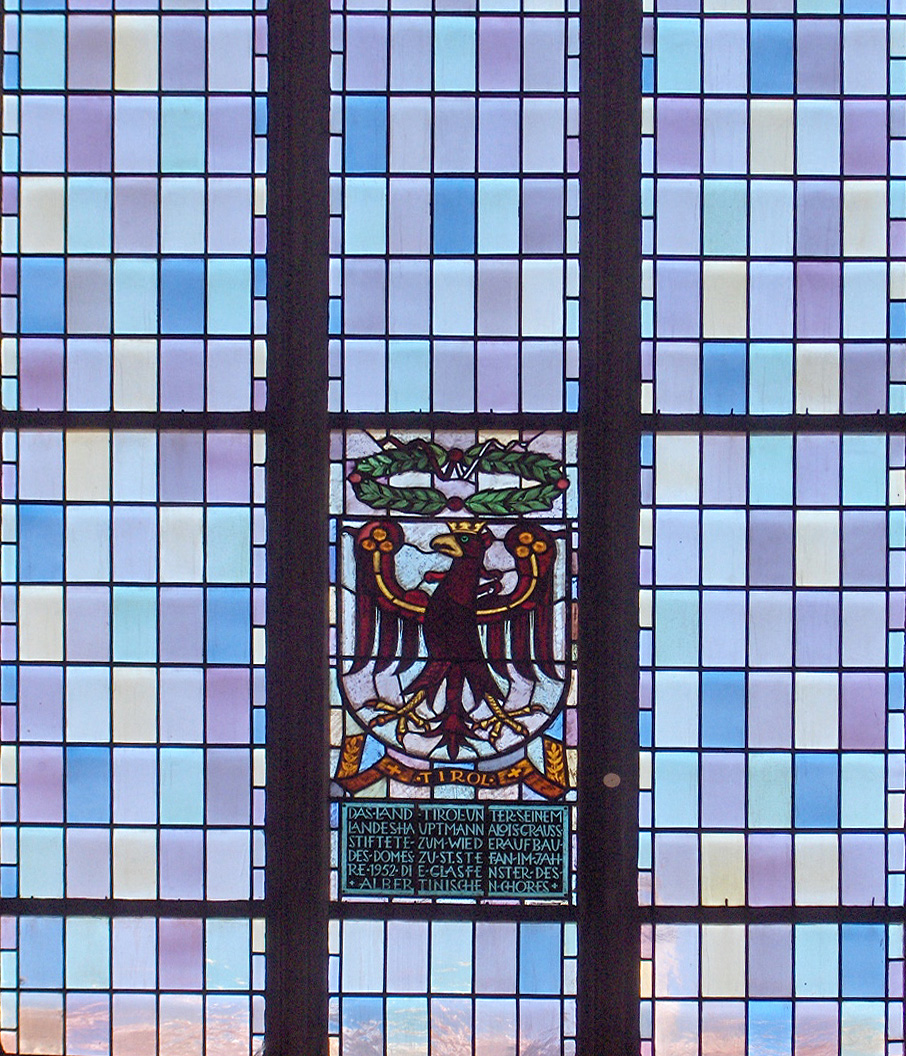
Fenster aus den 1950er-Jahren im Albertinischen Chor mit Tiroler Adler

### Beleuchtung
2018 wurde im Dom eine neue Beleuchtungsanlage installiert. Bis dahin bestand die Beleuchtung aus 22 historischen „Maria-Theresien-Lustern“ mit LED-Birnen, 75 Pendelleuchten aus den 1960er-Jahren und einer Reihe von Lichtstrahlern, die gezielt Altäre und Figuren beleuchteten. Vor der Einführung elektrischer Beleuchtung waren bis ins 20. Jahrhundert Kerzen aus Bienenwachs oder Stearin üblich, tagsüber hatten die mittelalterlichen Glasfenster ein gemischtes, aber gleichmäßiges warmes Lichtspektrum erzeugt. Beim Wiederaufbau nach 1945 wurden die Fenster vorwiegend in pastellfarbigen Blau- und Grüntönen gehalten, was eine vergleichsweise fahlere und kühle Tönung des Lichtes im Dom bewirkte. Die frühere elektrische Beleuchtung konnte nicht in ihrer Stärke verändert (gedimmt) werden.
Die neue Beleuchtung besteht aus fünf Arten von Lichtquellen („Lichtbausteinen“), die statt der bisherigen Beleuchtungskörper eingebaut oder (bei den Lustern) in diese eingefügt werden. Die neue Beleuchtung erfolgt durch LED-Leuchtkörper, die unterschiedliche Farbtemperaturen und Lichtstärken haben:
- Licht zum Sehen – Grundlicht
- Licht für den Raum I – Deckenaufhellung
- Licht für den Raum II – Säulenaufhellung
- Objektlicht – Akzentuierung der Altäre und Figuren
- Mystisches Licht – Kerzenlicht auf Lustern und Altären (LED-Kerzen-Lichtfarbe)

Alle neuen Beleuchtungskörper werden über ein DALI-Schaltnetzwerk einzeln steuerbar und auch dimmbar. Die Leitungen werden (soweit sie sichtbar sein könnten) aus gesteinsfarbigen Zuleitungskabeln verlegt. 2019 wurden als weiterer Schritt auch die historischen Luster von Glühbirnen auf LED-Leuchten umgestellt, die eine Lichtfarbe ähnlich dem Kerzenlicht verwenden.

### Heizung
Beim Wiederaufbau des Domes wurde 1960 eine Warmluftheizung eingebaut, die durch die starke Luftströmung ihrer einzigen Auslassöffnung an der Nordseite langfristig Schäden und Verschmutzungen ausgelöst hatte. Sie wurde 2000 durch eine andere Heizanlage (Umwälzheizung) ersetzt, welche die Wärme besser verteilte und thermische Turbulenzen reduzierte. Die Temperatur im Dom ist mit 12 Grad C gedeckelt, um sowohl dem Schutz der Kunstwerke als auch dem Wohlbefinden der Besucher Rechnung zu tragen. 2021 wurde auch eine Anlage zur Regelung der Luftfeuchtigkeit eingebaut.

### Orgelfuß

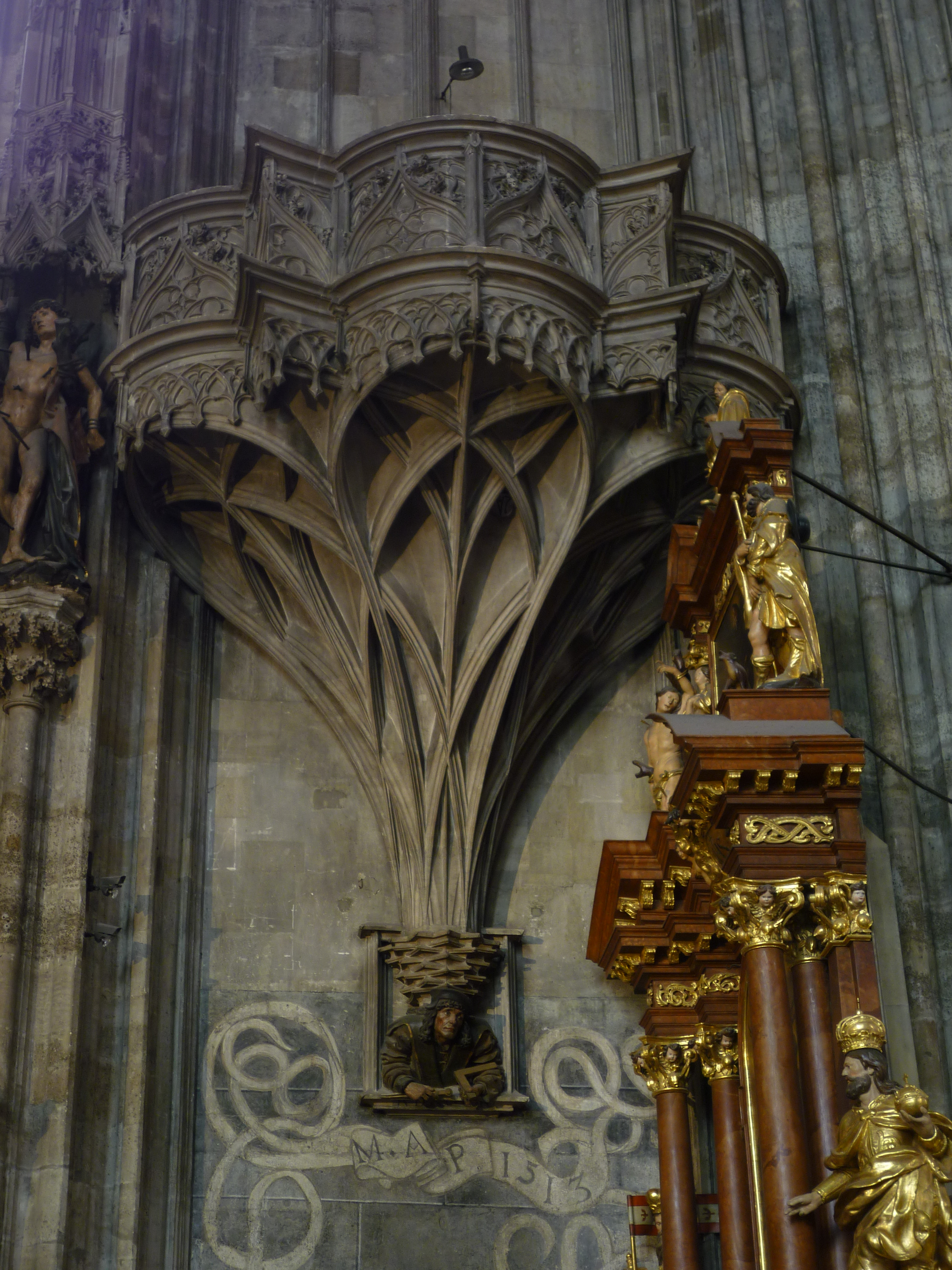
Orgelfuß von Anton Pilgram

Unweit der Kanzel befindet sich der Orgelfuß – ein Vorsprung, auf dem sich bis 1797 eine Orgel befand. Er wird von schlingenförmigen Diensten an der Wand gehalten, die in einem plastischen Selbstporträt Anton Pilgrams münden, der dadurch scheinbar alles darüber zu tragen hat. Er ist als Universitätsprofessor mit Doktorhut und Talar gekleidet und hält Winkelmaß und Zirkel in der Hand. Seine Gesichtszüge wirken melancholisch und sollen wohl seine Verantwortung ausdrücken. Unterhalb des Porträts ist die Jahreszahl 1513 zu lesen.

### Orgeln

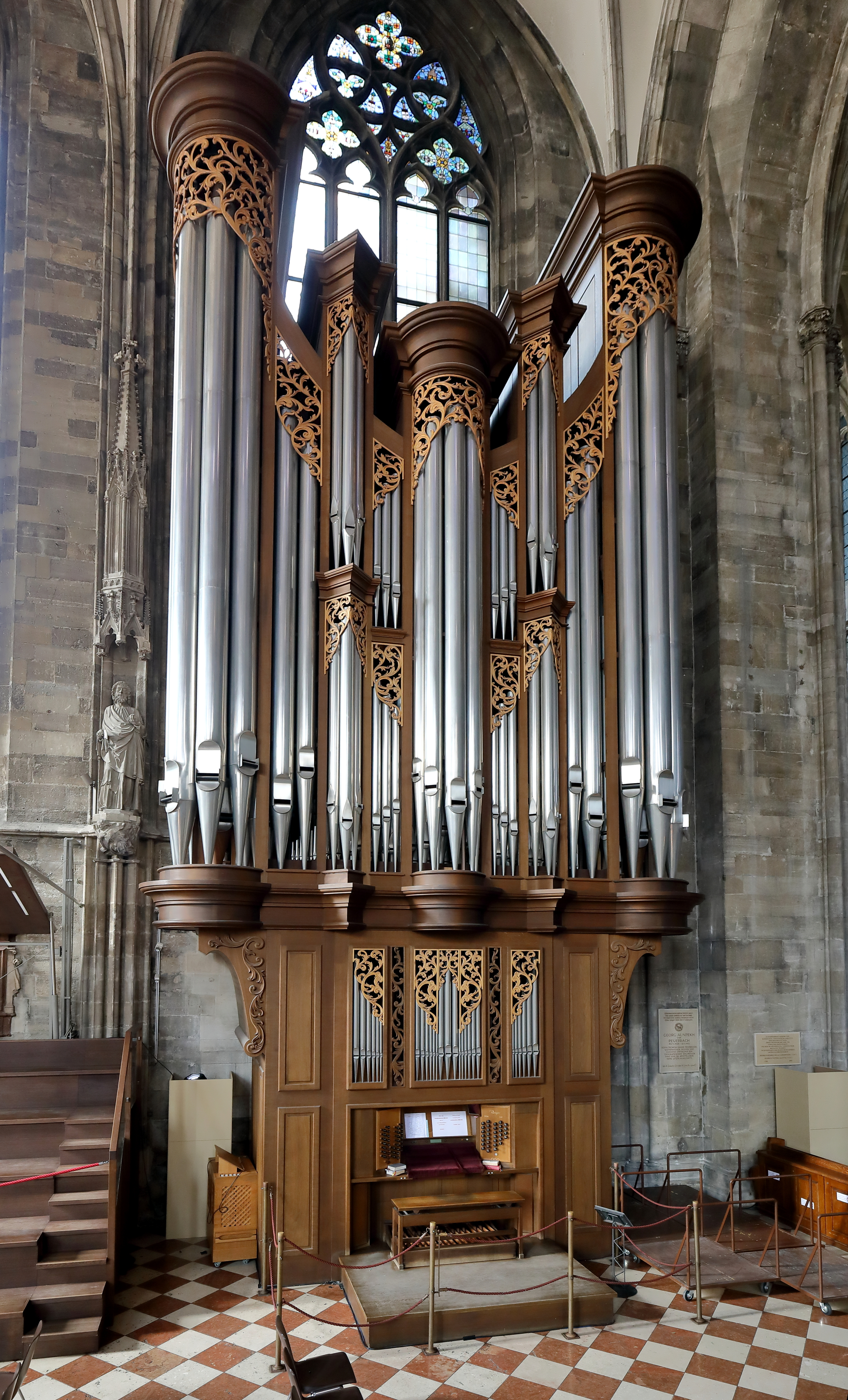
Domorgel (Rieger-Orgel)

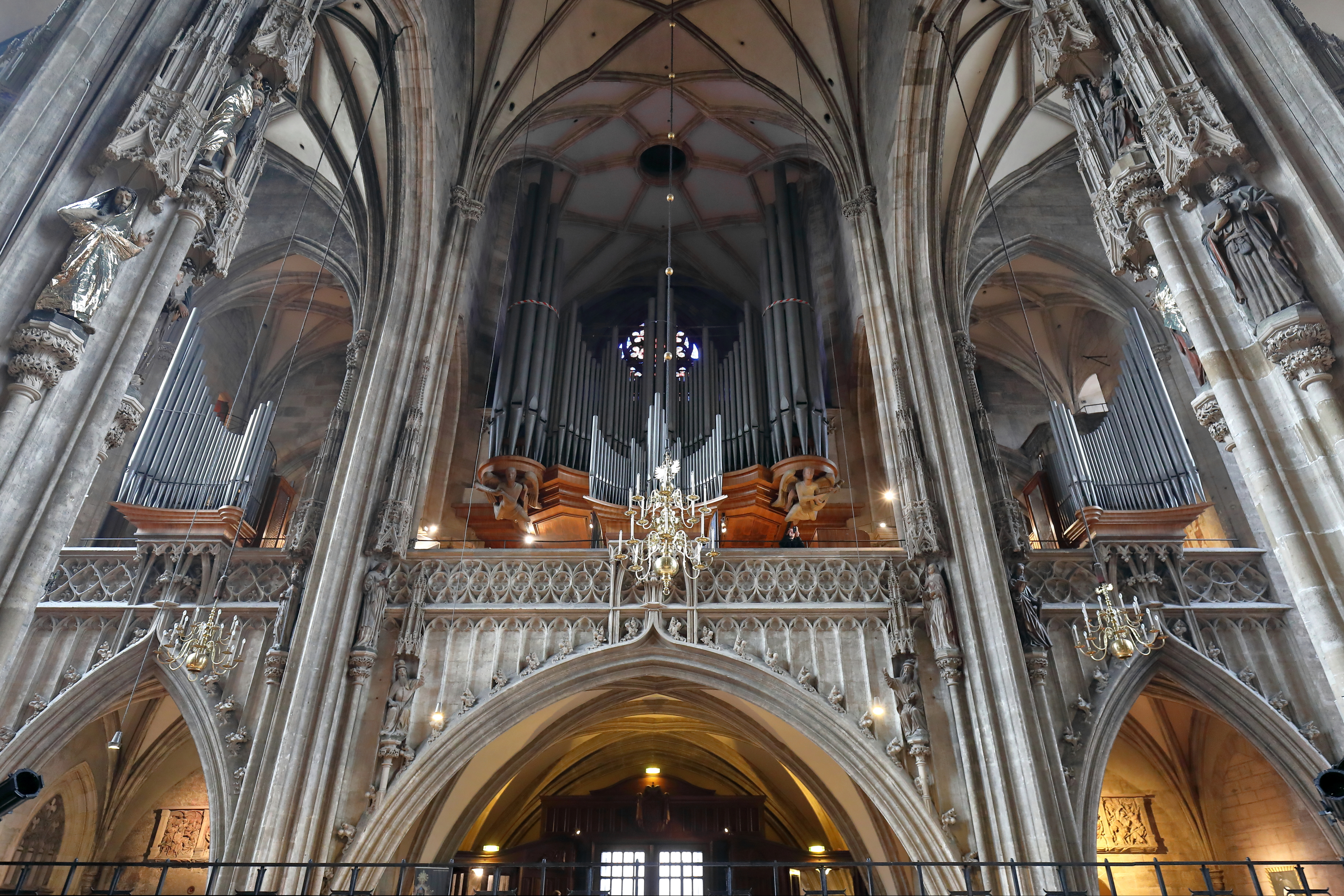
Kauffmann-Orgel, 2020

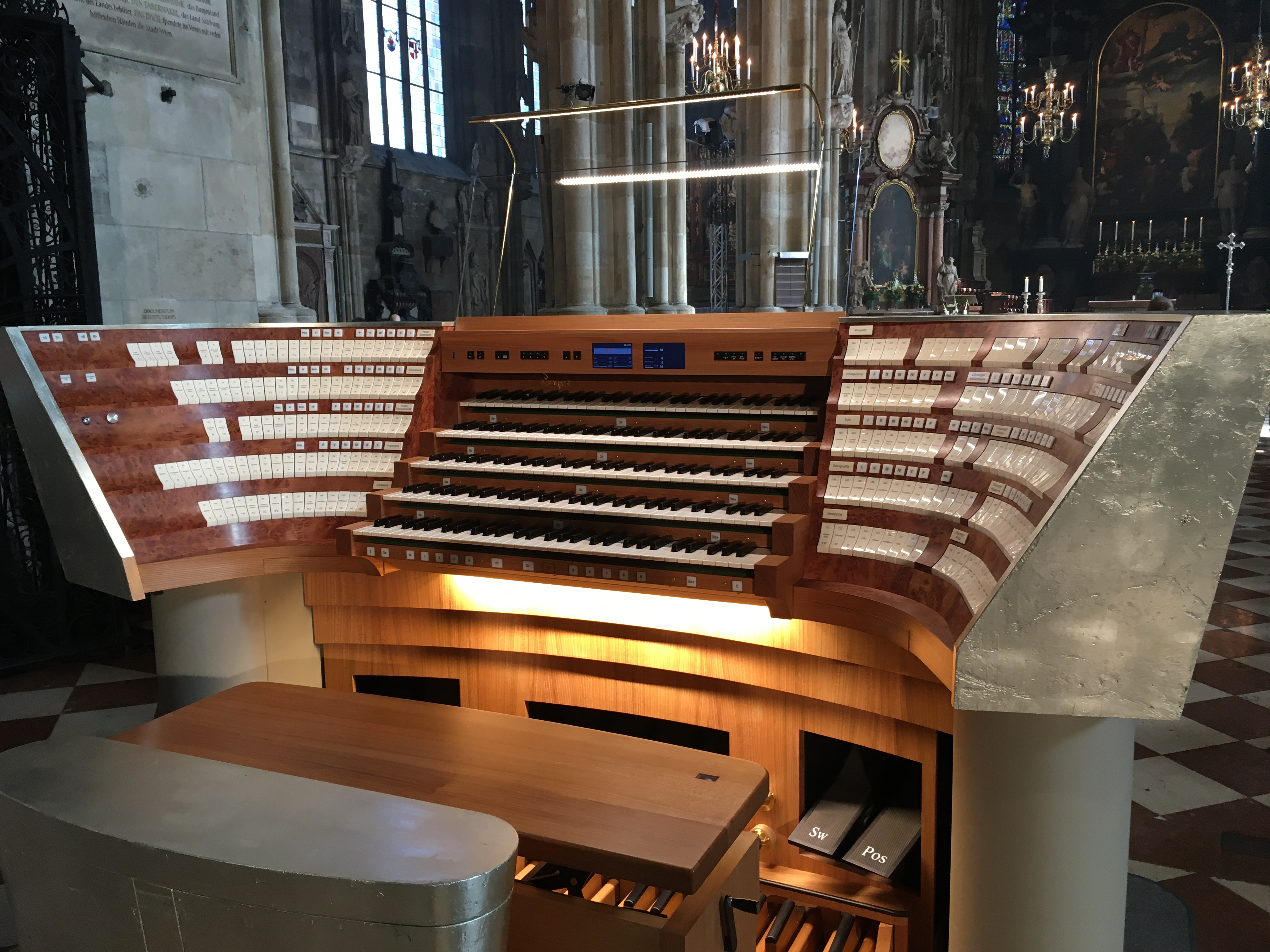
Spieltisch der Kauffmann-Orgel, 2020

Die erste urkundliche Erwähnung einer Orgel im Stephansdom geht auf das Jahr 1334 zurück; 1336 ist der Neubau einer nicht näher genannten Orgel überliefert. Nachdem 1513 der Orgelfuß an der Nordwand des Doms fertiggestellt worden war, erfolgte dort die Aufstellung einer Orgel – möglicherweise handelte es sich dabei um das 1336 errichtete Instrument. Die Orgel am Füchsel-Baldachin wurde 1507 von Burchard Tischlinger (auch Dinstlinger) aus Bozen errichtet und 1545 durch Jacob Kunigschwerdt aus Zwettl erweitert. Für den Chorraum wird um 1685 eine nicht näher bezeichnete Orgel erwähnt; 1701 errichtete Josef Römer aus Wien eine neue Orgel mit 10 Registern auf dem über dem Chorgestühl neu errichteten Musikantenchor. Dieses Instrument wurde 1886 durch einen Neubau der Firma Rieger ersetzt, wobei das vorhandene Gehäuse weiter Verwendung fand. 1945 wurde die betreffende Orgel beim Brand des Doms zerstört.
Die Geschichte der Orgeln auf der Westempore beginnt mit der von Josef Römer dort errichteten und 1720 fertiggestellten Orgel. Diese wurde 1797 – vermutlich durch Ignaz Kober – um die Register der zuvor abgetragenen Seitenschifforgeln erweitert. 1886 musste auch dieses Instrument einem von Eberhard Friedrich Walcker vorgenommenen Neubau weichen, wobei das Gehäuse von 1720 erhalten blieb. Wie die Chororgel wurde auch die Walcker-Orgel in den letzten Kriegstagen des Jahres 1945 ein Raub der Flammen – im Gegensatz dazu ist die Walcker-Orgel der Wiener Votivkirche, die gemeinhin als ihre „kleine Schwester“ bezeichnet wird, bis heute erhalten.
Nach der Wiedererrichtung des Doms erbaute der Wiener Orgelbauer Johann M. Kauffmann zwei neue Orgeln: 1952 wurde die Chororgel mit 18 Registern auf zwei Manualen und Pedal fertiggestellt. In den Jahren 1956 bis 1960 wurde auf der Westempore ein neues Instrument errichtet. Die sogenannte Kauffmann-Orgel hatte 125 Register (ca. 10.000 Pfeifen) auf vier Manualen und Pedal. und war damals die größte Orgel Österreichs. Das Instrument war mit bereits zu ihrer Entstehungszeit überholten elektrischen Kegelladen errichtet worden und gilt als von Anfang an klanglich und technisch misslungen.
Die Kauffmann-Orgel wurde angesichts des beim Bau verwendeten minderwertigen Nachkriegs-Materials lange als unsanierbar angesehen. Daher erreichte Domorganist Peter Planyavsky bei Kardinal Hans Hermann Groër die Anschaffung einer neuen, den musikalischen und liturgischen Ansprüchen genügenden Orgel, der sogenannten Domorgel. Das neue Instrument wurde 1991 von der österreichischen Orgelbaufirma Rieger erbaut und ist ebenerdig im südlichen (rechten) Seitenschiff nahe der Vierung aufgestellt. Die Orgel hat 55 Register auf vier Manualen (Hauptwerk, Positiv, Schwellwerk, Solowerk) sowie Pedal und ist als ein Universalinstrument konzipiert, das die Darbietung von Orgelmusik unterschiedlichster Epochen ermöglicht und den vielfältigen Anforderungen der Kirchenmusik einer Domkirche (u. a. Führung des Gemeindegesangs, Zusammenwirken mit der Dommusik) gerecht wird. Die Musik hat dabei die spezielle Akustik im Dom zu berücksichtigen: Bestimmte Frequenzen werden vom offenporigen Sandstein geschluckt, und der Dom kann, bedingt durch seine reiche Ausstattung mit Säulen (und den dort stehenden Seitenaltären), die gebrochene Oberflächen haben, keinen starken Nachhall erzeugen.
Mit der Einweihung der neuen Domorgel im Jahre 1991 wurde die Kauffmann-Orgel stillgelegt. Lange Zeit war unklar, was mit ihr geschehen sollte, bis schließlich 2017, großteils auf Initiative des seit 2007 amtierenden Domkapellmeisters Markus Landerer, ihre Renovierung beschlossen wurde. In der Karwoche 2017 wurde der Vertrag für die Renovierung der großen Kauffmann-Orgel durch die Vorarlberger Orgelbaufirma Rieger unterzeichnet. Die Orgel sollte am Ostersonntag 2020, dem 75. Jahrestag der Zerstörung des Stephansdomes, feierlich wiedereingeweiht werden. Die Segnung wurde jedoch erst am 4. Oktober 2020 durch Kardinal Schönborn im Beisein von Bundespräsident Alexander Van der Bellen feierlich vollzogen, nachdem die Feier wegen der COVID-19-Pandemie und die dadurch entstandenen Arbeitsverzögerungen verschoben werden musste. Schönborn betrachtet den Wiederaufbau des Domes mit dieser Orgelweihe als abgeschlossen.
Im Oktober 2009 wurde – wiederum von der Firma Rieger – die Haydn-Orgel als mobile Chororgel mit 12 Registern auf zwei Manualen und Pedal fertiggestellt, um die liturgischen Anforderungen der Gottesdienste bei den verschiedenen Altären im Stephansdom erfüllen zu können.

## Katakomben

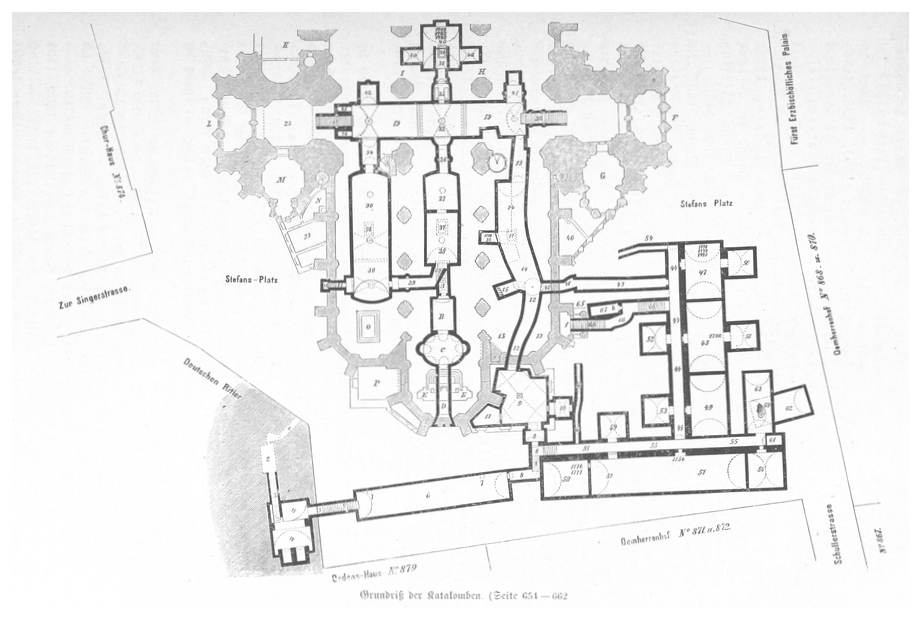
Grundriss der Katakomben (aus Bermann: Alt- und Neu-Wien, 1880)

Unter dem Dom befindet sich eine weitläufige Anlage von etwa 30 Grabkammern, die seit dem 19. Jahrhundert „Katakomben“ genannt werden. Der Zugang erfolgt durch eine Stiege im linken Seitenschiff und über die Kruzifixkapelle. Die Katakomben gehen im Kern auf eine fürstliche Grabkammer zurück, die Herzog Rudolf IV. um das Jahr 1363 errichten ließ und heute als Herzogsgruft bezeichnet wird. Unter Maria Theresia wurde die Herzogsgruft stark erweitert.
Nach der Sperre des oberirdischen Friedhofs am 25. April 1732 wurden ab 1745 die „neuen Grüfte“ angelegt, die nicht unter dem Dom, sondern unter dem Stephansplatz liegen. Der Zugang erfolgte über die Kruzifixkapelle neben der Capistrankanzel an der Außenseite des Doms. Insgesamt wurden mehr als 10.000 Leichname hier unterirdisch deponiert. Diese Praxis wurde 1783 unter Kaiser Joseph II. verboten, viele Gebeine verblieben aber unter dem Dom. Im 20. Jahrhundert wurden mehrere Grabkammern durch den Bau einer Tiefgarage zerstört. Ein Teil der Katakomben kann bei Führungen besichtigt werden.

### Herzogsgruft

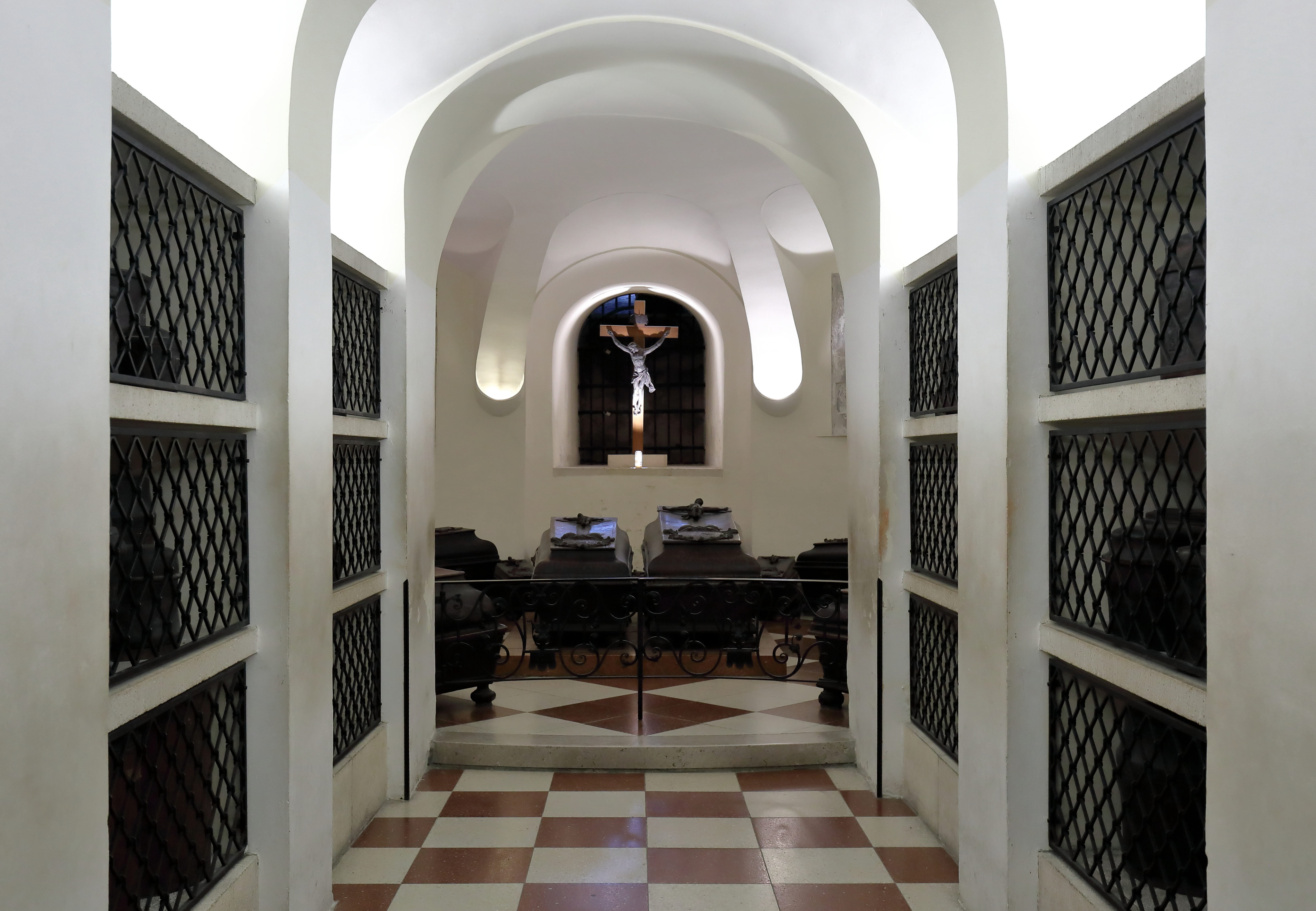
Die Herzogsgruft unter dem Mittelchor mit dem Sarg Herzog Rudolfs IV. und seiner Gattin im Zentrum. Im Vordergrund die Nischen, in denen die Eingeweide- und Herz-Urnen aufbewahrt werden.

Die Herzogsgruft, die sich in einem gewölbten Raum unter dem Mittelchor befindet, besteht aus zwei Teilen: Im ovalen Gruftraum befinden sich 15 Särge von Mitgliedern des Hauses Österreich, im rechteckigen Gruftraum wurden 1956 Nischen eingebaut, in denen man hinter Gittern die Urnen mit Eingeweiden und Herzen von 56 Mitgliedern der Herrscherfamilie aufstellte. Eine „Getrennte Bestattung“ mit Aufteilung eines Leichnams auf alle drei traditionellen Wiener Begräbnisstätten der Habsburger (Herzogsgruft, Herzgruft, Kaisergruft) erhielten im Laufe der Zeit 41 Familienmitglieder.

### Bischofsgruft

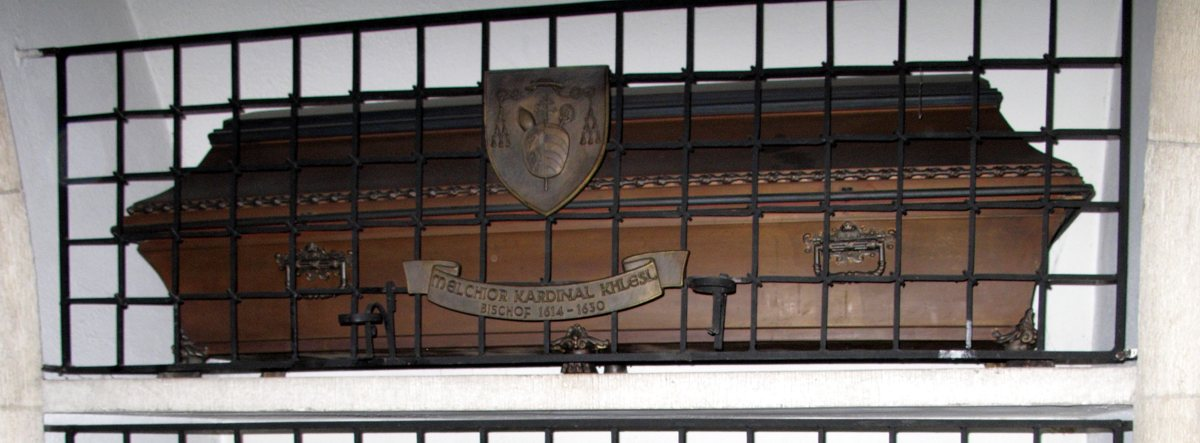
Sarkophag Kardinal Khlesls in der Bischofsgruft

In der Bischofsgruft befinden sich die Kupfersärge folgender Bischöfe, Fürstbischöfe, Fürsterzbischöfe und Erzbischöfe von Wien:
- Kardinal Melchior Khlesl, 1598–1630 Bischof von Wien († 1630)
- Emerich Sinelli, 1681–1685 Fürstbischof von Wien († 1685)
- Ernst Graf von Trautson, 1685–1702 Fürstbischof von Wien († 1702)
- Kardinal Sigismund Graf von Kollonitz, Fürstbischof von Wien 1716–1722, erster Fürsterzbischof 1722–1751 († 1751)
- Kardinal Johann Joseph Graf von Trautson, 1751–1757 Fürsterzbischof von Wien († 1757)
- Kardinal Christoph Anton Graf Migazzi, 1757–1803 Fürsterzbischof von Wien († 1803)
- Sigismund Anton Graf von Hohenwart, 1803–1820 Fürsterzbischof von Wien († 1820)
- Kardinal Joseph Othmar Ritter von Rauscher, 1853–1875 Fürsterzbischof von Wien († 1875)
- Kardinal Johann Rudolf Kutschker, 1876–1881 Fürsterzbischof von Wien († 1881)
- Kardinal Cölestin Joseph Ganglbauer, 1881–1889 Fürsterzbischof von Wien († 1889)
- Kardinal Anton Josef Gruscha, 1890–1911 Fürsterzbischof von Wien († 1911)
- Kardinal Franz Xaver Nagl, 1911–1913 Fürsterzbischof von Wien († 1913)
- Kardinal Friedrich Gustav Piffl, 1913–1932 letzter Fürsterzbischof von Wien († 1932)
- Kardinal Theodor Innitzer, 1932–1955 Erzbischof von Wien († 1955)
- Franz Jachym, ernannter Erzbischof von Wien († 1984)
- Kardinal Franz König, 1956–1985 Erzbischof von Wien († 2004)

### Domherrengruft
In der Domherrengruft werden Mitglieder des Domkapitels bestattet, soferne sie nicht in der Abteilung "Domherrengräber" auf dem Wiener Zentralfriedhof ihre letzte Ruhe finden. In der Domherrengruft sind unter anderem beigesetzt:
- Jakob Weinbacher (1901–1985), Weihbischof in der Erzdiözese Wien
- Karl Moser (1914–1991), Weihbischof in der Erzdiözese Wien
- Florian Kuntner (1933–1994), Weihbischof in der Erzdiözese Wien
- Helmut Krätzl (1931–2023), Weihbischof in der Erzdiözese Wien

## Domschatz

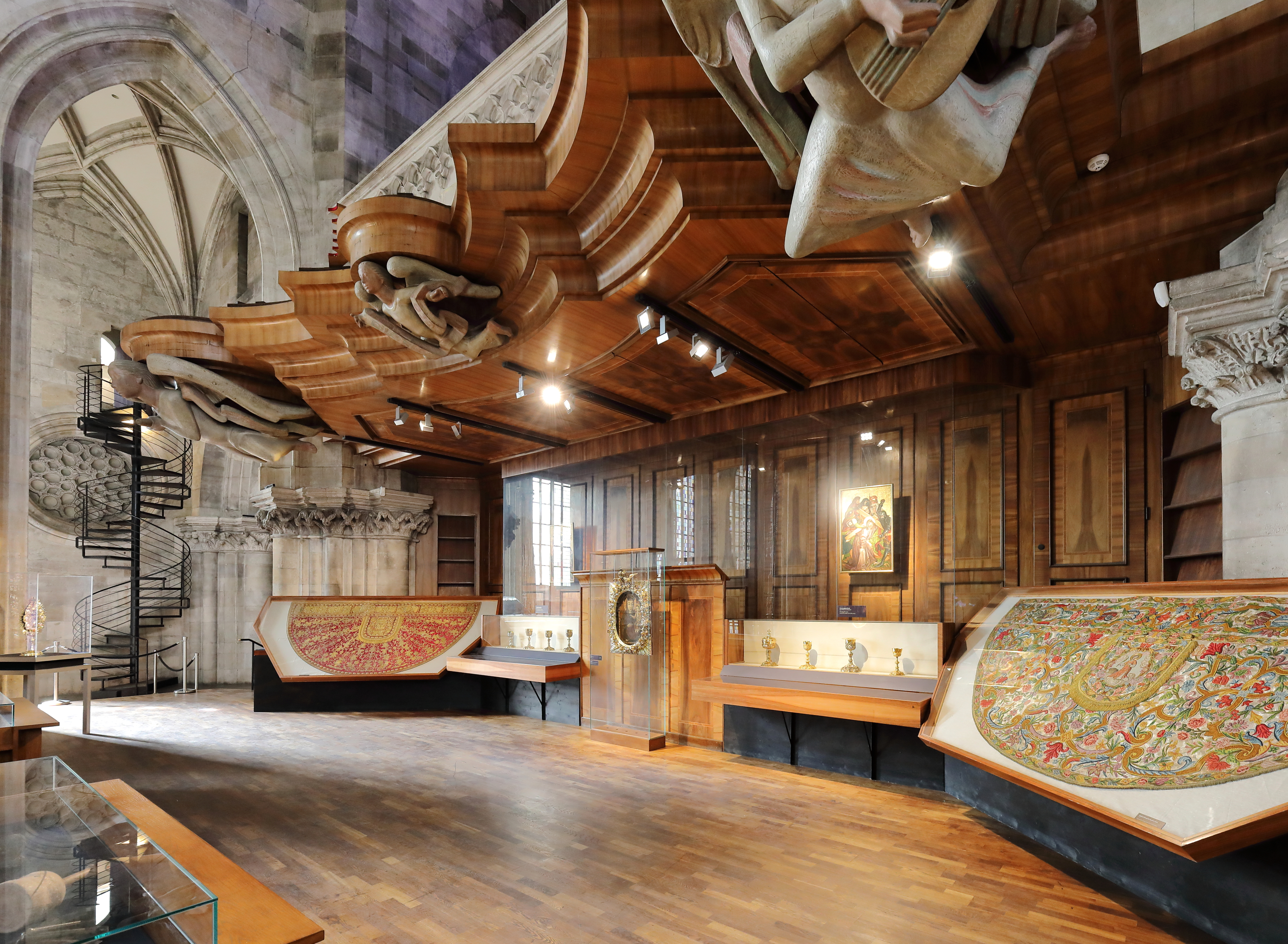
Exponate des Domschatzes auf der Westempore des Domes

Unter dem Titel „Domschatz“ versteht man zahlreiche Meisterwerke der sakralen Malerei, Gold- und Silberschmiedekunst sowie hunderte Reliquien und andere historische Konglomerate, die im Eigentum des von Rudolf IV. gegründeten Metropolitankapitels St. Stephan zu Wien bzw. des Kirchenmeisteramtes sind.
Der Öffentlichkeit werden sie im Dom Museum Wien und in einer musealen Dauerausstellung im oberen Westwerk, dem ältesten Teil der Domkirche, mit dem Titel „Domschatz von St. Stephan“ präsentiert. Die meisten Objekte werden in der Domkirche ausgestellt, jedoch die mit einem hohen kultur- und kunsthistorischen Wert wie beispielsweise das goldseidene Grabtuch Rudolfs IV. und sein Bildnis, das als ältestes in Schrägansicht gemalte Porträt des Abendlandes gilt, im Dommuseum.
Weitere Exponate vom Stephansdom, vorwiegend Bildfenster aus dem 14. Jahrhundert und originale Steinstatuen aus dem 15. Jahrhundert, werden in einer Dauerausstellung im Wien Museum Karlsplatz präsentiert.
Auf dem Dachboden des Domes befand sich bis 2020 ein großes Modell des Kirchengebäudes im Maßstab 1:25. Dieses Modell ist aus Holz und Papiermaché gefertigt, 5,4 m hoch, 4,34 m lang und 3 m breit. Es wurde 1849–1859 in Bamberg von Carl Schropp  gebaut und kam 1904 auf Kosten von Ludwig Zatzka nach Wien. Es wurde als Spende zum 60. Geburtstag von Karl Lueger der Stadt Wien geschenkt. Seine Aufstellung war bereits damals im Historischen Museum der Stadt Wien geplant, was dort aber über Jahrzehnte wegen Platzmangels nicht möglich war. Nach dem Wiederaufbau des Domes nach 1945 wurde das Modell auf dessen Dachboden aufgestellt. 1972 wurde es dem Dom überlassen. Eine erste Restaurierung fand 1997 statt. Ab 2019 fand eine weitere Restaurierung statt, danach wurde das Modell dem Wien Museum übergeben. Nach der Wiedereröffnung des Wien Museums wurde es dort als Leihgabe aufgestellt. Das Modell zeigt den Dom, auch mit seiner Innenausstattung, weitgehend in seiner mittelalterlichen Form ohne spätere (insb. neogotische) Ergänzungen. Allerdings sind die acht Giebel des Langhauses, die in Wirklichkeit erst 1853 bis 1855 fertig ergänzt wurden, bereits dargestellt. Als Hochaltar wird eine (im Dom in dieser Art nie vorhanden gewesene) monumentale gotisch anmutende Tabernakelarchitektur gezeigt, die barocken Seitenaltäre sind durch neogotische Entwürfe ersetzt, wohl aber ist das (1945 verbrannte) Chorgestühl dargestellt. Die mehrfarbige Darstellung des Riesentores entspricht im Wesentlichen der bereits im 19. Jahrhundert bekannten und seither bestätigten Tatsache, dass bereits die mittelalterliche Architektur des Domes nicht steinsichtig, sondern bemalt war. Der Abbau und Abtransport erfolgte im Sommer 2020 und wurde vom Filmemacher Pavel Cuzuioc für das Wien Museum begleitet. Das Innere des Modells kann durch ein Periskop betrachtet werden. Als Kurator ist Sándor Békési für das Modell zuständig.

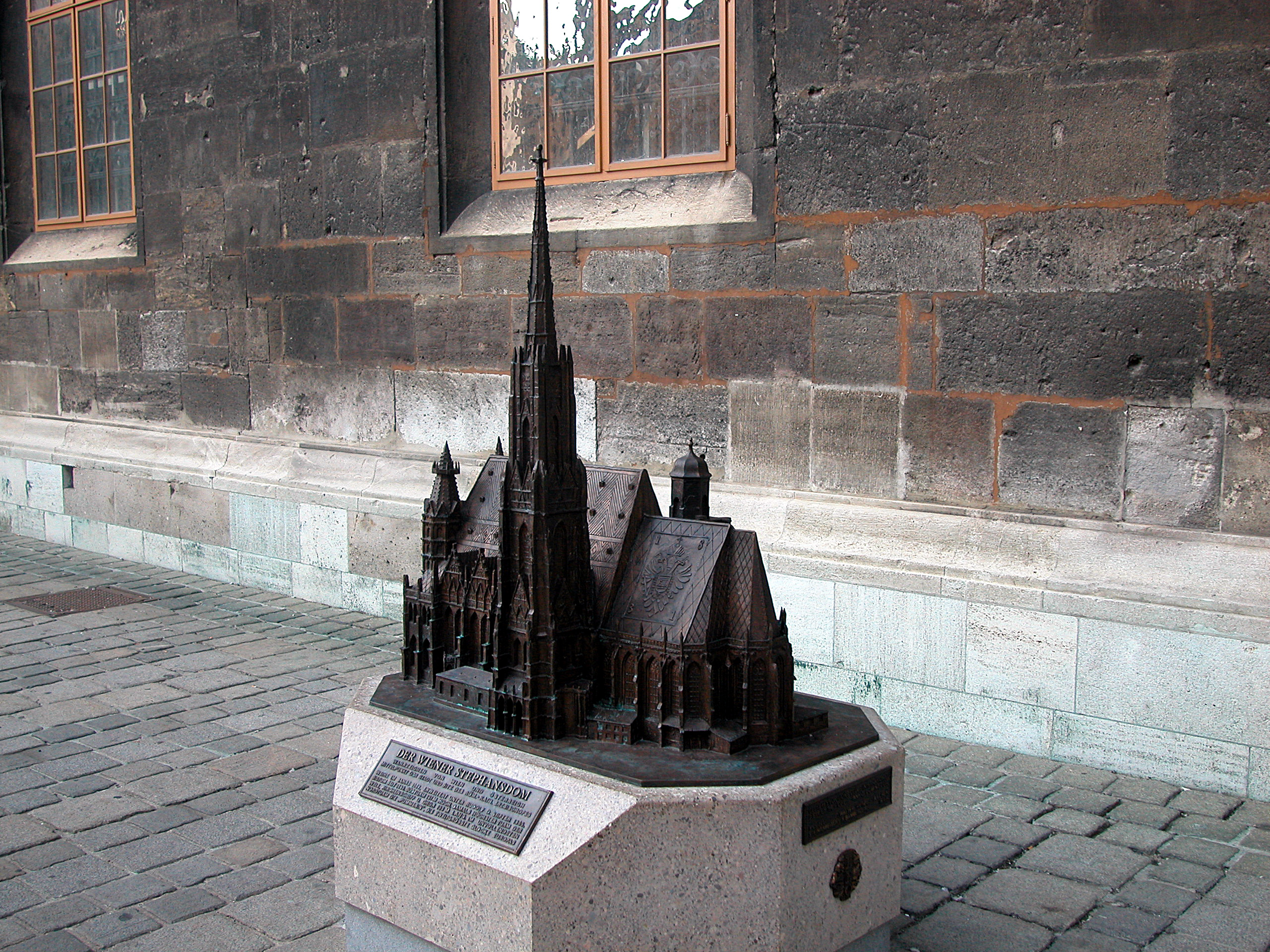
Bronzemodell neben dem Dom (errichtet: 2002)

Ein weiteres Modell des Stephansdomes – in Form eines auf einem Sockel montierten Bronzemodells – im Maßstab 1:100 befindet sich seit 5. Juni 2002 vor der Kirche; es wurde vom Lions Club gestiftet.

## Glocken

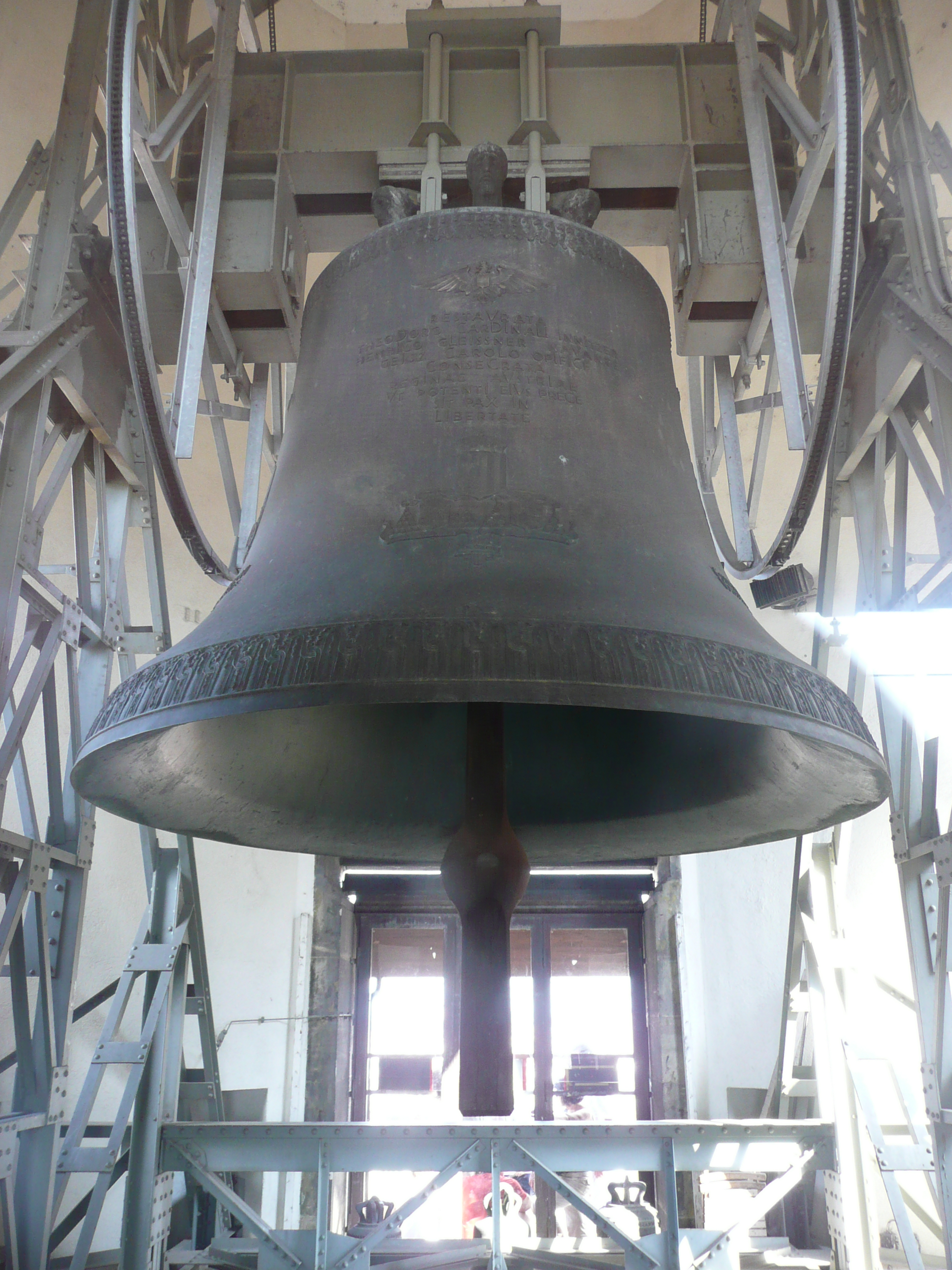
Pummerin

Der Stephansdom verfügt über 22 Kirchenglocken, von denen 19 als liturgisches Geläut und zwei als Uhrglocken dienen; eine Glocke ist abgestellt und außer Funktion. Die Glocken befinden sich an drei Stellen: Im Nordturm die Pummerin, im Südturm das Hauptgeläute aus der Nachkriegszeit in ca. 25 m Höhe und die zwei Schlagglocken in 100 m Höhe, und im nördlichen Heidenturm die historischen Glocken. Die bedeutendste Glocke ist die Pummerin, die nur für sich alleine geläutet wird.

### Pummerin
Die größte Glocke, die Pummerin, hängt im Nordturm. Sie ist die größte Glocke in Österreich und die drittgrößte Glocke in West- und Mitteleuropa. Sie wurde nach dem Zweiten Weltkrieg im Jahr 1951 als Geschenk des Bundeslandes Oberösterreich aus dem Metall ihrer Vorgängerin erneut gegossen. Sie wird nur an Hochfesten sowie in der Neujahrsnacht und aus besonderen Anlässen (z. B. Unterzeichnung des Staatsvertrages, Tod des Bundespräsidenten, Wahl eines Papstes) geläutet.
| Name     | Schlagton (a1 = 435 Hz) | Gewicht                     | Durchmesser | Gussjahr | Gießer                      |
| -------- | ----------------------- | --------------------------- | ----------- | -------- | --------------------------- |
| Pummerin | C°+4⁄16                 | 20.130 kg (Klöppel: 613 kg) | 3140 mm     | 1951     | Glockengießerei St. Florian |

### Festgeläut
Das Hauptgeläut – Festgeläut genannt – besteht aus den elf Glocken, die 1960 von der Glockengießerei Pfundner gegossen wurden und in der Glockenstube des hohen Südturms aufgehängt sind. Im Juli 2017 wurde der alte Läutecomputer durch einen neuen Touch-Screen-Computer der Fa. Grassmayr ersetzt. Die gesamte Anlage wurde 2020 durch die Glockengießerei Grassmayr saniert, dabei ersetzte man die alten Joche, Klöppel und Läutemaschinen durch neue. Der Glockenstuhl aus Stahl wurde belassen.
Die große Stephanusglocke (1) – traditionell als Halbpummerin bezeichnet – ist neben der Pummerin die andere Festglocke des Doms und bildet die Grundglocke für das Geläut zum Hochamt an Festtagen. An Sonntagen zum Hochamt werden alle Glocken basierend auf der Leopoldsglocke (2), zu den übrigen Messen an Sonntagen sowie zu den Wochentagsmessen werden kleinere Glockengruppen aus sieben bis drei Glocken geläutet. Zum wochentäglichen Angelusläuten um 7, 12 und 20 Uhr wird mit der Christophorusglocke (3), zum Scheidungsläuten am Freitagnachmittag um 15 Uhr mit der Leopoldsglocke geläutet. Nach dem abendlichen Angelus wird schließlich die Sterbeglocke (9) zum Arme-Seelen-Geläut verwendet.
Am 16. März 2022 wurde das Festgeläute um 2:11 Uhr für etwa 20 Minuten gestartet, Ursache war laut Dompfarrer Toni Faber ein Hackerangriff.
| Glocke | Name                           | Schlagton (a1 = 435 Hz) | Gewicht    | Durchmesser |
| ------ | ------------------------------ | ----------------------- | ---------- | ----------- |
| 1      | Stephanusglocke (Halbpummerin) | G° +11⁄16               | 5.221,5 kg | 1.987 mm    |
| 2      | Leopoldsglocke                 | c1 +8⁄16                | 2.193,0 kg | 1.506 mm    |
| 3      | Christophorusglocke            | es1 +13⁄16              | 1.286,0 kg | 1.257 mm    |
| 4      | Leonhardsglocke                | f1 +8⁄16                | 1.956,0 kg | 1.120 mm    |
| 5      | Josefsglocke                   | g1 +12⁄16               | 1.593,0 kg | 1.000 mm    |
| 6      | Petrus-Canisius-Glocke         | b1 +11⁄16               | 1.388,0 kg | 1.860 mm    |
| 7      | Pius-X.-Glocke                 | c2 +8⁄16                | 1.266,9 kg | 1.750 mm    |
| 8      | Allerheiligenglocke            | d2 +8⁄16                | 1.261,4 kg | 1.710 mm    |
| 9      | Clemens-Maria-Hofbauer-Glocke  | f2 +11⁄16               | 1.108,9 kg | 1.560 mm    |
| 10     | Erzengel-Michael-Glocke        | a2 +9⁄16                | 01.63,9 kg | 1.450 mm    |
| 11     | Tarzisiusglocke                | c³ +11⁄16               | 01.44,4 kg | 1.390 mm    |

### Im nördlichen Heidenturm

#### Nebengeläut
Das Nebengeläut hängt im nördlichen Heidenturm. Jeden Donnerstagabend wird mit der Feuerin zur Todesangst Christi, mit den übrigen Glocken zu den Samstags- und Sonntagsvespern geläutet. Seit dem Jahr 2017 werden die Heidenturmglocken in den Abendangelus mit eingebunden. An Freitagen nach dem Abendangelus läutet das Chorglöckl zum Gedenkläuten für alle Verstorbenen der vergangenen Woche. An Samstagen nach dem Abendangelus läutet der Churpötsch solistisch.
| Glocke | Name                                    | Schlagton (a1 = 435 Hz) | Gewicht   | Durchmesser ≈ | Gussjahr | Gießer                |
| ------ | --------------------------------------- | ----------------------- | --------- | ------------- | -------- | --------------------- |
| 1      | Feuerin (Feuer- oder Ratsglocke)        | dis1 ±0                 | 1.750 kg  | 1.410 mm      | 1879     | Friedrich Gössner     |
| 2      | Kantnerin oder Gnandt (Genanntenglocke) | dis1 +2⁄16              | 1.250 kg  | 1.300 mm      | 1772     | Franz Josef Scheichel |
| 3      | Fehringerin                             | fis1 +4⁄16              | 1.750 kg  | 1.100 mm      | 1772     | Franz Josef Scheichel |
| 4      | Bieringerin (Bierglöckl)                | gis1 +7⁄16              | 1.530 kg  | 1.980 mm      | 1772     | Franz Josef Scheichel |
| 5      | Churpötsch                              | c2 +11⁄16               | 1.290 kg  | 1.790 mm      | 1772     | Franz Josef Scheichel |
| 6      | Chorglöckl                              | g2 +8⁄16                | 001212 kg | 1.620 mm      | um 1280  | Konrad von München    |

Die Kantnerin, die Fehringerin und die Bieringerin bilden das Aspergesgeläut. Die Bieringerin erfüllte seit dem Mittelalter bis ins 18. Jahrhundert die Funktion einer Sperrstundenglocke. Wenn sie abends erklang, musste in Gasthäusern und Schenken der Ausschank von Wein und Bier eingestellt werden.
Das Chorglöckl stammt aus den Jahren nach dem großen Wiener Stadtbrand 1276. Von seinem Glockengießer, Konrad von München, hat sich auch eine Glocke der Ruprechtskirche erhalten. Das Chorglöckl wurde 2017 in der Glockengießerei Grassmayr in Innsbruck restauriert und im Februar 2017 an seinen früheren Platz aufgezogen. Sein Klöppel, der zuletzt in der Barockzeit erneuert worden war, war in einer Mauernische des nördlichen Heidenturms verborgen gewesen. Diese kleine Glocke (früher auch: Ambtglokgen) genannt, diente als Messglocke und hing ursprünglich im nördlichen Heidenturm; sie ist die älteste erhaltene Glocke des Doms. Das alte Geläut, von dem acht Glocken den Krieg überstanden haben, war auf den Nordturm, Südturm und die beiden Heidentürme verteilt. Die Glocken 5-9 hingen im Nördlichen Heidenturm. Im Südlichen Heidenturm die Glocken 3-4, im Nordturm die Halbpummerin (Johannesglocke) und im Südturm die Pummerin (Josefinische Glocke) mit der Speiseglocke. In der Turmspitze des Südturms hing neben den Schlagglocken noch das Zügenglöckl. Die Disposition des alten Geläutes war: H°°, e°, gis°, c′, dis′, dis′, fis′, gis′, c″, dis″, g″ und c″. Als Hauptgeläut dienten nur die Glocken 3, 4, 6, 7, 8, 9 und 11, alle anderen Glocken läuteten nur solistisch.

#### Uhrglocken
Zwei Glocken für den Uhrschlag sind im Glockenstuhl des Südturmes in ca. 100 m Höhe aufgehängt; die Viertelstunden werden auf dem Primglöcklein, die vollen Stunden auf der Uhrschälle geschlagen:
| Glocke | Name          | Schlagton (a1 = 435 Hz) | Gewicht | Durchmesser ≈ | Gussjahr | Gießer                     |
| ------ | ------------- | ----------------------- | ------- | ------------- | -------- | -------------------------- |
| 1      | Uhrschälle    | des1 +4⁄16              | 1500 kg | 1490 mm       | 1449     | J. Straiffing & P. Obrecht |
| 2      | Primglöcklein | g2 −4⁄16                | 0140 kg | 0600 mm       | 1771     | Franz Josef Scheichel      |

#### Weitere Glocken
In der Glockenstube der Pummerin sind bzw. waren kleinere Glocken abgestellt, die ihrem Einschmelzen im Rahmen der Metallsammlung 1942 entkommen konnten. Ihren Bezeichnungen nach wurden sie vornehmlich einzeln geläutet. Das Speisglöckl (Speisglocke) läutete man zur Krankenkommunion, das Zügenglöckl (Zügenglocke) ermahnte das Volk zum Gebet für den in den letzten Zügen Liegenden. Diese beiden Glocken waren einst im Turmhelm des Hohen Turmes neben der Uhrschelle aufgehängt. Vor 2017 war als dritte Glocke das Chorglöckl, welches das gleiche Schicksal wie die beiden anderen Glocken hatte, ebenfalls bei der Pummerin aufgestellt.
Das Zügenglöckl (neu gegossen 1830) wurde nach Restaurierungsarbeiten (sein historisches Holzjoch war noch erhalten) 2022 im Glockenstuhl des nördlichen Heidenturmes angebracht, wo es auch geläutet werden kann.
| Name        | Schlagton (a1 = 435 Hz) | Gewicht | Durchmesser ≈ | Gussjahr | Gießer              |
| ----------- | ----------------------- | ------- | ------------- | -------- | ------------------- |
| Speisglocke | c2 ±0                   | 240 kg  | 735 mm        | 1746     | Joh. Josef Pfrenger |
| Zügenglocke | es2 −6⁄16               | 150 kg  | 650 mm        | 1830     | Bartholomäus Kaffel |

## Domarchiv
Das Archiv des Domes (inkl. jenes der Dompfarre) ist im Curhaus südlich des Domes untergebracht. Es enthält das Matrikenarchiv der Metropolitan- und Dompfarre, das Pfarrarchiv, das Archiv des Kirchmeisteramtes, das alte Dommusik-Archiv, die Curhausbibliothek, das Archiv der (erz)bischöflichen Cur (der Priestergemeinschaft zur Pfarrseelsorge) und andere Bestände (Totenpredigten für Maria Theresia, Josef II. oder Pius VI., ein Brief des Sultans Murad III. an Kaiser Rudolf II. aus 1583 etc.). Teile des Domarchivs (Bestände z. B. des Kollegiatstifts Rudolfs IV., welche die Zeit vor der Gründung der Diözese 1469 betreffen, sind allerdings im Archiv der Erzdiözese Wien verwahrt). Die Bestände des Domarchives reichen bis in das 14. Jahrhundert zurück (1323: Stiftungsurkunden), die Personenstandsaufzeichungen beginnen 1523. Begräbniskostenbücher (Funeralprotokolle, Bahrleihbücher) sind von 1663 bis 1928 vorhanden. Die Kirchenbücher von St. Stephan, die älter als hundert Jahre sind, sowie andere Bestände wie Teile der Stiftungsurkunden, sind digitalisiert, können online eingesehen werden und wurden für händische Benützung gesperrt.

## Uhren
Im Jahr 1417 wird erstmals eine mechanische Räderuhr auf dem Stephansturm erwähnt. 1700 installierte man im Südturm ein Uhrwerk mit einem Gewicht von rund 700 kg und vier Zifferblättern. Dieses Uhrwerk wurde im Zuge der Turmrestaurierung 1861 ersatzlos demontiert und ist jetzt im Wiener Uhrenmuseum ausgestellt. Als „Ausgleich“ baute man 1862 in den romanischen Rosetten der Heidentürme neben dem Riesentor an der Westseite des Domes zwei Uhren ein, wobei die nördliche ein normales Zifferblatt hatte und die südseitige ein „digitales“ in Form einer Fallblattanzeige. 1961 wurde das nördliche Zifferblatt von dem österreichischen Maler Rudolf Hermann Eisenmenger neu gestaltet. Drei Jahre später stellte man auch die beim Brand 1945 zerstörte südliche Uhr wieder her.
Neben bereits an der Ost- und Westseite vorhandenen Sonnenuhren brachte man zum „Richten“ der Turmuhr am südlichen Strebepfeiler des Apostelchors (Chor des Apostelschiffes bzw. des rechten Seitenschiffes) 1554 eine weitere Sonnenuhr an. Sie ist die älteste erhaltene Sonnenuhr Wiens und wurde um 2003 restauriert.

## Maße
| [ 177 ]                                | Länge             |
| -------------------------------------- | ----------------- |
| Gesamtlänge außen                      | 108,7 m           |
| Gesamtlänge innen                      | 107,2 m           |
| Gesamtbreite Langhaus ohne Türme innen | 34,2 m            |
| Gesamtbreite Langhaus mit Türmen außen | 72,0 m            |
| Höhe Seitenschiffe                     | 22,4 m            |
| Höhe Hauptschiff                       | 28,0 m            |
| Höhe der drei Chorhallen               | 22,4 m            |
| Höhe Südturm                           | 136,44 m          |
| Höhe Nordturm                          | 68,3 m            |
| Höhe Heidentürme                       | 66,3 m und 65,3 m |
| Dachlänge                              | 110 m             |
| Dachhöhe von der Mauerkrone            | 37,85 m           |

## Zahlensymbolik
Den Maßen des Doms liegen die Zahlen Drei (für die Dreifaltigkeit) und Vier (die Zahl des Irdischen – Temperamente, Himmelsrichtungen, Jahreszeiten usw.) zugrunde. Drei plus Vier ist Sieben, die Zahl der Schöpfungstage, Sakramente, Haupttugenden, Hauptlaster, Seligpreisungen, Worte am Kreuz, Gaben des Heiligen Geistes und anderes.
Sieben hinter der Drei ergibt Siebenunddreißig. Drei mal Siebenunddreißig ist Hundertelf. Nach häufiger Angabe soll der Dom (innen) 111 Fuß breit, außen (inkl. Türme) 222 Fuß breit und 333 Fuß lang sein, der Südturm 444 Fuß hoch. In der Realität weicht jedoch die Länge von 109 m deutlich davon ab (ca. 350 Fuß, je nachdem, welches exakte Fußmaß man heranzieht), noch ganz abgesehen davon, dass der Dom nicht überall gleich breit ist (siehe den Abschnitt zum Langhaus).
Das Treppengeländer zur Kanzel setzt sich aus stilisierten Rädern zusammen, einem Dreipass (dreimal unterteilt) und einem Vierpass.
Die Anzahl der Stufen auf der Treppe zur Türmerstube des Glockenturms (und damit der heutigen Aussichtsterrasse) beträgt 343, das ist {\displaystyle (3+4)^{3}}, also 7 × 7 × 7.
Zwölf (= 3 × 4) Fialentürmchen schließen den Unterbau des Südturms ab. Aus deren Mitte erhebt sich die Turmspitze (Christus und die 12 Apostel).
Die Fenster im Langhaus (Aufenthaltsort der Laien) bestehen aus je vier, die Fenster im Priesterbereich aus je drei Teilen.

## Eigentumsverhältnisse
Der Stephansdom als solcher (das Kirchengebäude) hat Rechtspersönlichkeit nach dem Kirchenrecht. Er ist als juristische Person unter dem Namen „Römisch-katholische Metropolitan- und Pfarrkirche zu St. Stefan in Wien“ im staatlichen Bereich nach dem Konkordat und damit auch im Grundbuch als Rechtsperson anerkannt, er ist als Eigentümer seines Grundstücks (5740 m²) im Grundbuch eingetragen. Grundstücksgrenzen sind im Wesentlichen die Mauern des Kirchengebäudes (Außenkanten der Strebepfeiler, wobei sich bei einer neuen Vermessung Abweichungen von bis zu 0,5 Metern zeigten), das Grundstück des Doms ist vom Stephansplatz umgeben. Dieser Platz ist Eigentum der Stadt Wien (Öffentliches Gut).
Die Verwaltung des Domvermögens war früher ein Ehrenamt vermögender Mitglieder des Rates der Stadt Wien, der Kirchmeister. Von ihnen waren die Baugeschäfte abzuschließen, die Handwerker zu überwachen und die Vermögensverwaltung des Doms zu führen. Erst 1834 wurde mit dem Cur- und Chormeister von St. Stephan auch ein Priester an der Vermögensverwaltung beteiligt. Das Konkordat von 1855 übertrug die Vermögensverwaltung endgültig kirchlichen Institutionen, 1858 wurde dafür ein dem Erzbischof von Wien unterstehendes Amt eingerichtet.
Der Stephansdom besitzt weiteres Liegenschaftsvermögen: einen Drittelanteil am Cur- und Chorhaus zu St. Stefan (das ist das Haus südlich des Stephansdoms). Die zwei anderen Drittel dieses Hauses gehören der „Erzbischöflichen Cur in Wien“ und der Erzdiözese Wien.

## Organisation
Der Stephansdom ist Pfarrkirche der Dompfarre (für welche die allgemeinen Regeln der Erzdiözese Wien gelten), beim Dom bestehen gesondert die folgenden drei Rechtspersonen, die nach dem Konkordat auch im staatlichen Bereich anerkannt sind. Die Statuten dieser Rechtspersonen wurden mit 1. November 2024 erneuert, wobei unterschiedliche Schreibweisen oder ähnliche Begriffe keine inhaltlichen Unterschiede bedeuten.
1. die Rechtsperson Domkirche selbst unter der Bezeichnung „Dom- und Metropolitankirche zu St. Stephan in Wien“,
2. die Rechtsperson „Dom- und Metropolitankapitel“ an der Dom- und Metropolitankirche zu St. Stephan in Wien, dem die Verwaltung der Domkirche obliegt; diese Aufgabe nimmt das Domkapitel vertreten durch den Domkustos wahr, ihm zugeordnet sind Kirchenmeister, Dombaumeister, Domkapellmeister, Sakristeidirektor, Domarchivar und die entsprechenden Organisationseinheiten (Ämter). Das Domkapitel hat aber auch als Konsultorenkollegium wichtige Zustimmungs- und Anhörungsrechte in Angelegenheiten der Diözese und unterstützt den Erzbischof.
3. die Rechtsperson „Erzbischöfliche Cur“. Das ist ein hauptsächlich aus Priestern bestehendes Kollegium, das die Seelsorge (z. B. Beichtzeiten) und die Gottesdienste in der Domkirche allgemein besorgt. Mitglieder der Cur sind jene Kleriker, die vom Erzbischof von Wien per Dekret dazu ernannt werden. Sie führen den Titel „Domkurat“.

## Dom als Feuerwache
Als jahrhundertelang höchstes Gebäude Wiens beherbergte der Dom einst auch die Feuerwache der Stadt. So wurde im Jahre 1534, also fünf Jahre nach der Ersten Türkenbelagerung, die Funktion eines Türmers eingerichtet, der in einer Türmerstube in einer Höhe von 72 Metern seinen Dienst versah. Bei Wahrnehmung eines Brandes innerhalb der Stadt musste dieser am Tag eine rote Fahne und bei Nacht eine rote Laterne in Richtung des Feuers schwenken und mit einem blechernen Sprachrohr die Bevölkerung warnen. Zugleich wurde durch ein Fallrohr eine schriftliche Meldung zum Turmmeister hinuntergeschickt, der die militärische Feuerwache am nahen Petersplatz mittels eines Glockenzuges alarmierte.
Die Türmerstube war einige Jahrhunderte lang zur Früherkennung besetzt. Im Jahr 1835 entwickelte der Direktor der Wiener Sternwarte Karl Ludwig von Littrow ein sogenanntes Toposkop, mit dem auch in der gewachsenen Stadt noch Brände erkennbar waren. An dem auf Gelenken befestigten Fernrohr konnte man die Winkel ablesen und so Koordinaten weitergeben. Bis 1855 erfolgten diese Meldungen in schriftlicher Form. Später wurde ein Zeigertelegraph eingerichtet, der die Meldung direkt zur Zentralfeuerwache Am Hof weitergab. Letzte Reste dieser Anlage fand man bei Ausgrabungen im Jahr 1955.
Obwohl bereits in der Zwischenkriegszeit Zweifel an der Notwendigkeit aufkamen, waren Türmer bis nach dem Zweiten Weltkrieg im Einsatz. Der letzte Türmer versah bis zum 31. Dezember 1955, also 421 Jahre nach der Einrichtung dieser Funktion, seinen Dienst.
Der Brand von Notre Dame in Paris war einer der Anlässe für eine Erneuerung der Brandschutzanlage im Dom selbst. Da der Dachstuhl bereits 1945 abbrannte und danach durch eine Stahlkonstruktion ersetzt wurde, wird die Gefahr eines vergleichbaren Großbrandes als gering eingeschätzt. Die Brandmeldeanlage prüft die Raumluft des Doms und ist direkt mit der Zentrale der Wiener Feuerwehr verbunden.

## Sportveranstaltung
Seit 2012 findet jährlich im Mai (2014 jedoch am 6. Juni; 2020 Ausfall wegen der CoV-Pandemie) während des Steffl-Kirtags ein Treppenlauf im Südturm zur Türmerstube statt. Der vom Österreichischen Leichtathletik-Verband veranstaltete Lauf zählt seit der erstmaligen Austragung auch zum Treppenlauf-Weltcup. Die Streckenrekorde für die 343 Stufen bzw. 67 Höhenmeter werden von Matjaž Mikloša (SLO, m, 2014) mit 1:17,75 min und Sandrina Illes (AUT, w, 2014) mit 1:59,02 min gehalten (Stand 2015).

## Kunstinstallation „Himmelsleiter“
Zwischen 4. April 2021 (Ostern) und August 2022 befand sich im und am Dom eine Kunstinstallation der Wiener Künstlerin Billi Thanner. Eine Leiter aus goldgelb leuchtenden Gasentladungsröhren (mit Leuchtstoff) begann indoors in der Taufkapelle mit 21 Sprossen bis zu dessen Gewölbe und führte außen mit 33 Sprossen an der Westseite des spitzen Dachs des Südturms, sich verjüngend in Richtung seiner Spitze. Die Installation sollte ursprünglich bis Ende Mai 2021 verbleiben, wurde aber verlängert. Im August 2022 wurde die Installation wieder abgebaut und auf der St.-Lamberti-Kirche in Münster neu installiert.

## Filme
- St. Stephan – Der Lebende Dom. Dokumentarfilm aus der Reihe ORF Universum, Österreich, 1997, 50 Min., Regie und Produktion: Georg Riha.[197]
- Der steinerne Zeuge. Der Stephansdom erzählt Geschichte. Dokumentarfilm, Österreich, 52, 2011, S. 30 Min., Buch und Regie: Roswitha und Ronald Vaughan, Produktion: Vaughan Video, ORF, 3sat, Erstsendung: 22. Dezember 2011 bei 3sat.[198][199]